# Révolution française
Cet article concerne la Révolution française de 1789. Pour celle de 1830, voir Trois Glorieuses. Pour celle de 1848, voir Révolution française de 1848. Pour les autres significations, voir Révolution française (homonymie).
La Révolution française (1789-1799) est une période de bouleversements politiques et sociaux en France et dans ses colonies, ainsi qu'en Europe à la fin du XVIIIe siècle. Traditionnellement, on la fait commencer à l'ouverture des États généraux le 5 mai 1789 et finir au coup d'État de Napoléon Bonaparte le 9 novembre 1799 (18 brumaire de l'an VIII). En ce qui concerne l'histoire de France, elle met fin à l'Ancien Régime, notamment à la monarchie absolue remplacée par la monarchie constitutionnelle (1789-1792), puis par la Première République.
« Mythe national », la Révolution française a légué de nouvelles formes politiques, notamment au travers de la Déclaration des droits de l'homme et du citoyen de 1789 qui proclame l'égalité des citoyens devant la loi, les libertés fondamentales et la souveraineté de la Nation, se constituant autour d'un État. Elle a entraîné la suppression de la société d'ordres, de la féodalité et des privilèges, une plus grande division de la propriété foncière, la limitation de l'exercice du pouvoir politique, le rééquilibrage des relations entre l'Église et l'État et la redéfinition des structures familiales. Les valeurs et les institutions de la Révolution dominent encore aujourd'hui la vie politique française.
Elle a été marquée par des périodes de grande violence, notamment pendant la Terreur (1793-1794), au cours de la guerre de Vendée, cause de la mort de centaines de milliers de personnes, au cours des insurrections fédéralistes ou dans le cadre des luttes entre factions révolutionnaires, qui ont abouti à la mort successive des principales figures révolutionnaires (girondins, hébertistes, dantonistes puis robespierristes).
Les guerres de la Révolution française, qui ont touché une grande partie de l’Europe continentale, ont propagé les idées révolutionnaires et contribué à l'abolition de la société d'ordres en Europe occidentale, dans les « républiques sœurs » puis dans toute l'Europe.
La Révolution française « diffère des autres révolutions par ses exigences universalistes en ce qu'elle est destinée à bénéficier à toute l'humanité ». Dès son commencement, la portée universelle des idées de la Révolution française a été proclamée par ses partisans et l'ampleur de ses conséquences soulignée par ses détracteurs.
Considérée par la majorité des historiens comme un des événements majeurs de l'histoire mondiale, la Révolution a été un objet de débats ainsi qu'une référence controversée durant les deux siècles qui l'ont suivie, en France et dans le monde. Elle a créé des divisions immédiates et durables entre les partisans des idées révolutionnaires et les défenseurs de l'ordre ancien, ainsi qu’entre les anticléricaux et l'Église catholique.
Elle marque le début en France d’une période d'instabilité institutionnelle, au cours de laquelle se succèdent trois monarchies constitutionnelles (1789-1792, 1814-1830, 1830-1848), deux républiques (1792-1804, 1848-1851) et deux régimes impériaux (1804-1814 et 1851-1870), jusqu’à l’établissement définitif de la République dans les années 1870. Toute l'histoire contemporaine est marquée par les héritages de la Révolution française que la plupart des mouvements révolutionnaires ont perçue comme un événement précurseur. Ses grandes phrases et ses symboles culturels[pas clair] sont devenus les étendards d'autres bouleversements majeurs de l'histoire moderne, y compris lors de la révolution russe plus d'un siècle plus tard.

## Chronologie et périodisation
Elle est traditionnellement placée entre l'ouverture des états généraux, le 5 mai 1789, et le coup d'État du 18 Brumaire de Napoléon Bonaparte, le 9 novembre 1799, qui inaugure la période du Consulat et aboutit, cinq ans plus tard, à l'avènement de l'Empire. Cependant, elle a été partiellement perpétuée par Napoléon lors de l'expansion du Premier Empire français.
Si la plupart des manuels d'histoire et nombres d'historiens découpent la Révolution en quatre périodes — Constituante, Législative, Convention, Directoire — Jules Michelet et l'historiographie marxiste en placent la fin à la chute de Robespierre. Cette périodisation a souvent dépendu des convictions ou arrière-pensées politiques des intéressés en faveur soit de la République « parlementaire », soit de la « souveraineté populaire ». L'historiographie distingue classiquement deux temps, deux révolutions successives, qui ont transformé d'abord le royaume de France en une monarchie constitutionnelle, puis en Première République, mettant fin à une société d'ordres et aux anciens privilèges.

## La France dans les années 1780

### La société française

Organisation des 3 ordres de la féodalité.

La société sous l'Ancien Régime repose sur l'existence de trois ordres hiérarchisés (le clergé, la noblesse, et le tiers état qui représente à lui seul 97 % de la population) et d'une mosaïque de droits dont disposent les corps constitués (parlements, communautés, villes, universités, métiers), ou qui peuvent différer d'une province à l'autre et sont des héritages de la société médiévale et des agrandissements successifs du royaume. Le poids des impôts repose exclusivement sur le tiers état, qui doit notamment verser des impôts auprès des deux autres ordres.
Au XVIIIe siècle, l'essor de nouvelles catégories sociales dans les villes et dans les gros bourgs est indéniable. Parmi les nouvelles couches, on distingue d'une part une bourgeoisie marchande ou financière, qui profite de l’enrichissement global et, pour une partie d'entre elles, des grandes spéculations boursières sous Louis XVI, des laboureurs, des paysans riches qui peuvent offrir à leurs enfants une éducation, et d'autre part une bourgeoisie de fonctionnaires et d'hommes de loi qui aspire à jouer un rôle politique.
Cependant, face à cette concurrence, la noblesse réimprime le principe de la supériorité de la naissance sur la fortune et l'instruction : c’est la réaction seigneuriale et nobiliaire.
Inspirés par les physiocrates, les seigneurs cherchent par ailleurs à optimiser les revenus tirés de l'exploitation de leurs terres et remettent en vigueur des privilèges comme l'exploitation exclusive des communaux, avec pour effet d'en priver et d'appauvrir les paysans non propriétaires.
À la fin des années 1780, les mauvaises récoltes jettent à la rue les membres les plus fragiles des communautés. L'historien Jean Nicolas recense pendant tout le XVIIIe siècle, qu'il appelle le « siècle d'intranquillité », pas moins de 8 528 révoltes de communautés paysannes qui se politisent de plus en plus,. Les conditions climatiques sont éprouvantes en 1788 avec une sécheresse au printemps, de violents orages le 13 juillet, provoquant de mauvaises récoltes et la hausse du prix des céréales et du pain. La rudesse de l'hiver qui suit fait lui grimper le prix du bois de chauffage. Ces phénomènes attisent l'agitation populaire, le politique étant considéré comme responsable du manque de grains. Des révoltes de subsistances en 1788 attestent, elles aussi, d'une crise frumentaire à l'origine partielle de la Révolution. Ces crises frumentaires sont dues à la libéralisation du commerce des grains sous l'Ancien Régime qui a débuté en 1763.

Louis d’or de Louis XVI (1788)

Par ailleurs, alors que les banques parisiennes connaissent un très important développement, et que l'arrivée de Jacques Necker à la direction des finances est faite notamment sous leur influence, une crise budgétaire de l’État due à la dette énorme du gouvernement (4 500 000 000 livres en 1788), en partie due à la participation de la France à la guerre d'indépendance des États-Unis (qui aurait coûté plus d'un milliard de livres selon l'historien français Jean-Clément Martin), et une inflation élevée causée par une quantité sans précédent de monnaie en circulation, l'oblige à envisager une nouvelle levée d'impôts et pour ce faire, à convoquer les états généraux : ce sera dans ce contexte de tensions, l'évènement déclencheur de la Révolution française.

### Résistance à la monarchie absolue et désir de réforme

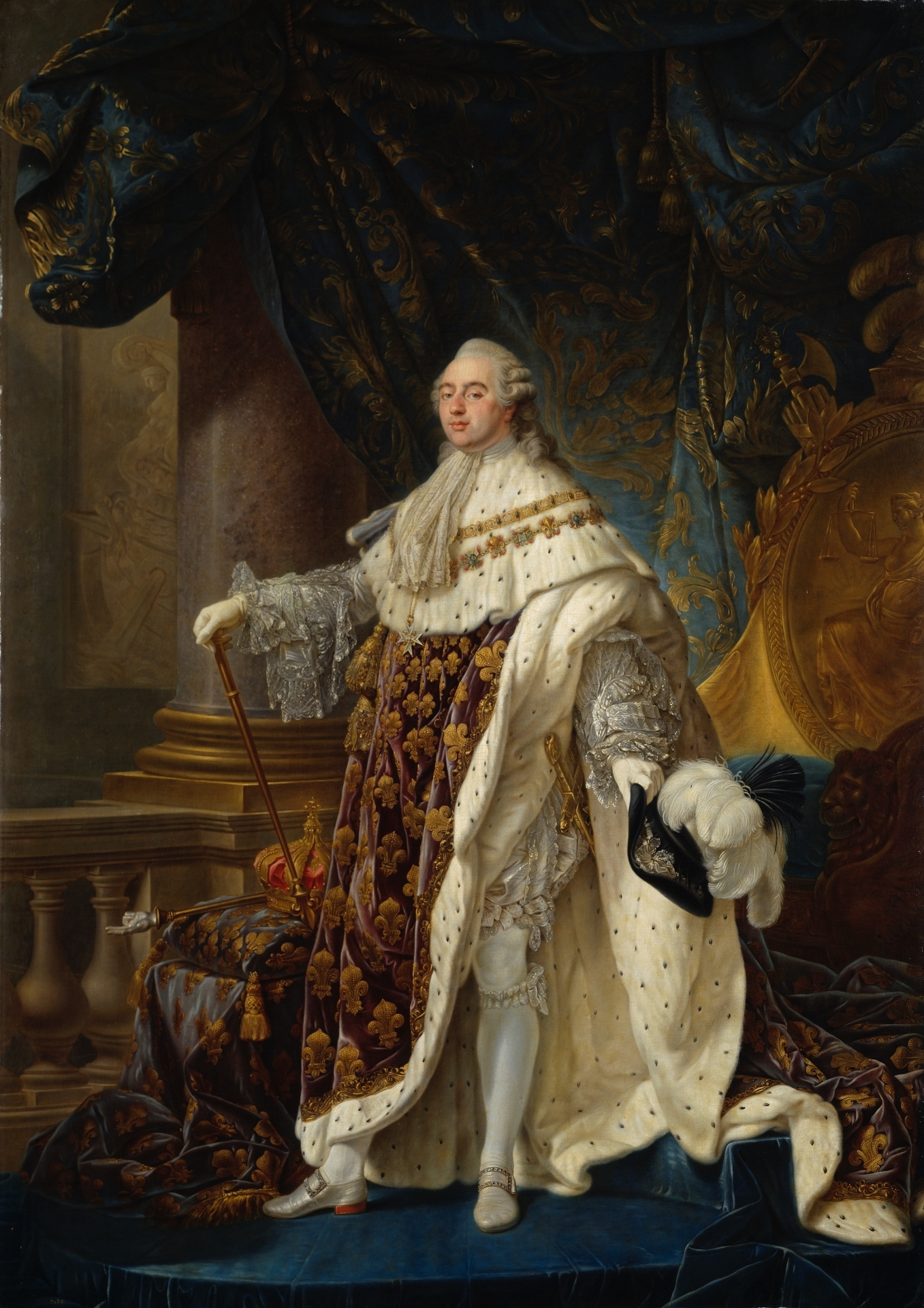
Louis XVI en costume de sacre avec les regalia et la croix de l'ordre du Saint-Esprit par Antoine-François Callet (1781).

En 1788, le pouvoir repose sur le modèle politico-social d'une monarchie absolue de droit divin : le roi, représentant de Dieu sur Terre, est « délié des lois » tout en devant respecter les « lois fondamentales du Royaume ». Il est le garant de la sécurité, de la justice et de la foi de ses sujets. Il ne tire sa souveraineté d'aucune instance humaine mais doit gouverner avec le consentement des corps constitués. Les contradictions internes du modèle vont ouvrir la voie à la Révolution.
Dans leur immense majorité, les Français restent attachés à la forme monarchique. Le roi, aimé et respecté, est perçu comme un « père du peuple », de « la Nation », puis comme « père des Français ». En 1788, une réforme de l’État est espérée sous son autorité et avec son consentement.
Les corps constitués, quand ils s'opposent au pouvoir royal, le font pour la défense de leurs intérêts propres sans cependant le remettre en cause ou s'y opposer idéologiquement. Les Parlements, cours de justice d'Ancien Régime, et les états provinciaux instrumentalisent leur droit de remontrance lors de l'enregistrement des lois pour s'opposer aux réformes ministérielles du Conseil du roi. Bien qu'ils protègent avant tout leurs privilèges, ils se pensent et passent aux yeux de l'opinion publique naissante, dans une rhétorique de défense du peuple contre le despotisme ministériel, comme les représentants de la Nation. La monarchie en dépit de la pression fiscale demeure respectueuse de ces corps intermédiaires jusqu'au coup de force du chancelier Maupeou qui rompt l'équilibre en 1771. Ses membres les plus radicaux rejoignent ce qu'on appelle le « parti patriote », fer de lance de la contestation pré-révolutionnaire. La synthèse de leurs combats et de leurs revendications, dans leur dialogue avec les thèses rousseauistes, devait à la faveur des événements de 1789, donner corps aux prémices idéologiques de la Révolution.
En définitive, les remises en cause de l'absolutisme sont rares et marginales avant 1789. Elles sont avant tout philosophiques et religieuses avant d'être politiques ou sociales. On trouve par contre un désir unanime de réforme chez les Français, porté par leurs députés qui expriment le souhait d'un État plus efficace et d'une monarchie régénérée.

## 1789: fin de la monarchie absolue et de l’Ancien Régime

### Révolution juridique (mai-début juillet 1789)

#### Campagne électorale pour l'élection des députés aux états généraux

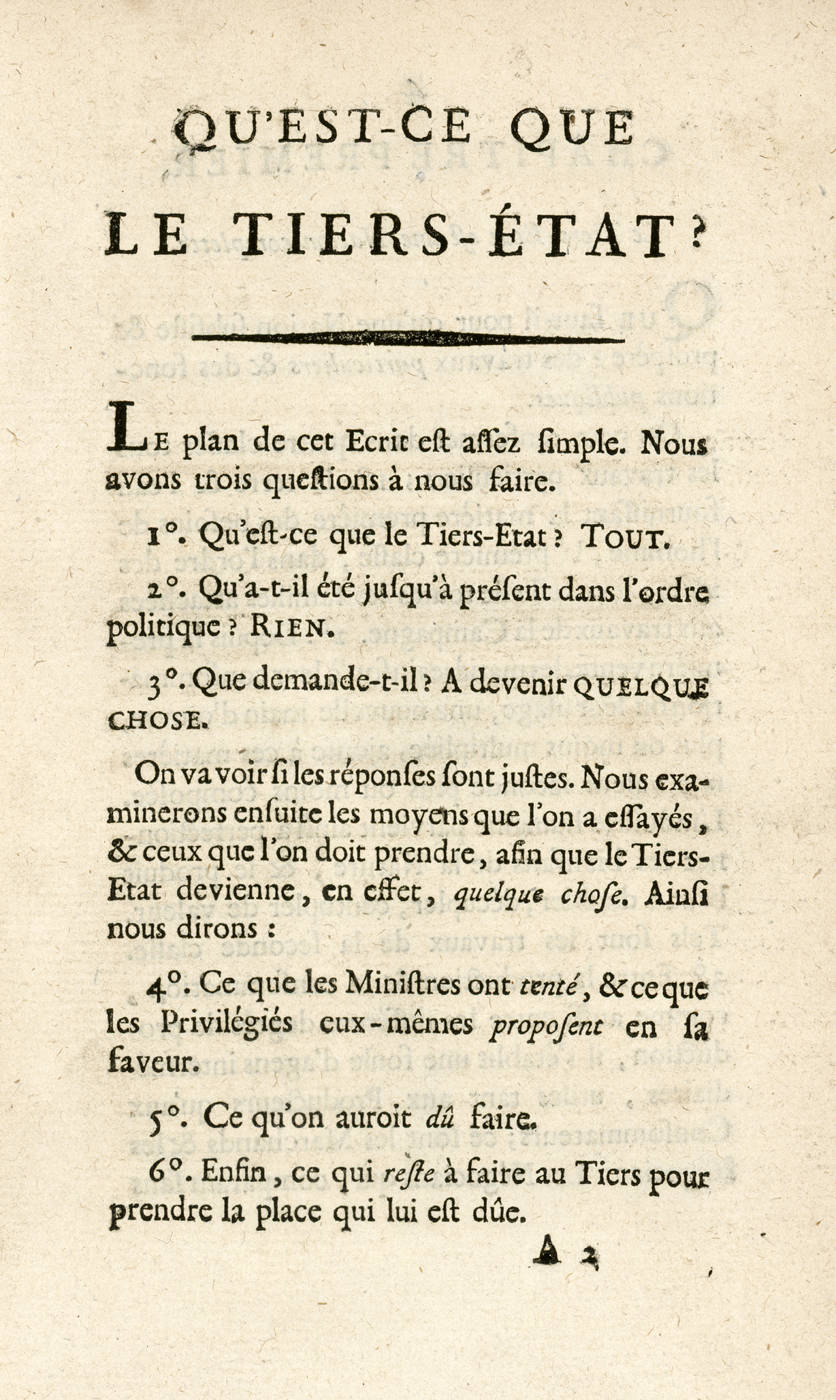
Qu'est-ce que le Tiers-État ?, pamphlet de l'abbé Sieyès (janvier 1789).

Bien qu'elle soit dépourvue de toute autorité législative, la réunion des états généraux a suscité de grands espoirs parmi la population française. Les paysans espèrent une amélioration de leurs conditions de vie avec l'allègement, voire l'abandon des droits seigneuriaux. La bourgeoisie espère l'instauration de l'égalité devant la loi et plus confusément, l'établissement d'une monarchie parlementaire ou d'un gouvernement représentatif. Elle peut compter sur le soutien d'une petite partie de la noblesse acquise aux idées nouvelles et du bas-clergé sensible aux difficultés du peuple. Dès la fin de l'année 1788, mémoires, libelles et périodiques sur la convocation prochaine se multiplient. Villes et villages français s'informent ainsi des débats sur la composition et l'organisation des États du Royaume. La tradition avait sanctionné la pratique d'un vote par ordre qui met le tiers en minorité. En septembre 1788, le Parlement de Paris confirme que les États doivent prendre les formes de 1614.
Le tiers état réclame d'une part le doublement du nombre de ses députés afin qu'il corresponde à son poids réel dans les bailliages, ainsi que le principe du vote par tête où chaque élu dispose d'une voix. Louis XVI accorde le doublement mais garde le silence sur la modalité du vote. Cet effacement de l'autorité royale permet l'émergence d'un « parti patriote » à Paris et en province. À la faveur du développement d'une opinion publique, des échauffourées urbaines, en particulier à Rennes et en Dauphiné, émaillent les quelques mois qui séparent la convocation de la réunion des députés à Versailles.

#### Les députés du tiers état s'opposent au roi

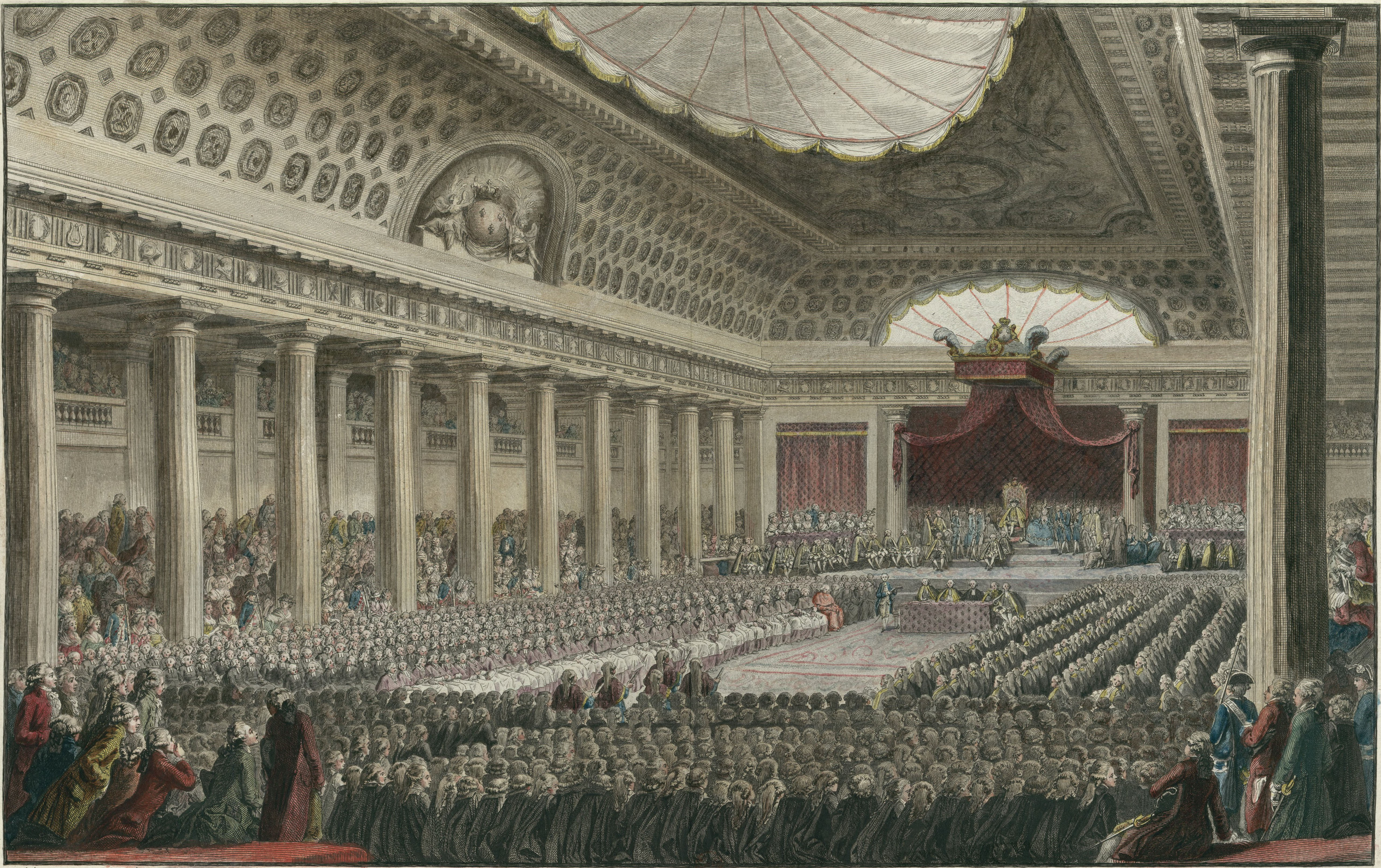
Les États généraux à Versailles le 5 mai 1789.

Le 1er mai 1789, les députés arrivent à Versailles. Alors que ceux du clergé (291) et de la noblesse (270) sont reçus en grand apparat, ceux du tiers état (584) sont ignorés. Le 5 mai, le roi ouvre les états généraux. Son discours met en garde contre tout esprit d'innovation ; celui de Necker n'aborde que les questions financières. Aucune évocation des réformes politiques tant attendues n'est faite. Le pouvoir ne prend pas clairement position sur les modalités du vote. Les députés tiers s'engagent alors dans un processus de résistance et d'insubordination mené par Barnave, Mounier, Mirabeau et Rabaut Saint-Étienne. Ils refusent de se réunir séparément des deux autres ordres. Dans le courant du mois de mai, les assemblées du clergé et de la noblesse acceptent de renoncer à leurs privilèges fiscaux. Au bout d'un mois de discussions, sur une motion de l'abbé Sieyès, le tiers état prend l'initiative de vérifier les pouvoirs des députés par bailliage et sénéchaussée en l'absence des ordres privilégiés. Le 13 juin, trois curés répondent à l'appel. Le 16, ils sont dix.

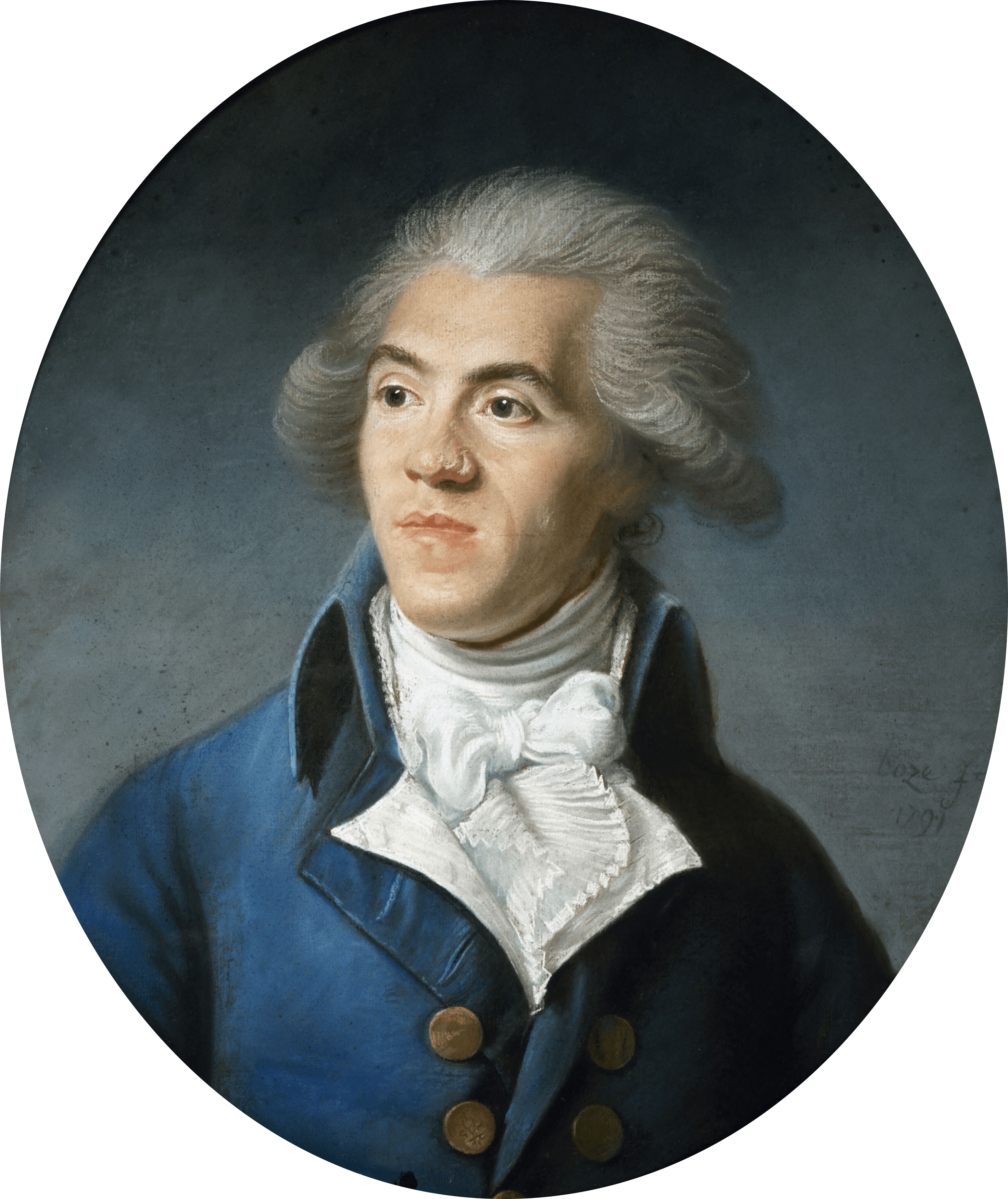
Barnave.
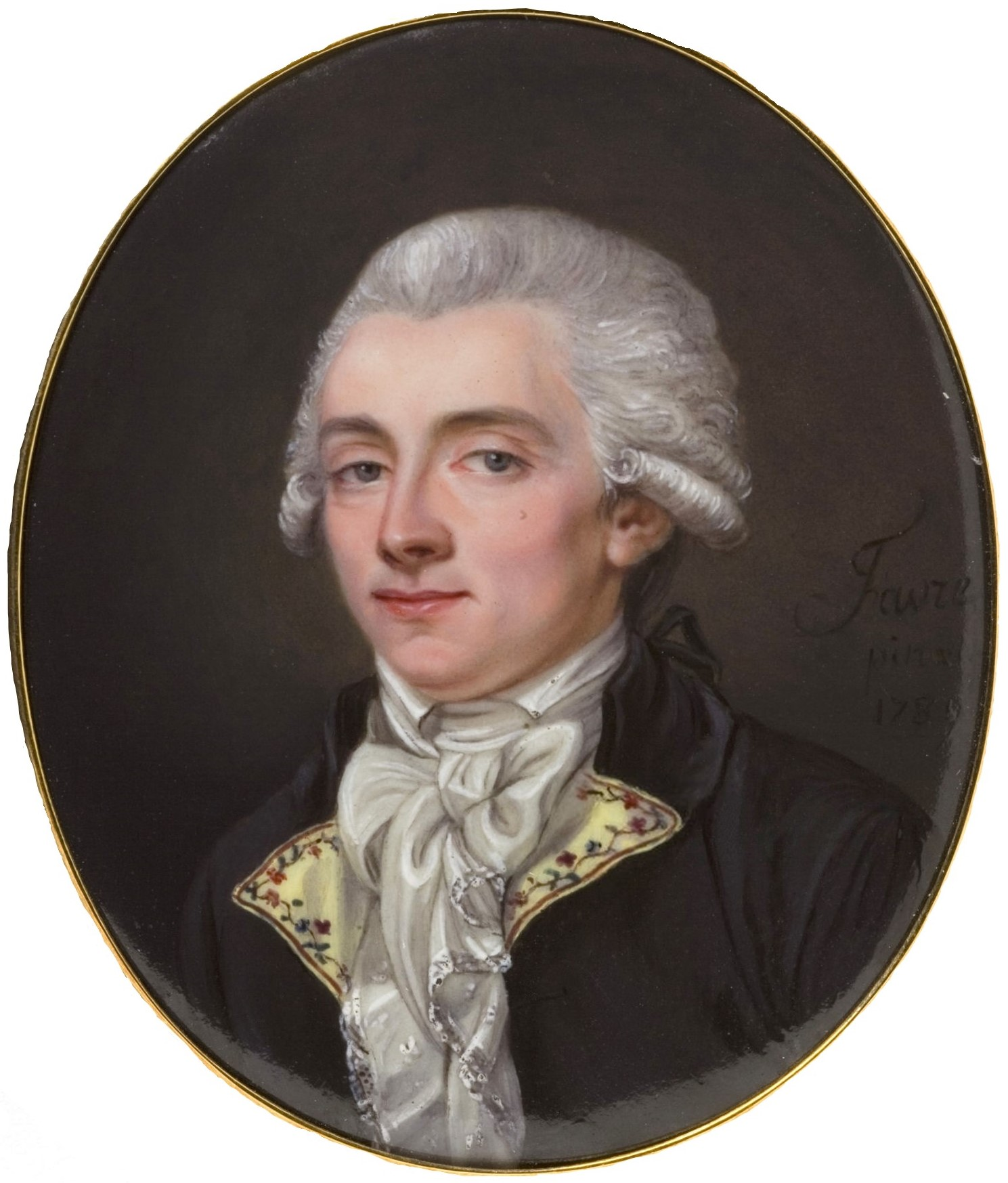
Mounier.
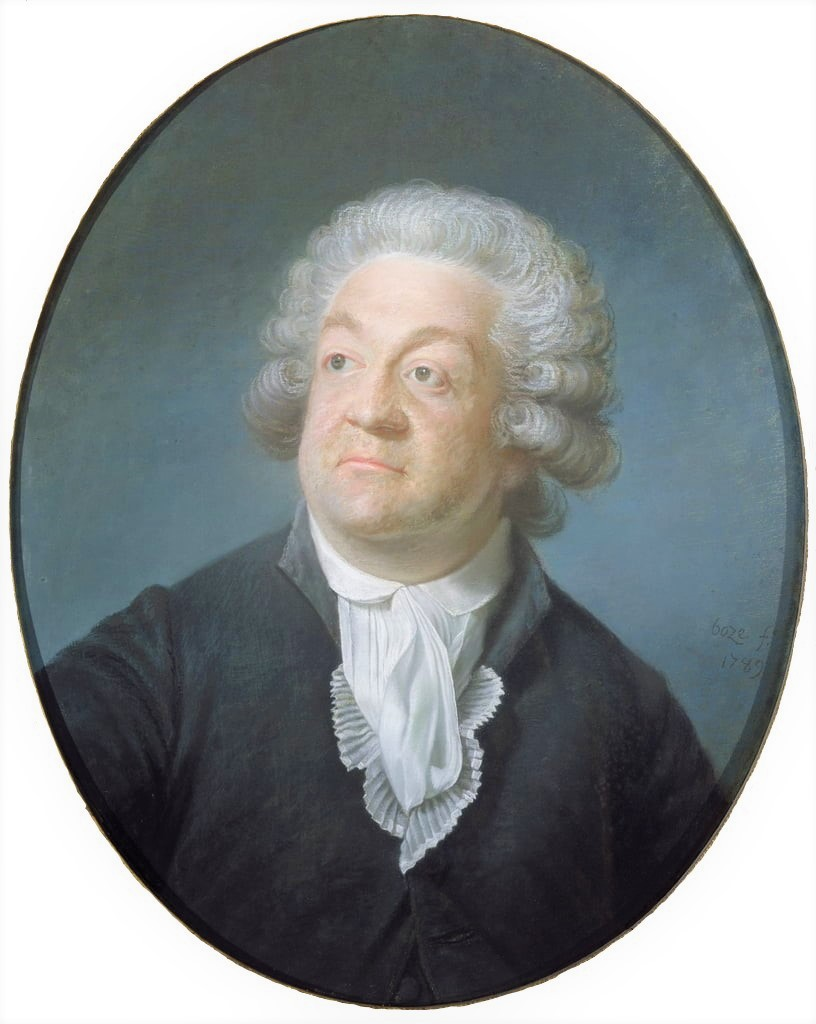
Mirabeau.
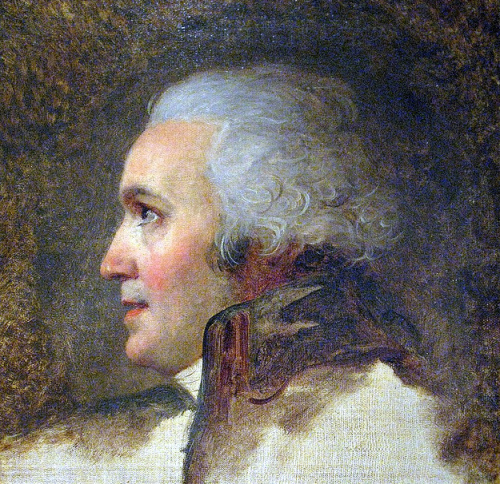
Rabaut Saint-Étienne.
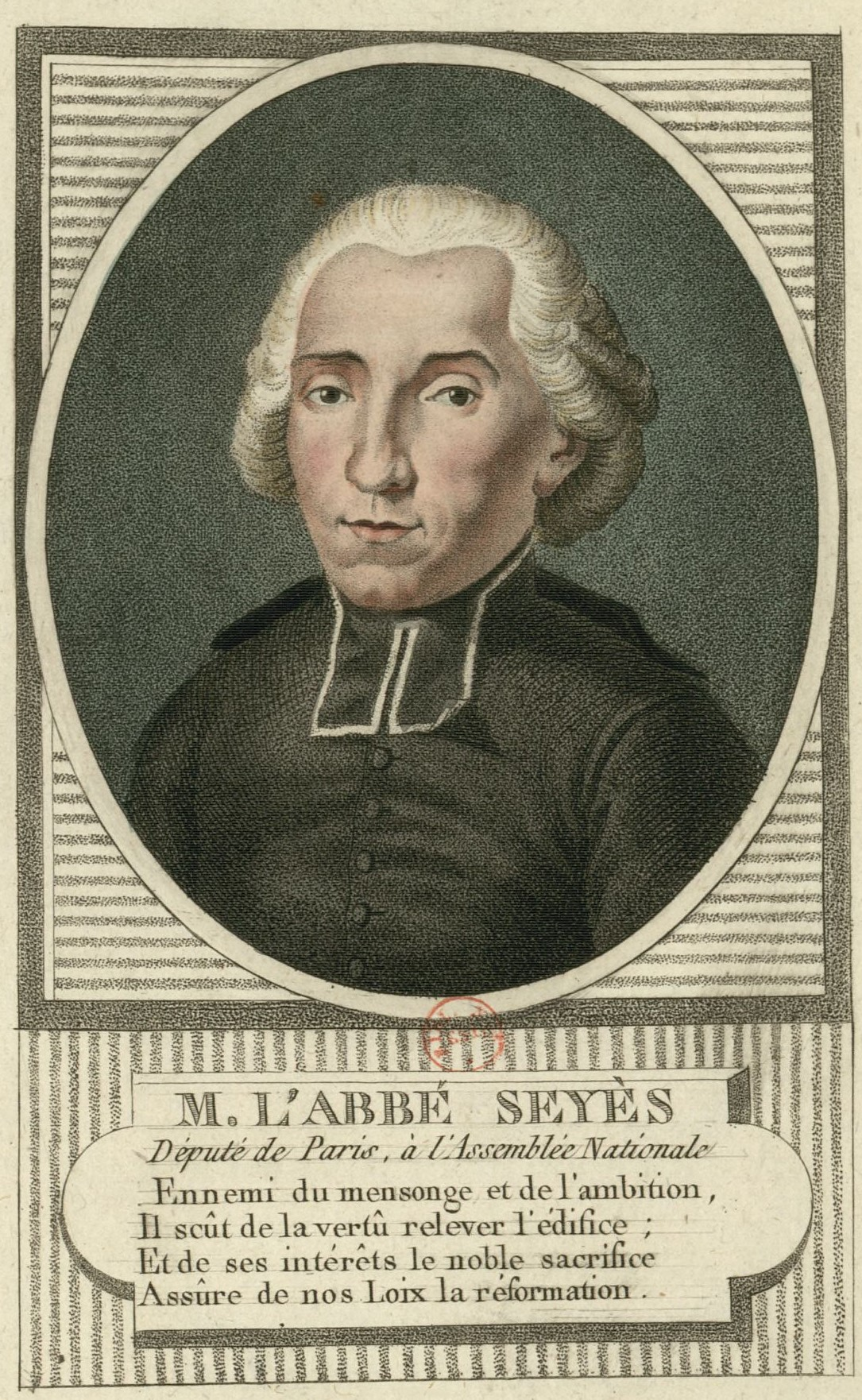
L'abbé Sieyès.

Le 17 juin 1789, le tiers et quelques députés de la noblesse et du clergé, sur proposition de Legrand et à l'invitation de Sieyès, prennent le titre d’« Assemblée nationale ». Le 19 juin, le clergé, qui compte une minorité de curés sensibles aux problèmes des paysans, décide de se joindre aux députés du tiers état pour la vérification des pouvoirs. Le 20 juin, le roi fait fermer la salle des Menus Plaisirs, lieu de réunion du tiers état. Ceux-ci se dirigent alors vers une salle de Jeu de paume voisine.

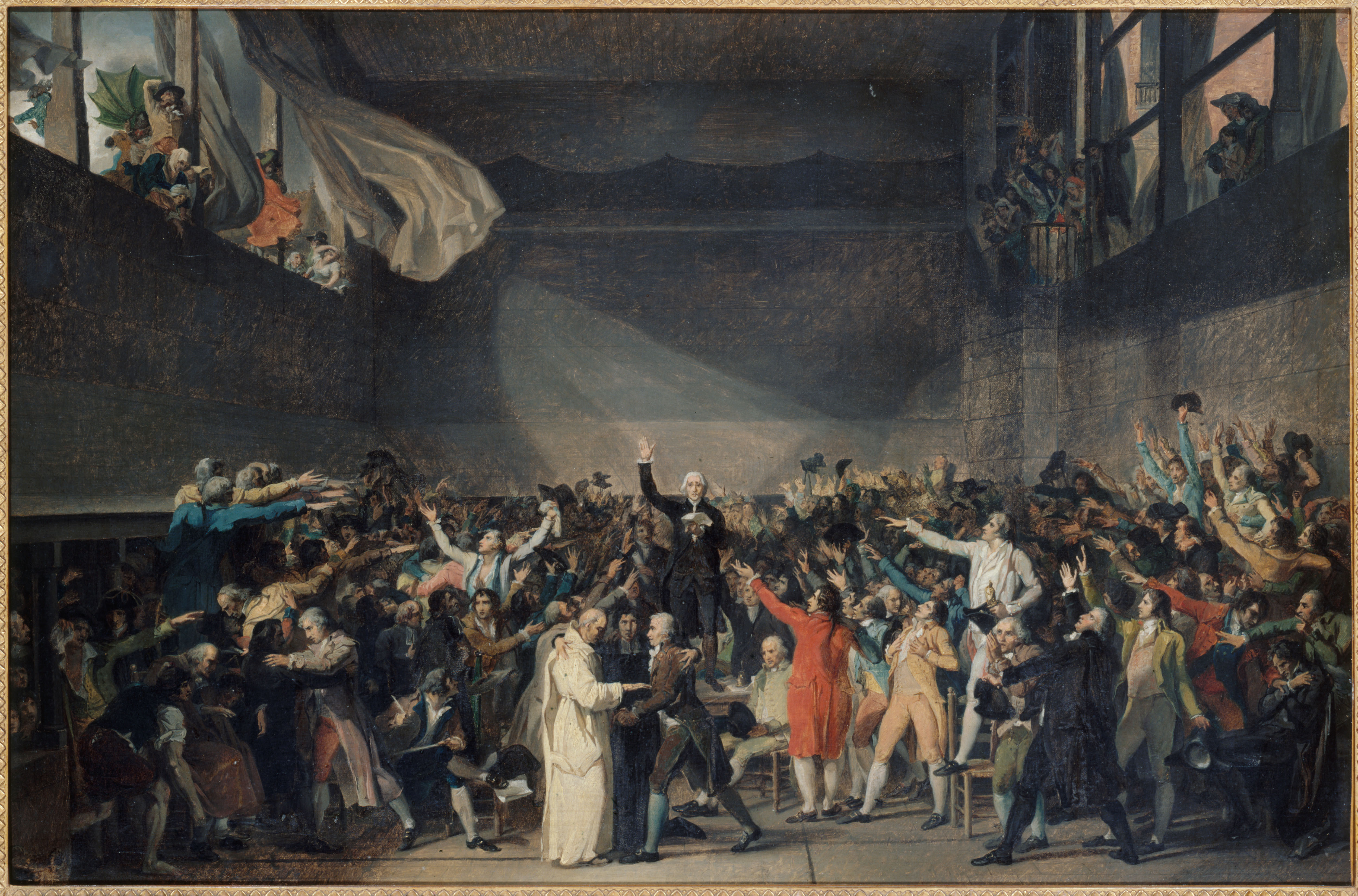
Jacques-Louis David, Serment du Jeu de paume, Paris, musée Carnavalet.

Dans un grand enthousiasme, ils prononcent le serment du Jeu de paume, par lequel ils s’engagent à ne pas se séparer avant d’avoir donné une constitution écrite à la France.
Lors de la séance royale du 23 juin 1789, Louis XVI, jusqu'alors silencieux, définit un programme de travail, proposant aux députés de réfléchir aux réformes concrètes dont il esquisse l'économie et ordonne aux députés de siéger en chambres séparées. Alors que les députés de la noblesse et du haut clergé obéissent, les députés du tiers état et ceux du bas clergé restent immobiles. Bailly, élu président en tant que doyen, répond au marquis de Dreux-Brézé leur sommant de se retirer que la « Nation assemblée n'a d'ordre à recevoir de personne » et Mirabeau l'apostrophe en affirmant que seule la force pourrait les faire quitter les lieux. Face à cette résistance, le roi invite le 27 juin les trois ordres à débattre ensemble.
L’Assemblée reprend alors immédiatement sa marche en avant. Le 9 juillet, elle se proclame Assemblée nationale constituante. Durant ces journées, elle réalise une autre révolution décisive : beaucoup de députés, effrayés par la tournure des événements, démissionnent ; l’Assemblée déclare qu’elle tient son mandat non pas des électeurs individuellement pour chaque député, mais collectivement de la Nation tout entière. C'est la mise en application du principe de la souveraineté nationale défendu par Diderot. Cette assemblée peut s’appuyer sur les espoirs de la majorité de la Nation, sur les réseaux de « patriotes ». En face, il n’y a que des ministres divisés, un gouvernement sans ressource financière et un roi velléitaire qui recule. Des rumeurs d'arrestation des députés du Tiers circulent alors à Versailles, à Paris et en province.

### Été 1789

#### La crise de juillet
Louis XVI déclare sans valeur la nouvelle Assemblée mais la laisse siéger sans intervenir ouvertement. Le 25 mai, des Gardes françaises défilent à Paris en faveur des députés révoltés et les électeurs parisiens se réunissent en assemblée. Mais, dès le 26, des ordres de marche sont délivrés à six régiments et une troupe d'environ 20 000 hommes — une « véritable petite armée » — est appelée aux abords de la capitale afin de maintenir l'ordre à Paris et à Versailles.

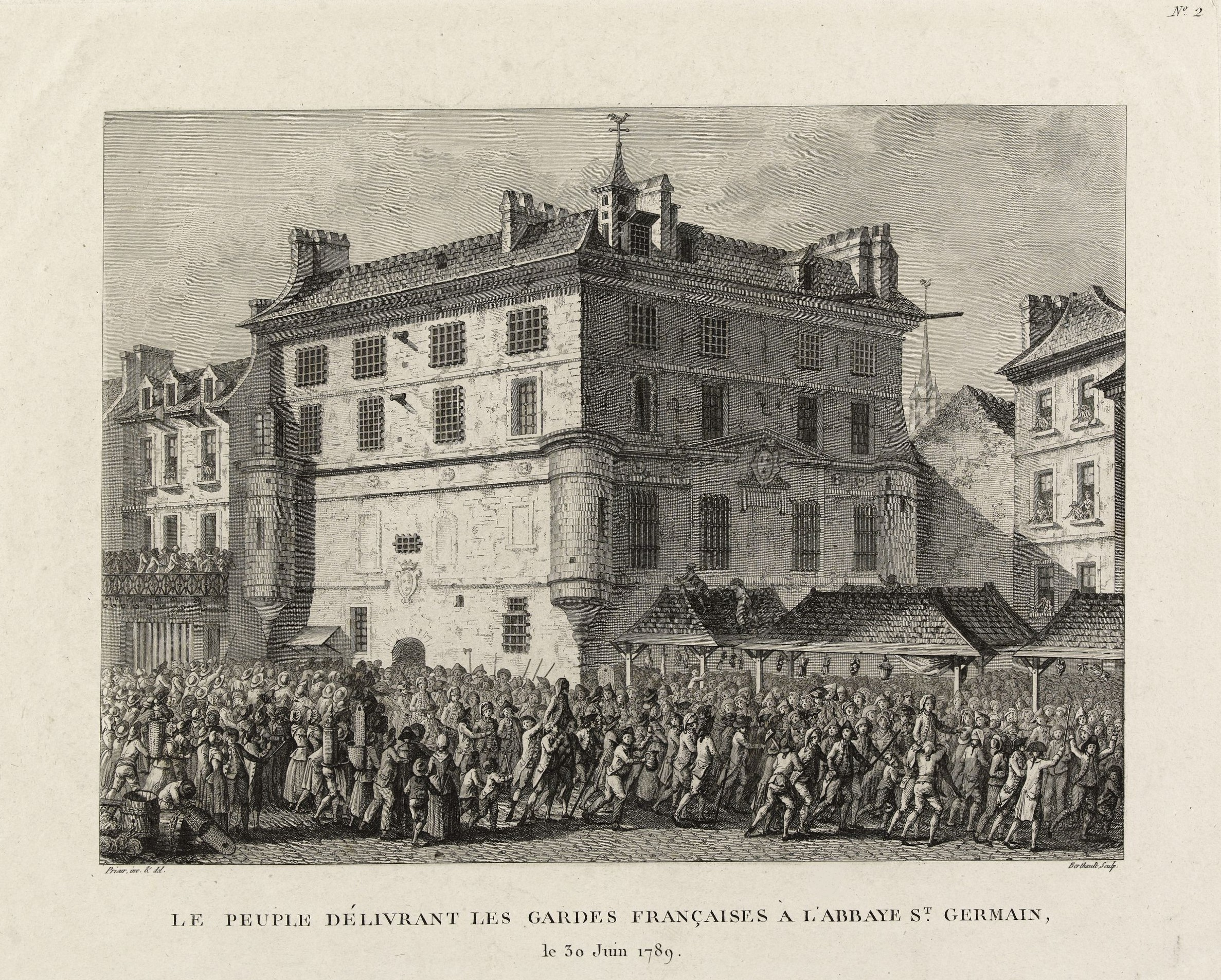
Le peuple délivrant les gardes françaises à l’abbaye St-Germain, le 30 juin 1789 par Pierre-Gabriel Berthault, musée Carnavalet.

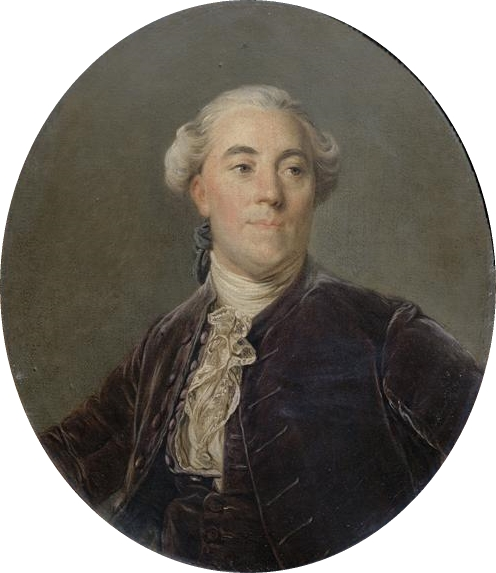
Necker.

Or l'ensemble de la population parisienne est agitée : la bourgeoisie a peur pour la survie de l’Assemblée ; le peuple, lui, craint que les troupes ne coupent les routes du ravitaillement des Parisiens alors que le prix du pain est au plus haut. Début juillet, des émeutes éclatent aux barrières d’octroi. Le roi renvoie ses ministres jugés trop libéraux, parmi lesquels Necker, contrôleur des Finances, remercié le 11 juillet et invité à sortir du Royaume. La nouvelle est connue à Paris le 12. Les Parisiens s'arment et manifestent. Dans l’après-midi, dans les jardins du Palais-Royal, le journaliste Camille Desmoulins exhorte la foule à se mettre en état de défense. Il considère le renvoi de Necker comme une attaque contre le peuple. Dans les jardins des Tuileries et aux Invalides, les Parisiens se heurtent au régiment dit du Royal-Allemand du prince de Lambesc dont les soldats sont accusés d'avoir tué des manifestants.
Le 13 juillet, les barrières d’octroi sont incendiées, les réserves de grains des couvents pillées. À l'initiative du Comité permanent des électeurs de l'Hôtel de Ville, une milice bourgeoise, appuyée par Mirabeau à l'Assemblée, se forme pour la défense de la capitale.

#### Journée révolutionnaire du 14 juillet

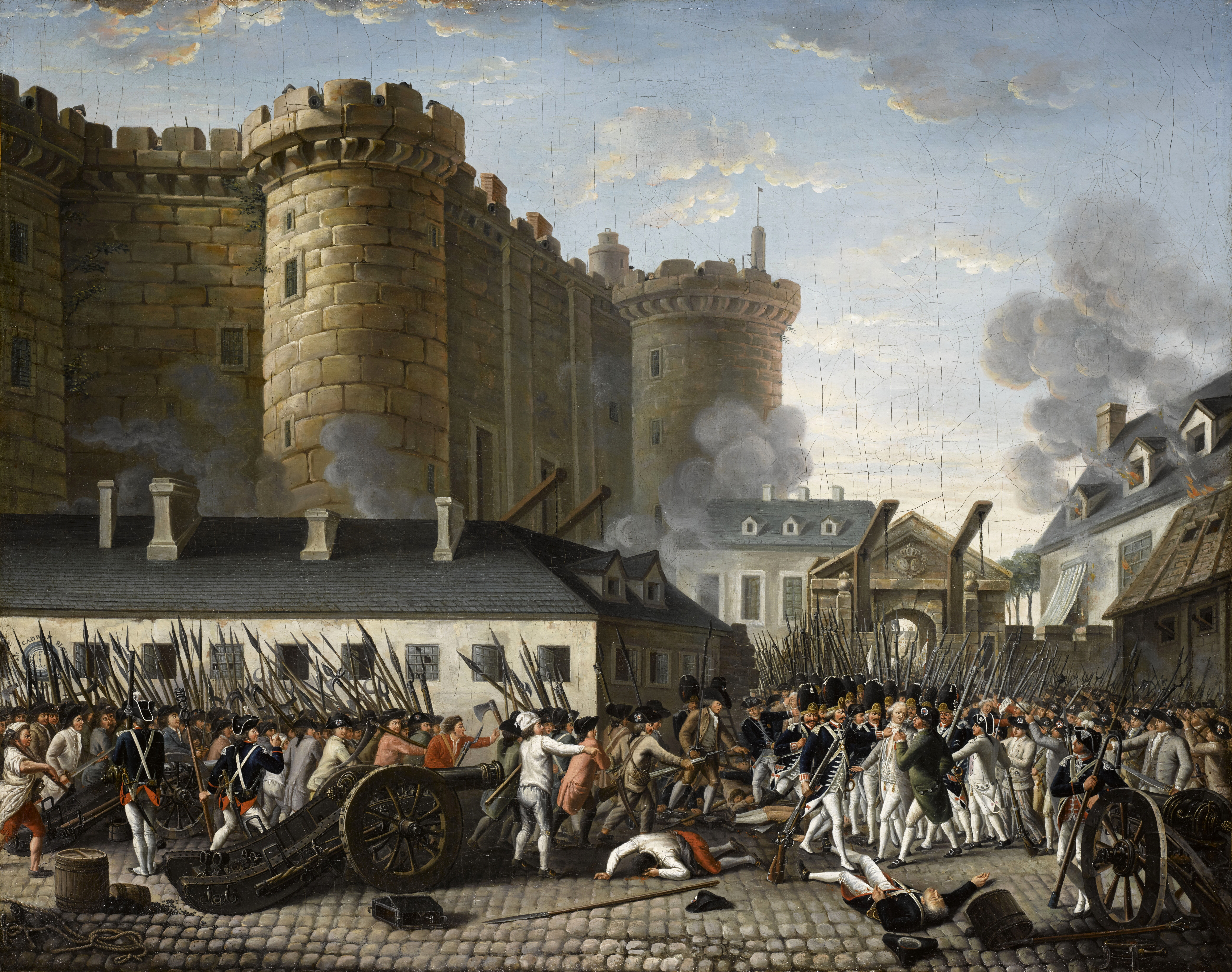
Prise de la Bastille, le 14 juillet 1789.
Huile sur toile anonyme, vers 1789-1791.

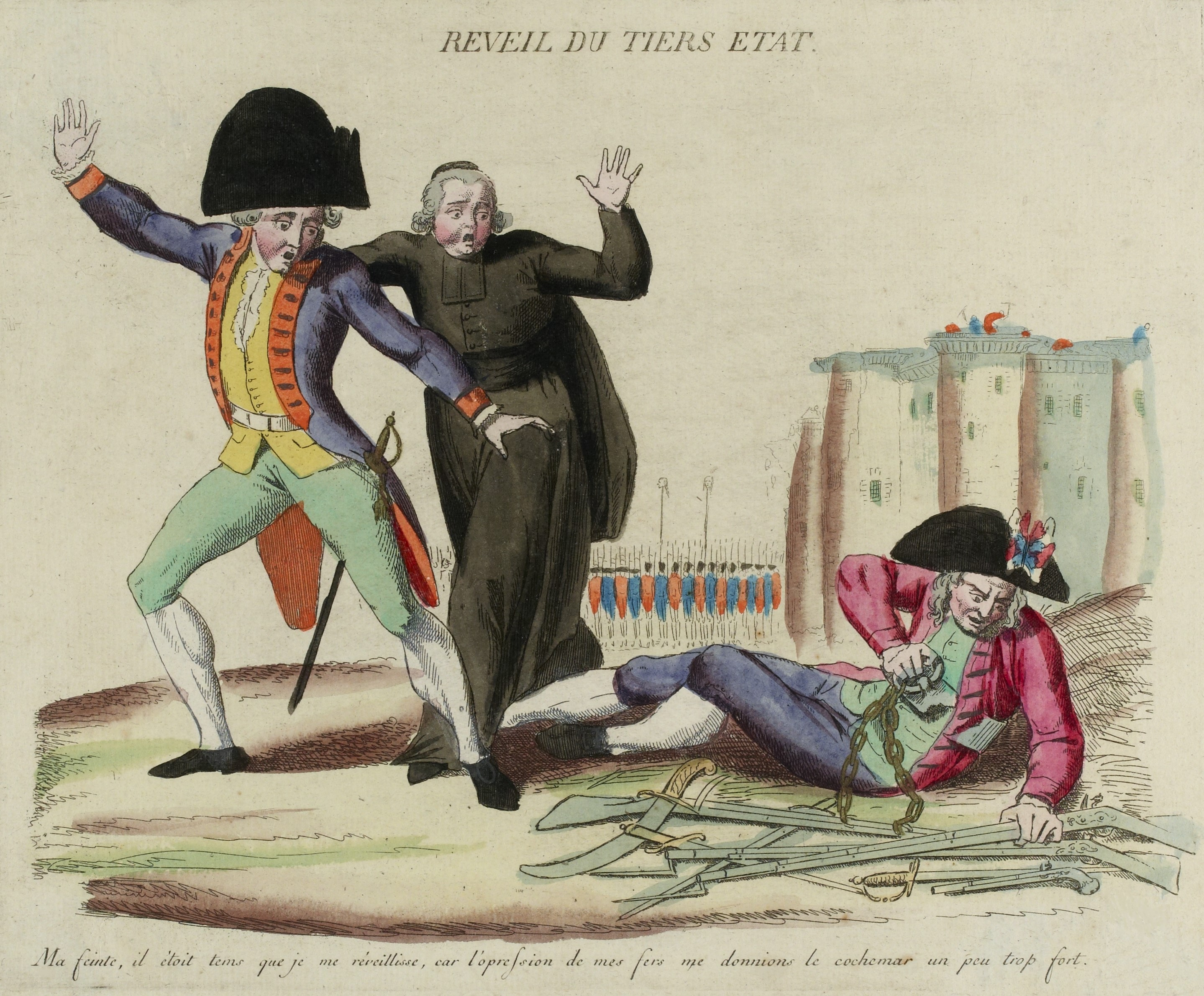
Un homme incarnant le tiers état se réveille, se débarrasse de ses chaînes et empoigne un fusil, au grand effroi de la noblesse et du clergé. Au second plan, on distingue la démolition de la Bastille.
Réveil du tiers état, gravure anonyme, Paris, musée Carnavalet, vers 1789.

La prise de la Bastille s'explique d'abord par la volonté de trouver la poudre nécessaire aux milices bourgeoises des districts mais elle est immédiatement élevée au rang d'acte fondateur de la révolution populaire. Le 14 juillet, les émeutiers du faubourg Saint-Antoine se rendent autant maîtres d'une forteresse royale que d'un symbole du despotisme. C'est aussi la première manifestation des foules révolutionnaires organisées. Le matin, les émeutiers pillent l'arsenal de l’hôtel des Invalides où ils trouvent des armes et des canons. Ils arrivent ensuite aux portes de la prison royale de la Bastille et y retrouvent d'autres émeutiers massés devant la forteresse du faubourg Saint-Antoine depuis le matin,,.
Face à la foule marchant sur la Bastille, son gouverneur, le marquis de Launay, accède à la demande de médiateurs venus de l'Hôtel de Ville et accepte par écrit la reddition de la forteresse sous la promesse qu'il ne sera fait aucun mal à la garnison. Il laisse la foule pénétrer dans la première cour. Il se ravise et fait tirer à la mitraille : il y a des morts. Des Gardes françaises mutinées amènent alors des canons pris aux Invalides : le gouverneur cède et abaisse les ponts-levis. Il est cinq heures de l'après-midi. Les Vainqueurs de la Bastille se dirigent ensuite vers l'Hôtel de Ville avec leurs prisonniers. Sur le chemin, Launay est massacré. Sa tête est découpée au canif. Arrivés à l’Hôtel de Ville, les émeutiers accusent le prévôt des marchands Flesselles de trahison. Il est lui aussi lynché et sa tête promenée au bout d’une pique avec celle de Launay. Toute la journée, des barrières et des bâtiments fiscaux parisiens sont attaqués et incendiés.

#### La révolution municipale
Louis XVI cherche l'apaisement et vient en personne le lendemain annoncer à l’Assemblée le retrait des troupes et l'appelle à rétablir l'ordre. Le lendemain, il rappelle Necker ainsi que tous les ministres renvoyés. À l’hôtel de ville de Paris, tous les membres de l’ancienne administration ayant pris la fuite, Jean Sylvain Bailly, président de l'Assemblée nationale, est nommé par acclamation « Maire de Paris ». La Fayette est nommé Commandant général de la Garde nationale. Louis XVI reconnaît la nouvelle organisation municipale qui se met en place, en se rendant à Paris le 17 juillet. À cette occasion, Bailly lui remet la cocarde bleue et rouge aux couleurs de la ville de Paris que Louis XVI fixe sur son chapeau, associant ainsi ces couleurs au blanc de la monarchie. Ce geste paraît sceller la réconciliation de Paris et de son roi. Dans les faits cependant, le roi accepte mal que son autorité soit tenue en échec par une émeute parisienne, de la même façon que les députés acceptent difficilement que leur pouvoir dépende de la violence populaire.

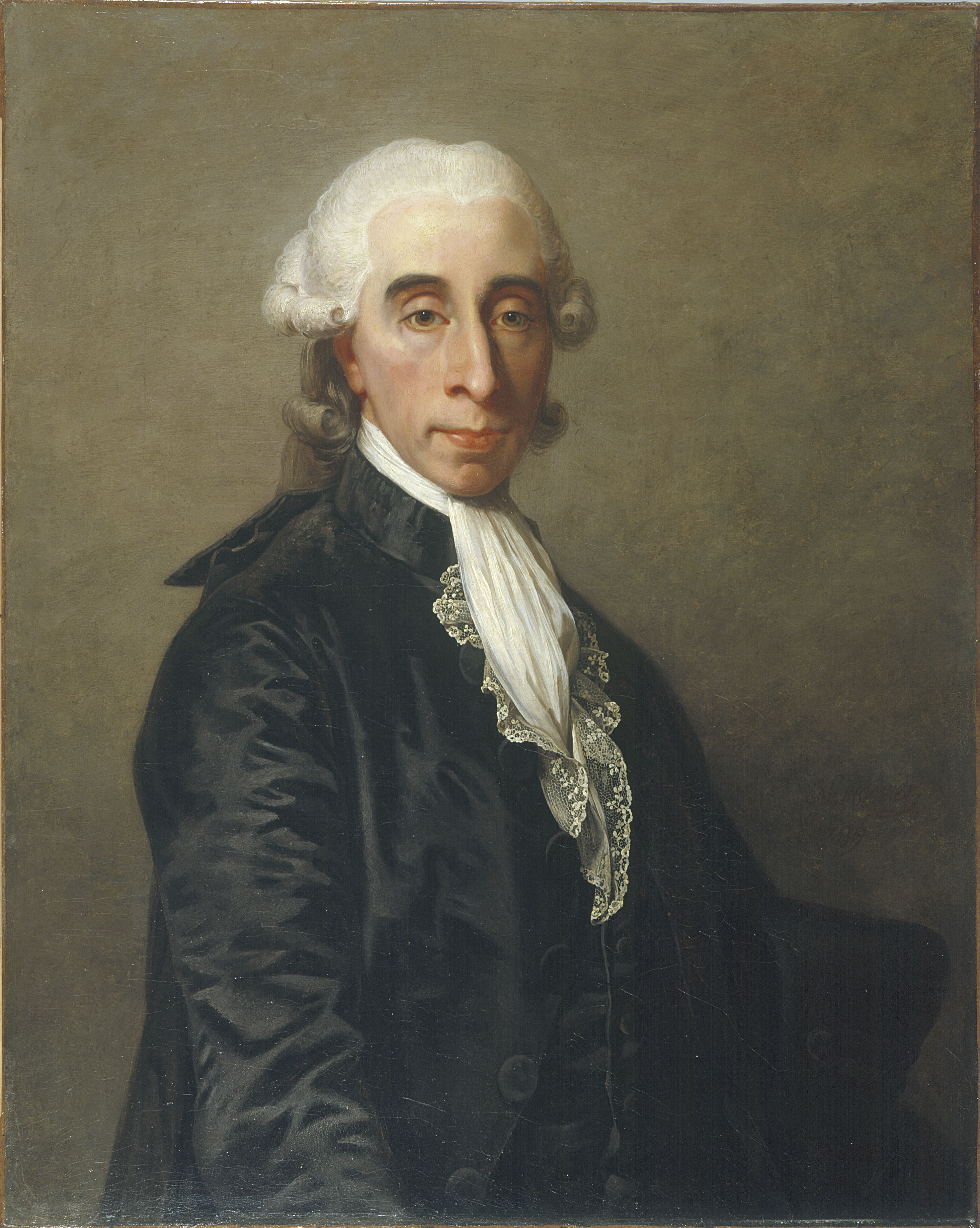
Jean Sylvain Bailly portraituré par Mosnier, musée Carnavalet, 1789.

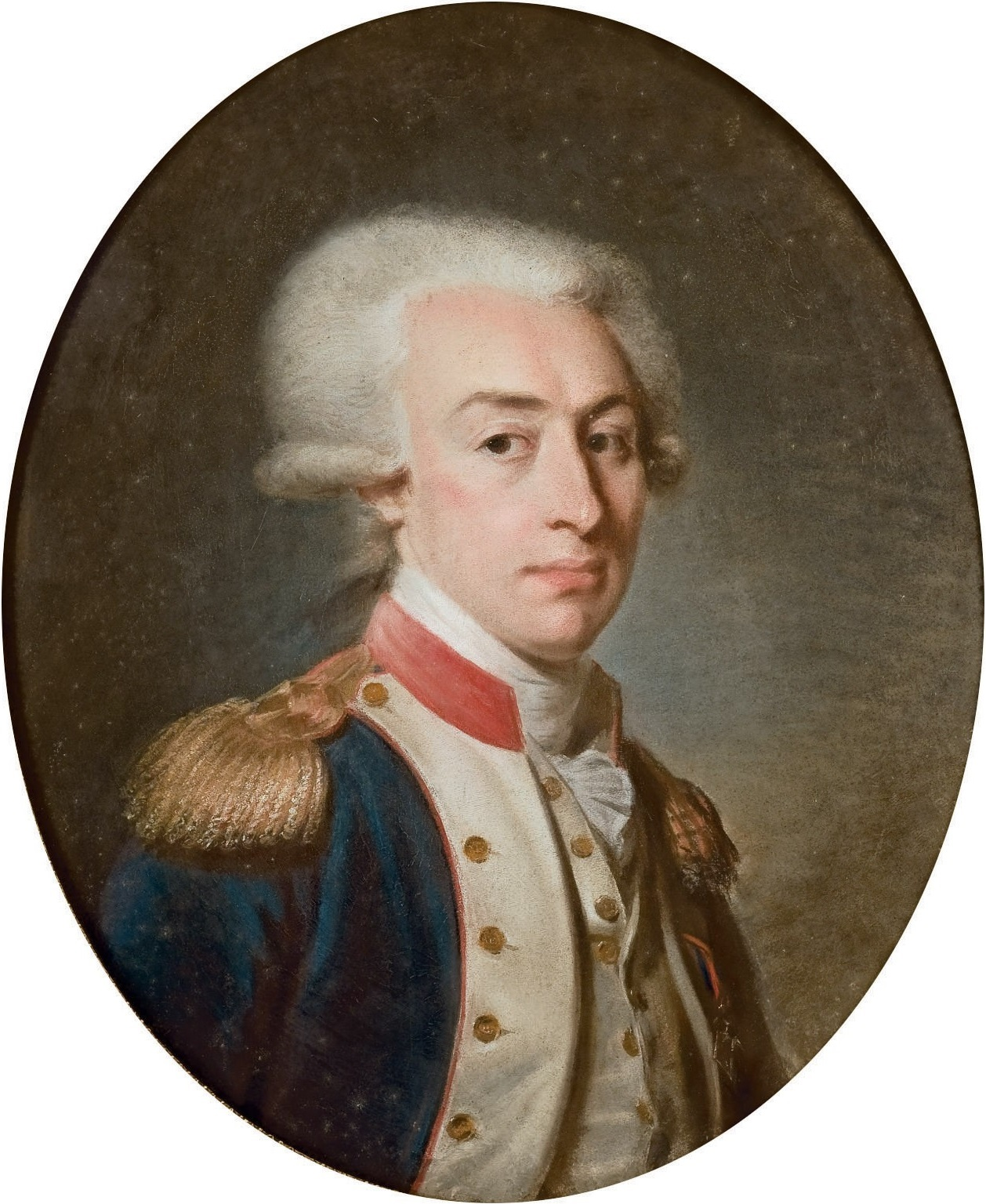
La Fayette.

Pendant ce temps, la renommée des « Vainqueurs de la Bastille » gagne la France entière. La force l'a emporté, venant au secours des réformateurs. Très vite, une interprétation symbolique de la prise de la Bastille est élaborée. La Bastille y représente l'arbitraire royal. Les bruits les plus fous se répandent, qui décrivent des cachots souterrains emplis de squelettes et inventent le personnage fabuleux du comte de Lorges, victime exemplaire de cet arbitraire. Le « patriote » Palloy fait fortune en entreprenant la démolition de la Bastille et en commercialisant de nombreux souvenirs commémoratifs.
La prise de la Bastille s'inscrit dans une vague d'agitation sociale qui touche toutes les provinces. Dès le début du mois de juillet, la crise frumentaire et les émeutes qu'elle provoque, poussent des citoyens à se mobiliser pour contester un pouvoir municipal jugé défaillant. Dans de nombreuses villes, les patriotes se constituent en comités permanents et prennent le contrôle du pouvoir municipal. La réception des évènements parisiens comme le renvoi de Necker, contribuent à renforcer cette mobilisation qui entraîne dans plusieurs villes une véritable révolution municipale. La prise de la Bastille, accueillie avec enthousiasme, porte ce mouvement à son paroxysme. À Rennes et Strasbourg, des groupes assaillent les arsenaux où les armes leur sont données sans résistance ; d'autres groupes prennent les citadelles de Bordeaux, Nantes ou Marseille où les garnisons se rendent. En marge de ces mouvements, se constitue la Garde nationale. Antoine Barnave recommande pour Grenoble qu'elle soit réservée à la « bonne bourgeoisie ». En effet leur rôle est souvent de contrôler les comités permanents et les mouvements populaires.

#### Grande peur dans les campagnes françaises et nuit du4 août 1789

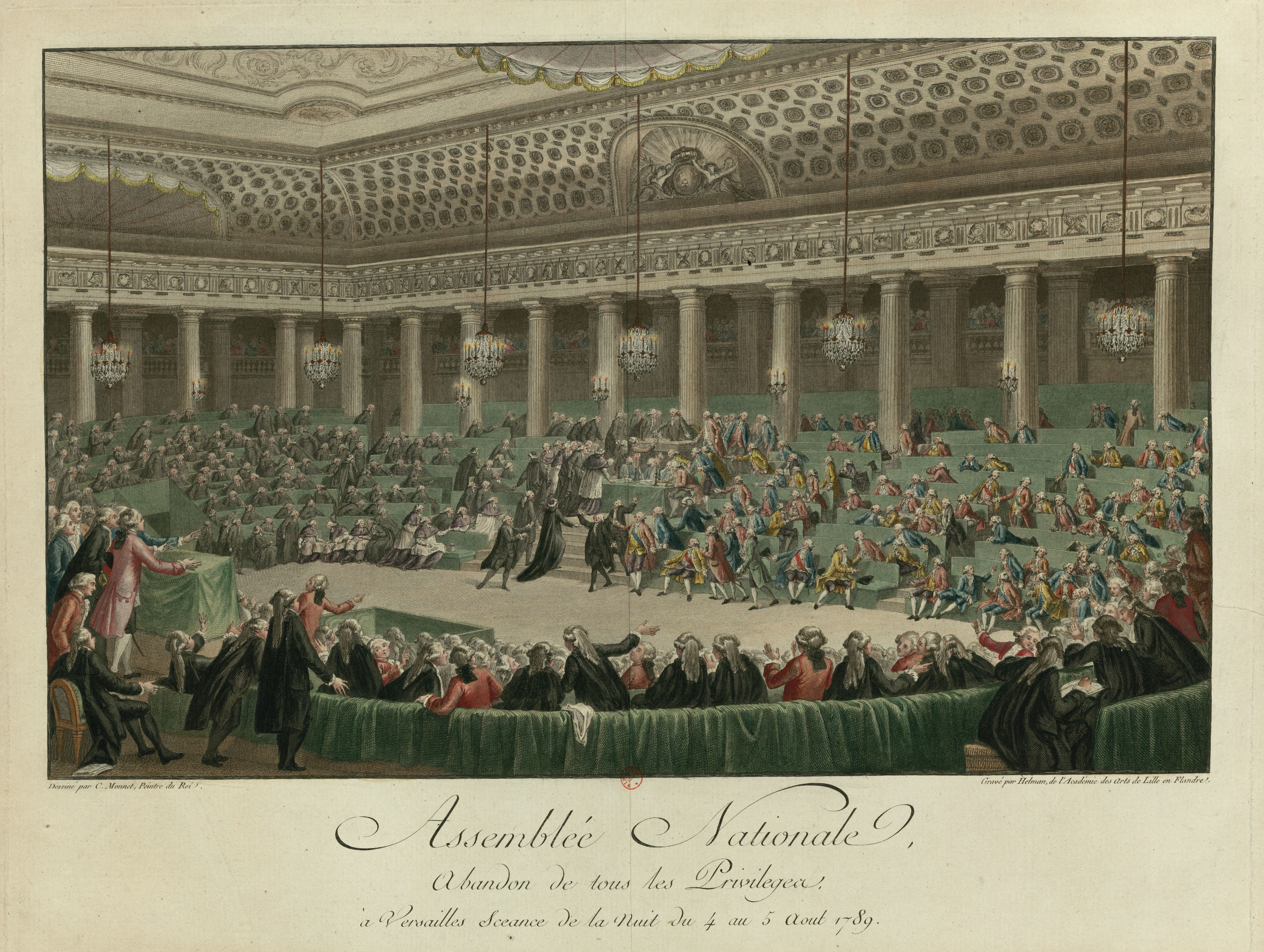
La nuit du 4 août 1789.

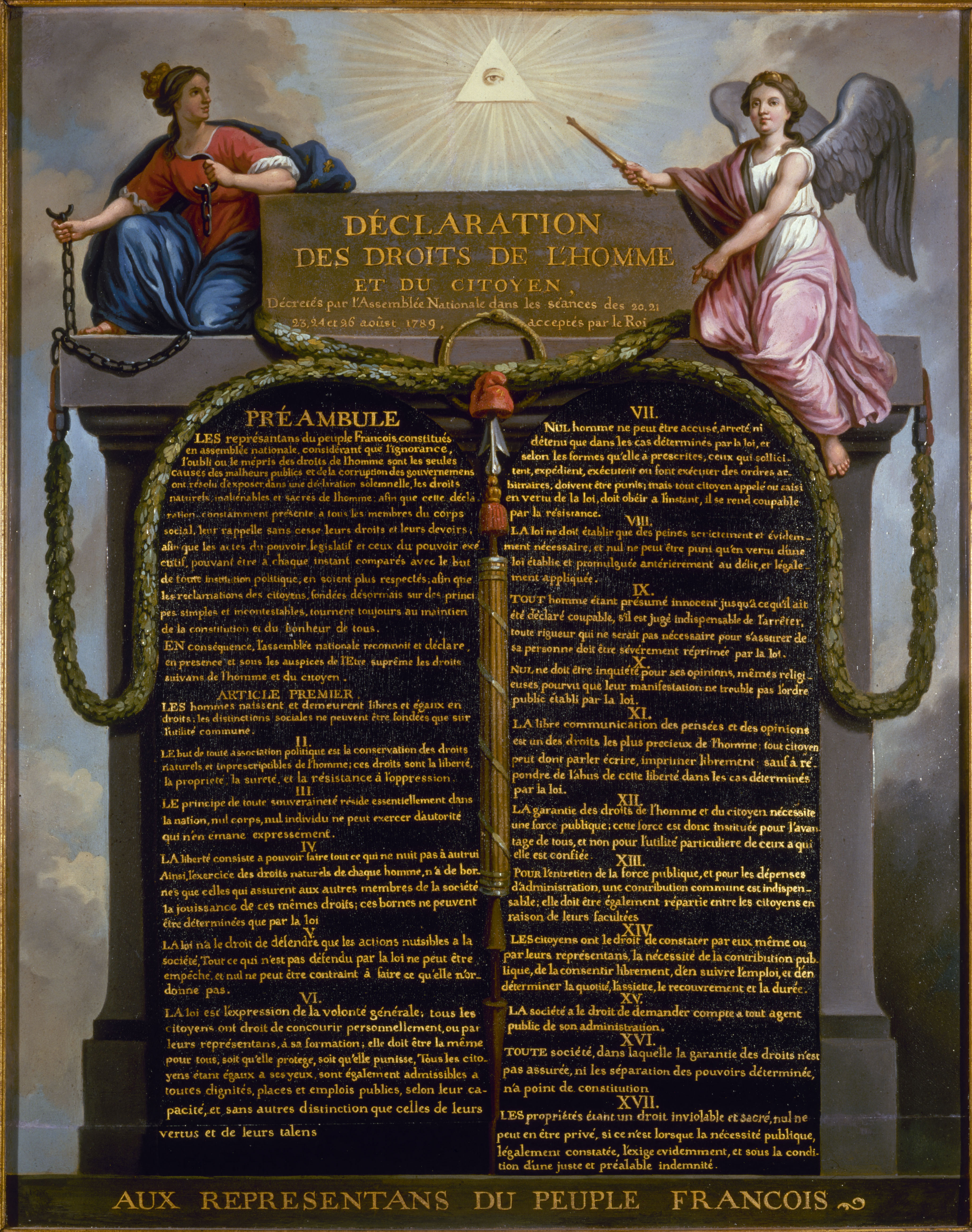
La Déclaration des droits de l'homme et du citoyen.

Ces événements déclenchent la première émigration : le jeune frère de Louis XVI, le comte d’Artois, les grands du Royaume comme le prince de Condé, le duc de Polignac et le duc d’Enghien. Ils partent pour l’Angleterre, les Pays-Bas ou l’Allemagne. Tous pensent revenir dans les trois mois.
Un peu partout dans les campagnes, à partir du 20 juillet 1789 jusqu'au 6 août 1789, la « Grande Peur » se répand : rumeurs de complots aristocratiques en représailles des évènements de Paris, ou peur plus vague de « brigands » menaçant les récoltes, amènent les paysans à s'armer et finalement à attaquer de nombreux châteaux, où les archives relatives aux droits seigneuriaux ou aux impôts sont brûlées. Ces insurrections marquent l'effondrement de l'autorité monarchique, incapable de s'interposer, et déclenchent une vague d'émigration de la noblesse.
Face à ces troubles, l'Assemblée réagit en abolissant les privilèges, les droits féodaux, la vénalité des offices et les inégalités fiscales dans la nuit du 4 août 1789. C’est la fin de la société d'Ancien Régime.
Les impôts afférant aux privilèges cesseront immédiatement d'être versés, même si l'abolition des droits réels portant sur la rente de la terre (cens, champart) est d'abord assortie d'une clause de rachat, que l'Assemblée constituante fixera même le 15 juin 1791 à un prix si élevé qu'il aurait empêché quasiment tout rachat réel. Les droits sont définitivement abolis sans contrepartie le 17 juillet 1793. L'abolition de la dîme est également assortie initialement d'une clause de rachat, finalement annulée en avril 1790.
Les droits personnels (corvées, servage…) et le monopole de la chasse noble sont simplement supprimés. La loi du 11 août 1789 accorde à tout propriétaire le droit de détruire et faire détruire toute espèce de gibier sur ses possessions, mettant fin au caractère régalien du droit de chasse.
Le 26 août 1789, l’Assemblée constituante publie la Déclaration des droits de l'homme et du citoyen. S’inspirant des principes des Lumières, elle est une condamnation sans appel de la monarchie absolue et de la société d'ordres et proclame en principe la démocratie juridique et sociale. Elle est aussi le reflet des aspirations de la bourgeoisie de l'époque : la garantie de libertés individuelles, la sacralisation de la propriété privée, l'accès de tous aux emplois publics.

#### La marche des femmes sur Versailles des 5 et6 octobre 1789

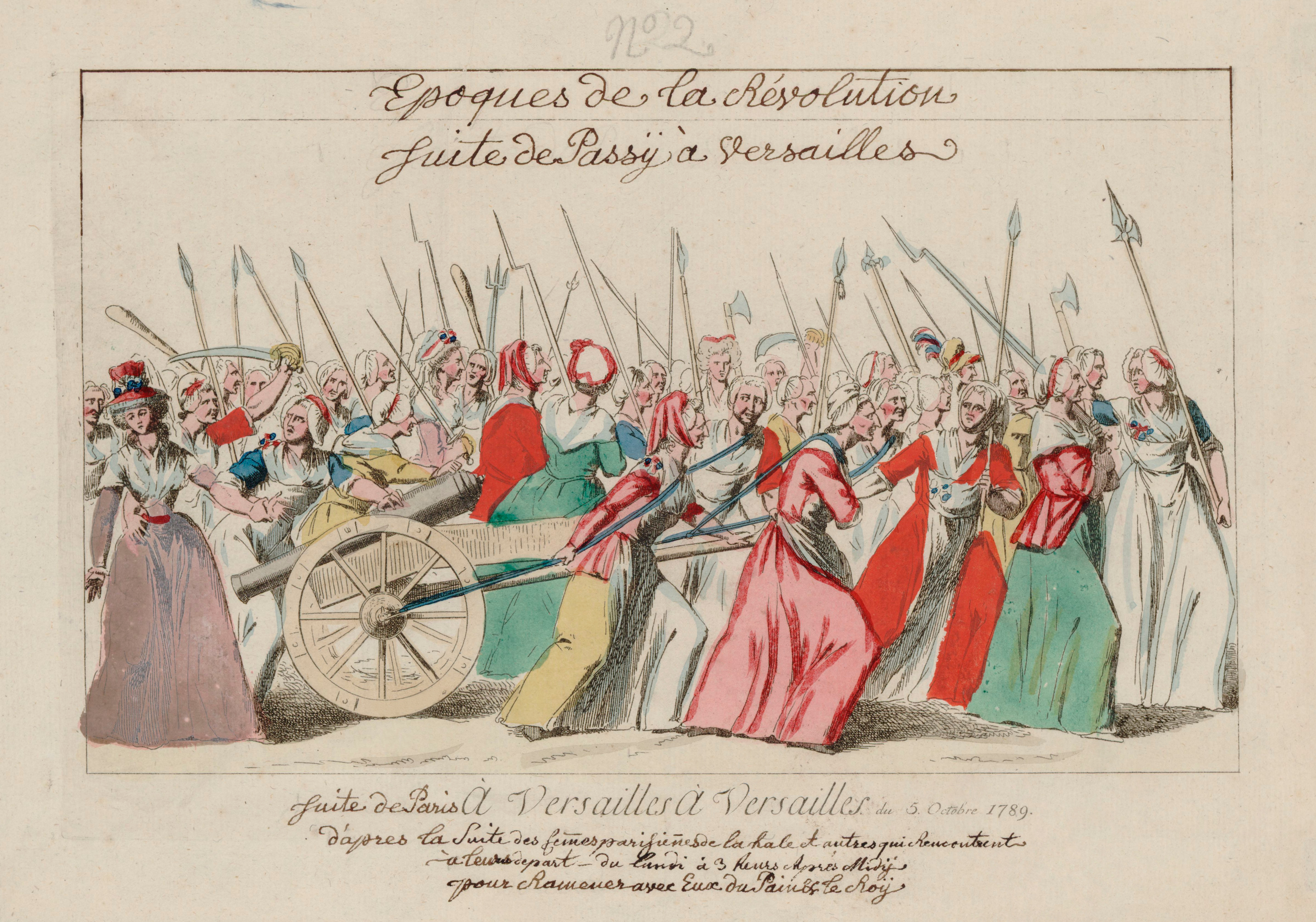
La marche des femmes sur Versailles, le 5 octobre 1789.

Dès septembre 1789, l'Assemblée vote les premiers articles de la future constitution limitant le pouvoir royal. Les difficultés d’approvisionnement de Paris en grains et une rumeur relative au piétinement de la cocarde tricolore par le régiment de Flandre fidèle au Roi, provoquent les journées des 5 et 6 octobre 1789, où une foule majoritairement composée de femmes se rend à Versailles voir le roi. Ce dernier va dans un premier temps satisfaire leurs revendications.

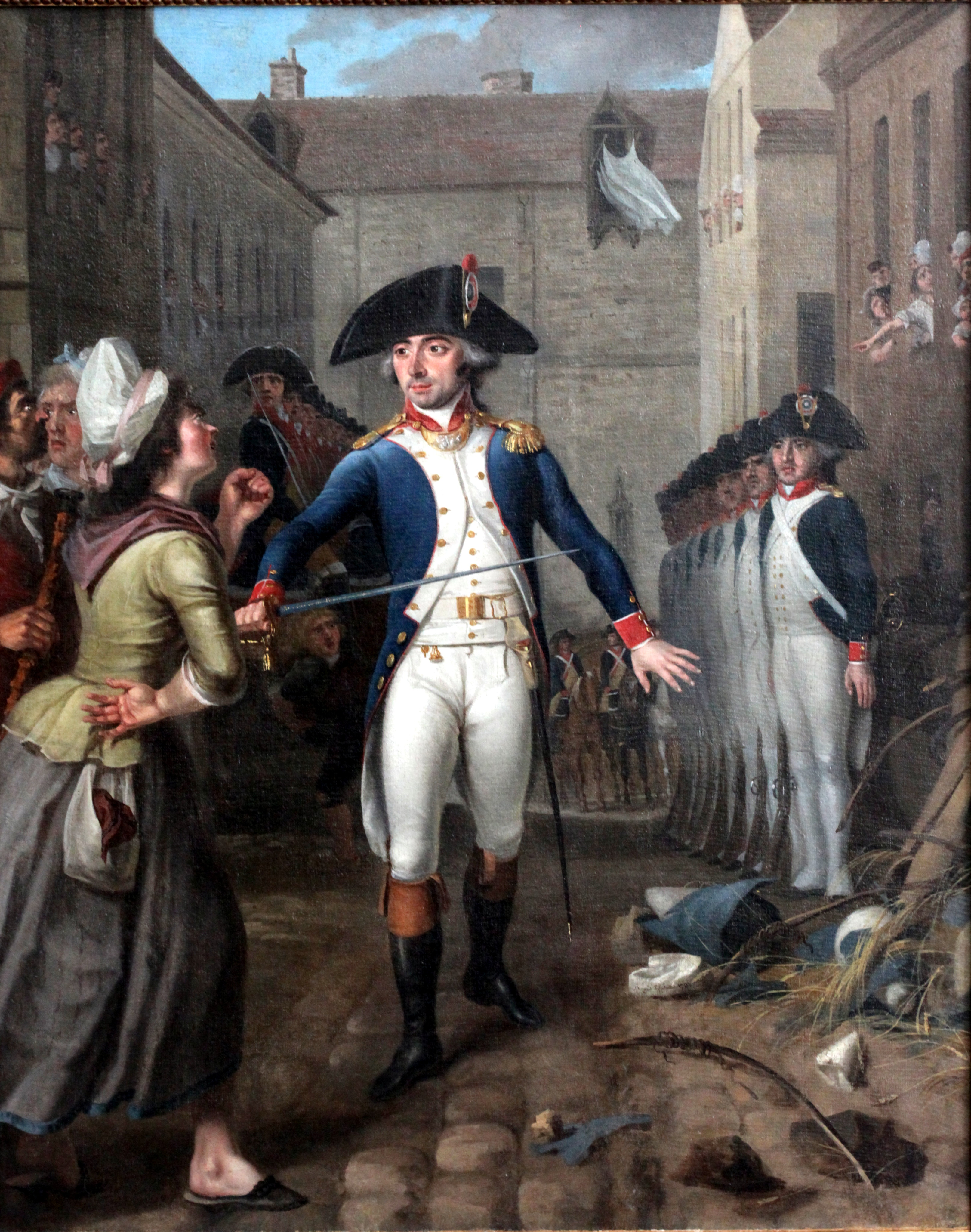
La Garde nationale.

Dans la même journée, le président de la constituante Mounier va à nouveau demander que Louis XVI promulgue la Déclaration des droits de l'homme et du citoyen de 1789 et les lois du 4 et du 26 août abolissant la société d'ordres. Dans la soirée, à la demande de la commune de Paris, La Fayette arrive également à Versailles. Le lendemain à l'aube, une partie de la foule menace la famille royale et deux gardes du corps sont tués. Selon les conclusions de l'enquête rendues par le Châtelet, sur cet événement, pivot de la Révolution : « le salut du roi, de la reine, de la famille royale, fut uniquement dû à la Garde nationale et à son général », La Fayette. Le roi doit consentir à quitter Versailles (qu'il ne reverra jamais) et est escorté par la foule à Paris.
Désormais, le roi et l’Assemblée nationale siègent à Paris, surveillés par la Garde nationale et menacés par l’émeute.
Le pouvoir royal s'en trouve extrêmement affaibli. La France reste une monarchie mais le pouvoir législatif est passé entre les mains de l’Assemblée constituante. Des commissions spécialisées issues de l’Assemblée ont la haute main sur l’ensemble de l’administration qui se soucie de moins en moins du pouvoir du roi. Les ministres ne sont plus que des exécutants techniques surveillés par l’Assemblée. Néanmoins, le roi garde le pouvoir exécutif. Les lois et décrets votés par l'Assemblée ne sont valables que si le roi les promulgue. Par ailleurs, les intendants et autres agents de l'administration de l’Ancien Régime restent à leur poste jusqu’à la formation d’une nouvelle administration. Jusqu'à l'été 1790, les intendants qui n’ont pas démissionné continuent d'exercer leurs fonctions, bien que leur étendue ait été considérablement réduite.

### Régénération de la France

#### Réorganisation administrative

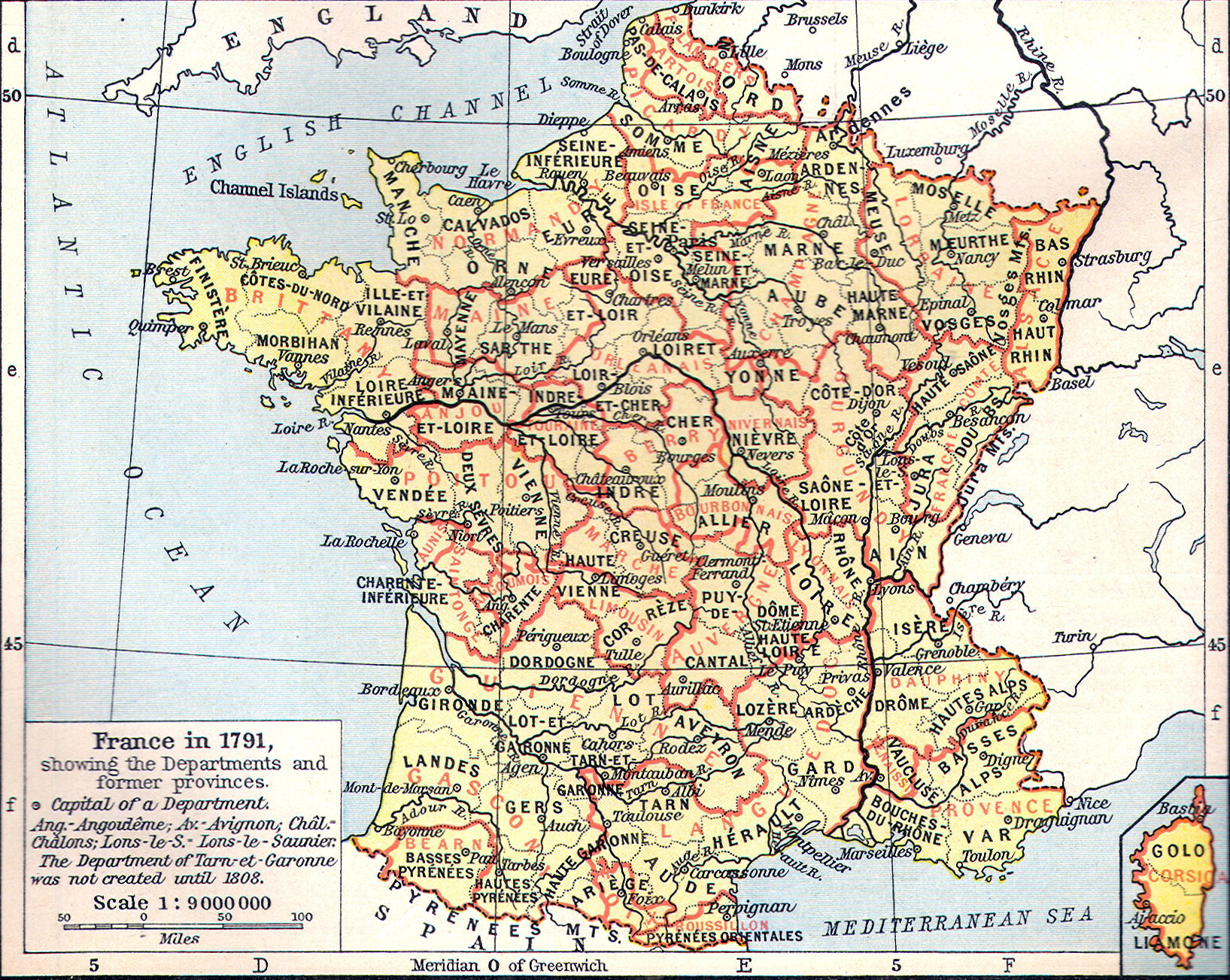
La création des départements.

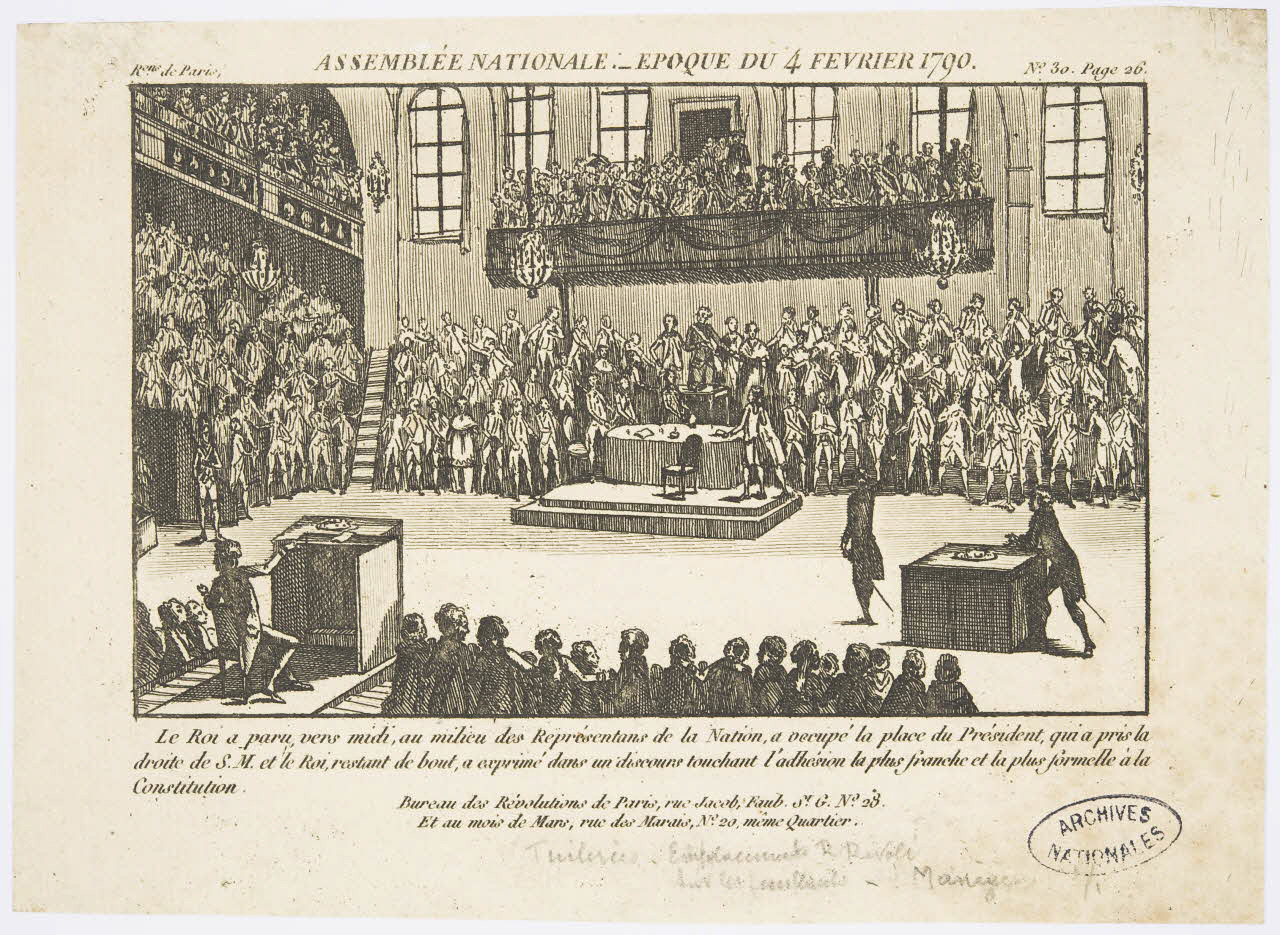
Louis XVI se rendant à l'Assemblée nationale constituante, le 4 février 1790 (Archives nationales).

L'Assemblée constituante, en majorité constituée de bourgeois, entreprend une vaste œuvre de réforme en appliquant les idées des philosophes et économistes du XVIIIe siècle. Les années de la Révolution française sont caractérisées par un bouillonnement des idées et des débats dans la France entière. La presse ne sera pleinement libre qu'entre 1789 et 1792.
Les premiers travaux de l'Assemblée sont consacrés à la réforme administrative. Les circonscriptions administratives de l'Ancien Régime étaient très complexes. Les généralités, les gouvernements, les parlements et les diocèses se superposaient sans avoir les mêmes limites. Les députés s'attachent tout d'abord à la réforme municipale, rendue pressante par le désordre suscité dans l'administration par les troubles de l’été. La loi du 14 décembre met en place la municipalité. À partir de janvier 1790, chaque commune de France organise l'élection de ses élus. Ce sont les premières élections de la Révolution.
Par la loi du 22 décembre 1789, l’Assemblée crée les départements, circonscriptions à la fois administratives, judiciaires et fiscales. Au nombre de 83, ces départements portent des noms liés à leur géographie physique — cours d'eau, montagnes, mers — et ils sont divisés en districts, cantons et communes. Au printemps 1790, une commission est chargée par l'Assemblée du découpage de la France et de répondre aux litiges occasionnés entre les villes candidates au titre de chef-lieu. Les nouvelles administrations élues par les citoyens actifs, c'est-à-dire environ le septième de la population de l'époque, se mettent en fonction à partir de l'été 1790 jusqu'en 1791.

#### Question religieuse

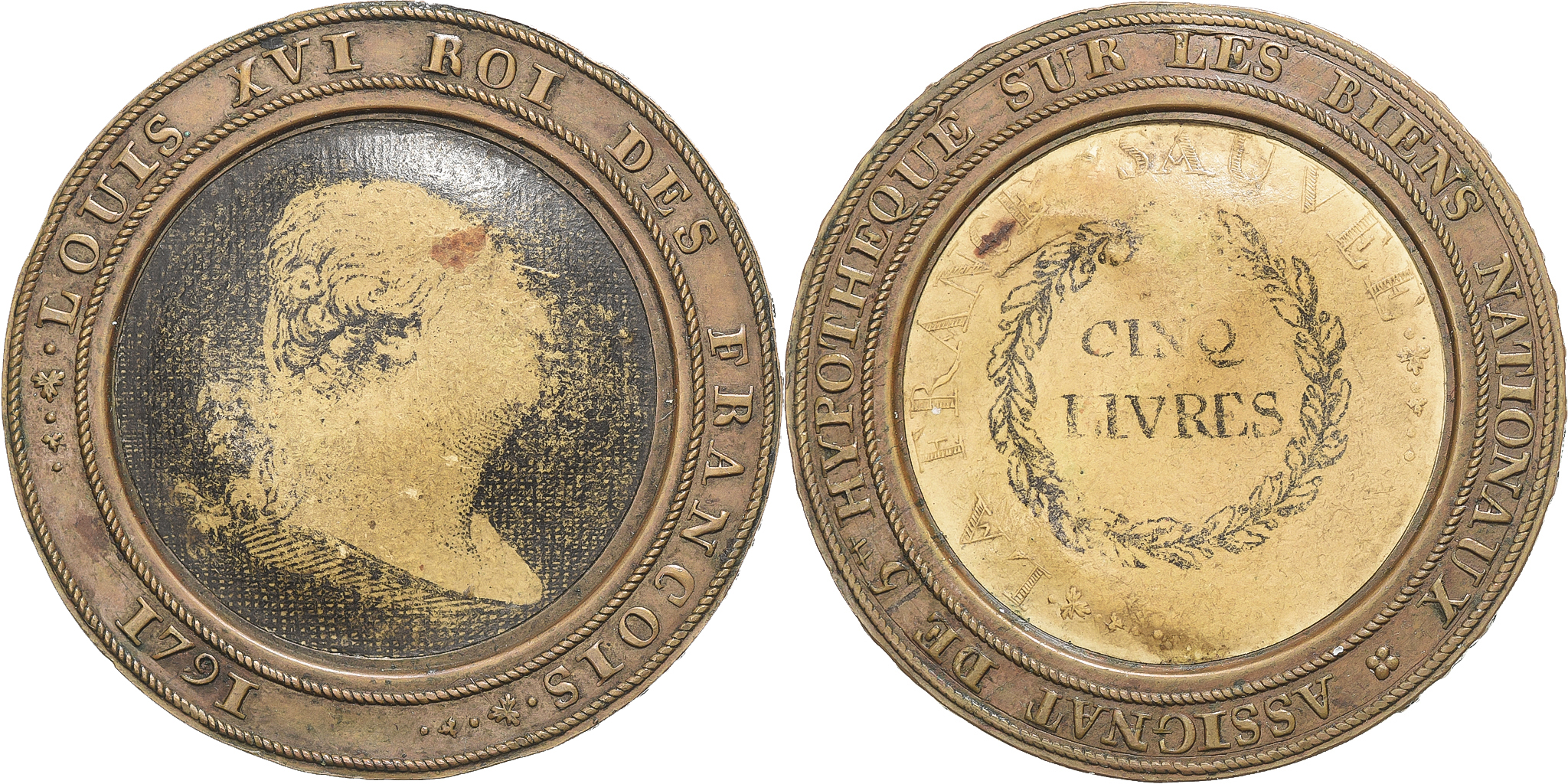
Assignat métallique de 5 Livres, 1791, Paris, 19 grammes.Gravure sur carton, insérée dans une couronne en métal de cloche.D'une insigne rareté, moins de 10 exemplaires connus.

Le 11 août 1789, la dîme est supprimée, privant ainsi le clergé d'une partie de ses ressources. Le 2 novembre de la même année, sur proposition de Talleyrand, évêque d'Autun, les biens du clergé sont « mis à la disposition » de la Nation pour l'extinction de la dette publique. Ils deviennent des biens nationaux qui seront vendus par lots pour combler le déficit de l'État. La même année, les assignats, qui deviendront une forme de papier-monnaie, sont introduits. Vu l’urgence de la situation financière, l'Assemblée constituante fait des biens nationaux la garantie d’un papier que ses détenteurs pourront échanger contre de la terre. Utilisés d’abord comme bons du Trésor, ils reçoivent un cours forcé en avril 1790 pour devenir une véritable monnaie. On émet ainsi pour 400 millions d’assignats en titres de 1 000 livres : c’est le début d'une forte période d'inflation.
Un Comité ecclésiastique est constitué. Le 13 février 1790, les vœux de religion sont abolis et les ordres religieux supprimés sauf, à titre provisoire, les maisons hospitalières et enseignantes. Les municipalités procèdent aux inventaires dans les mois suivants et réclament souvent les bibliothèques qui vont servir à constituer les premiers fonds des bibliothèques municipales. La vente des biens nationaux débute en octobre, en grande partie au bénéfice de la bourgeoisie, qui dispose de fonds importants permettant d'acheter vite.
| |  |  |
| Estampes opposant le « prêtre patriote prêtant de bonne foi le serment civique » au « prêtre aristocrate » fuyant le même serment (1790). |  |  |

La Constitution civile du clergé, adoptée le 12 juillet 1790 et ratifiée par le roi le 24 août 1790, transforme les membres du clergé en fonctionnaires salariés par l’État. Les membres du clergé séculier sont désormais élus et doivent prêter un serment dans lequel ils s'engagent à accepter et protéger la nouvelle organisation du clergé. Suivant une tradition gallicane et janséniste bien ancrée dans une partie de la bourgeoisie parlementaire, en accord avec une partie de l'héritage des Lumières favorable à la laïcisation de la société, les députés n'ont pas demandé au pape son avis sur les réformes du clergé catholique. Les premiers clercs commencent à prêter serment sans attendre l'avis du souverain pontife.
Par décret du 27 novembre, le serment est rendu obligatoire pour bénéficier des traitements et pensions versés aux membres du clergé constitutionnel. Les ecclésiastiques doivent choisir : peuvent-ils accepter une réforme opérée sans l'aval de la hiérarchie de l'Église ? Tous les évêques, sauf quatre (qui ont été forcés), refusent de le prêter ; ils entrent en résistance passive et, malgré la suppression de 45 diocèses, continuent à agir comme si les nouvelles lois n'existaient pas. Les officiers ecclésiastiques députés à la Constituante doivent prêter serment avant le 4 janvier 1791 ; on dénombre 99 jureurs sur les 250 députés concernés. Mais, en mars 1791, le pape Pie VI condamne les réformes visant l’Église de France, ce qui amène un certain nombre de jureurs à se rétracter. Malgré la difficulté à dresser des chiffres globaux, on peut estimer à 52 % la proportion d’ecclésiastiques non jureurs ou réfractaires.
La Constitution civile du clergé a divisé la population en deux camps antagonistes. Pour Michelet, Mignet ou Aulard, elle fut la grande faute de la Révolution française. Le drame de 1792-1793 est en germe. Dès 1790, des troubles entre protestants et catholiques avaient éclaté à Nîmes. La question du serment dégénère en affrontement violent dans l'Ouest où les villes soutiennent les prêtres jureurs et les campagnes les réfractaires.

## Échec de la monarchie constitutionnelle
1791–1792
Entités précédentes :
- Royaume de France

Entités suivantes :
- République française

### Fête de la Fédération

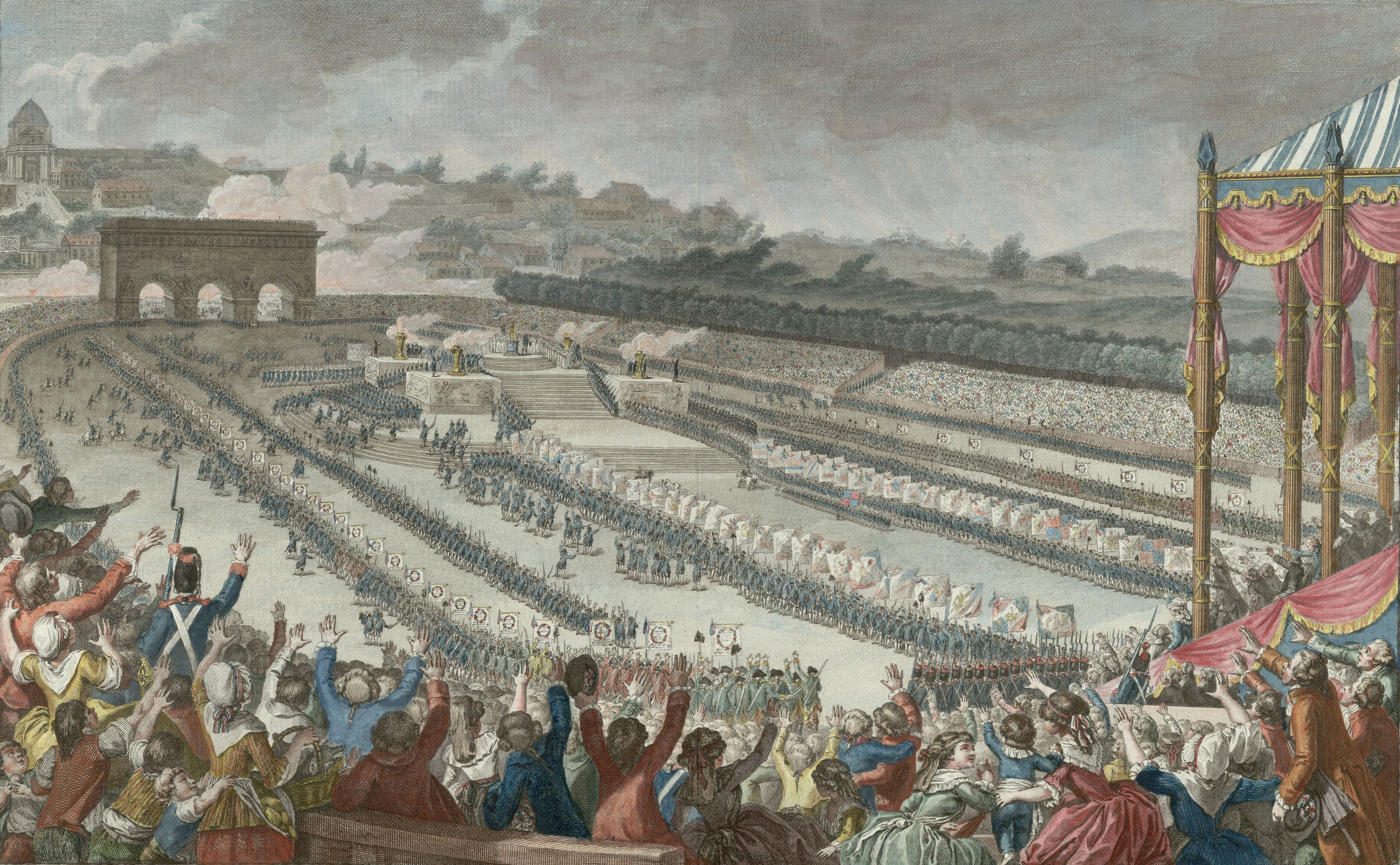
Fête de la Fédération, le 14 juillet 1790.

Un an après la prise de la Bastille, la fête de la Fédération donnée le 14 juillet 1790, au Champ-de-Mars, pour célébrer l’avènement de la cité nouvelle, restera la plus éclatante des fêtes révolutionnaires et constitue le couronnement du mouvement des fédérations provinciales. Il s’agit, pour les élus de la Constituante, d’affirmer la grande fraternité révolutionnaire dans une journée d’union nationale alors que des milliers de cérémonies analogues ont lieu simultanément en province.
Après une messe célébrée par Talleyrand, le marquis de La Fayette, suivi par le Corps législatif, jurent fidélité à la Nation, à la Loi et au Roi, puis Louis XVI et la Reine prêtent serment de fidélité à la Nation et à la Loi. Bien que ce moment de communion nationale puisse laisser croire aux observateurs de l'époque que le roi a accepté les changements issus de la Révolution, en fait, il n'en est rien  ; Louis XVI, à son habitude, louvoie entre les différents courants. Des voix discordantes se font entendre et l’unité tant recherchée n’existe ni dans la droite absolutiste, qui juge le roi prisonnier, ni même à gauche où Marat jette le trouble en s’attaquant à La Fayette, et en prophétisant Varennes. Cette fête, qui doit clore la Révolution, se révèle illusoire sur ce plan comme sur celui de l'entente nationale. Le peuple cependant croit toujours à la monarchie et s'est écrié « Vive le Roy ! ».

### Varennes et ses suites

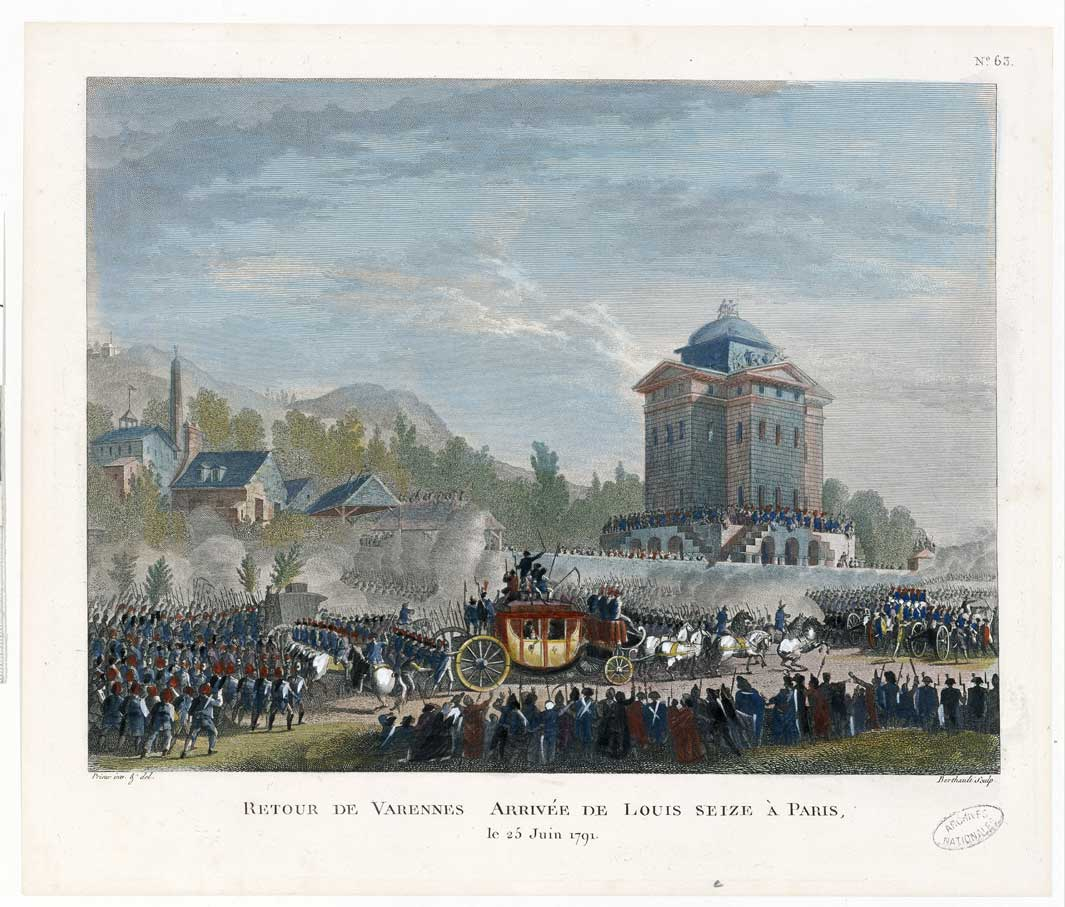
Arrivée de Louis XVI à Paris, le 25 juin 1791, après sa fuite avortée à Varennes.

Alors qu’à cette période Louis XVI possède d'importantes prérogatives constitutionnelles, que le système monarchique n’est pas contesté et que la figure royale n'est encore que peu attaquée, la tentative de fuite du roi, les 20 et 21 juin 1791, est une date clé de la Révolution : elle rompt les liens symboliques unissant le roi à la nation, précipite la désacralisation de la personne royale et le renversement de l'opinion à son égard et relance enfin la crainte du complot intérieur préparant l'invasion, provoquant une série de lois d'urgence qui préfigurent la Terreur.
Elle entraîne une division entre jacobins monarchistes constitutionnels et jacobins démocrates. Les premiers comme Bailly, La Fayette ou Barnave, pressés de terminer la Révolution, mettent sur pied la légende de l'enlèvement du roi et par les décrets du 15 et 16 juillet le font innocenter et rétablir dans ses fonctions. Ils provoquent une scission, la première, au sein des révolutionnaires dès le 16 juillet 1791 : une pétition réclamant la mise en accusation du roi et l’organisation d'un nouveau pouvoir exécutif, initiée par Pétion et Laclos au club des Cordeliers, reçoit le soutien d'une partie — réduite — du Club des jacobins et provoque en revanche, le départ d'une majorité de membres, qui fondent le Club des feuillants dont ils prendront le nom.

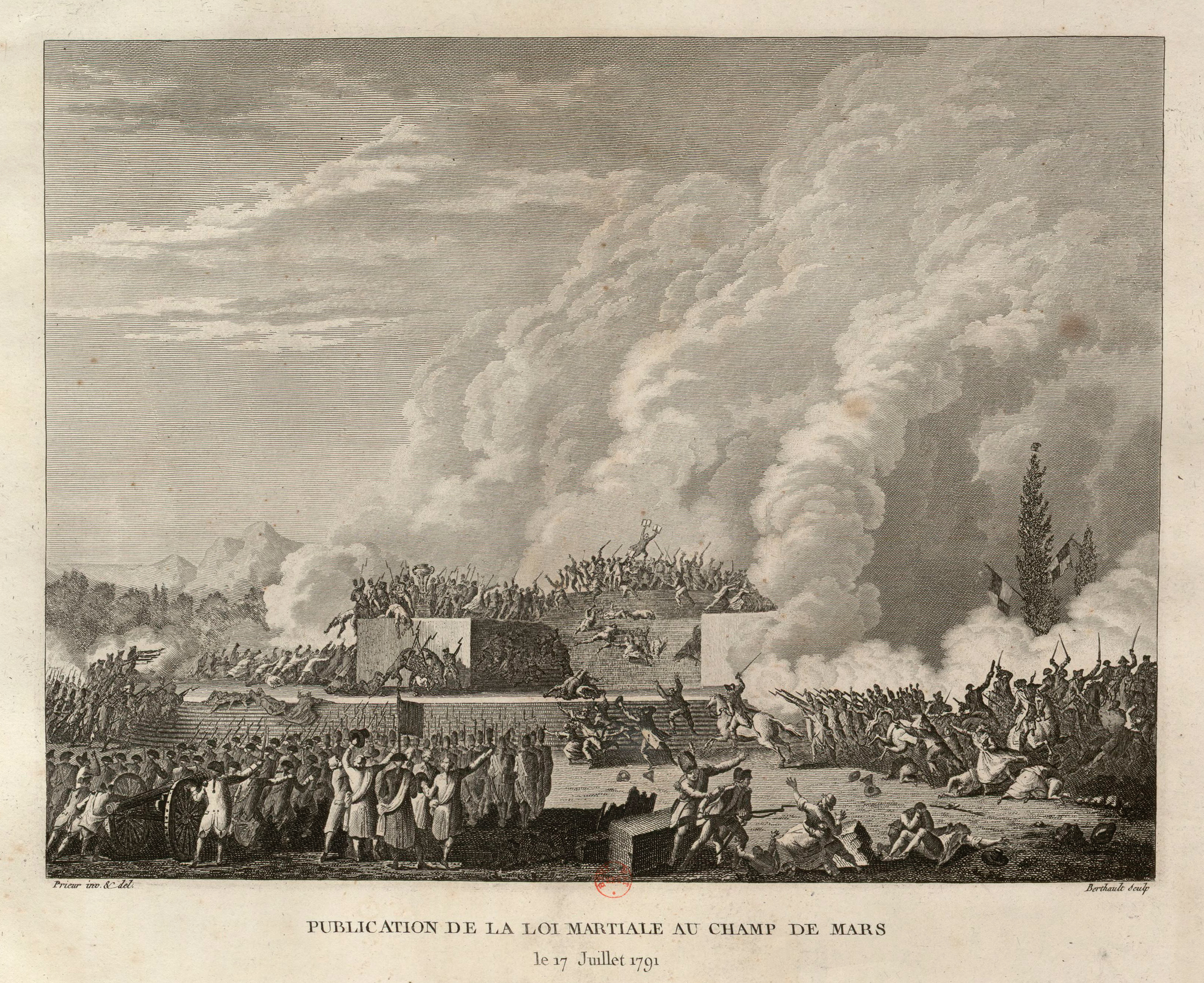
Fusillade du Champ-de-Mars, le 17 juillet 1791.
Estampe dessinée par Jean-Louis Prieur et gravée par Pierre-Gabriel Berthault, Paris, BnF.

Le lendemain 17 juillet, la pétition est déposée au Champ-de-Mars, sur laquelle se rassemble une foule de 5 000 personnes. À la suite d’incidents, la loi martiale est décrétée par la municipalité, dirigée par Bailly. La Fayette fait tirer sur la foule. La fusillade du Champ-de-Mars qui fera 50 morts crée une rupture durable entre les monarchistes constitutionnels et les autres révolutionnaires, démocrates, comme Danton, Marat ou Robespierre ou républicains comme Condorcet.
Les opinions se radicalisent encore. Des journalistes et pamphlétaires révolutionnaires multiplient les attaques et grossièretés à l'égard du Roi et de la Reine tandis que les journaux royalistes comme « L'Ami du roi » ou « Les Actes des apôtres » prêchent la résistance ouverte aux changements. Une répression — ordonnée par l’Assemblée constituante — s'abat sur le Club des cordeliers (qui doit fermer temporairement) et sur des journaux (qui sont interdits). Danton, Momoro, Santerre, Hébert s’enfuient en Angleterre ; Marat se cache dans une cave, Robespierre chez un ami, Duplay. Une amnistie suivra en septembre suivant p. 166. La position des monarchistes constitutionnels semble affermie. La très grande majorité des députés veulent croire à la sincérité du roi ainsi qu’à son attachement au nouveau régime et lui renouvellent leur confiance,.

### Constitution de 1791

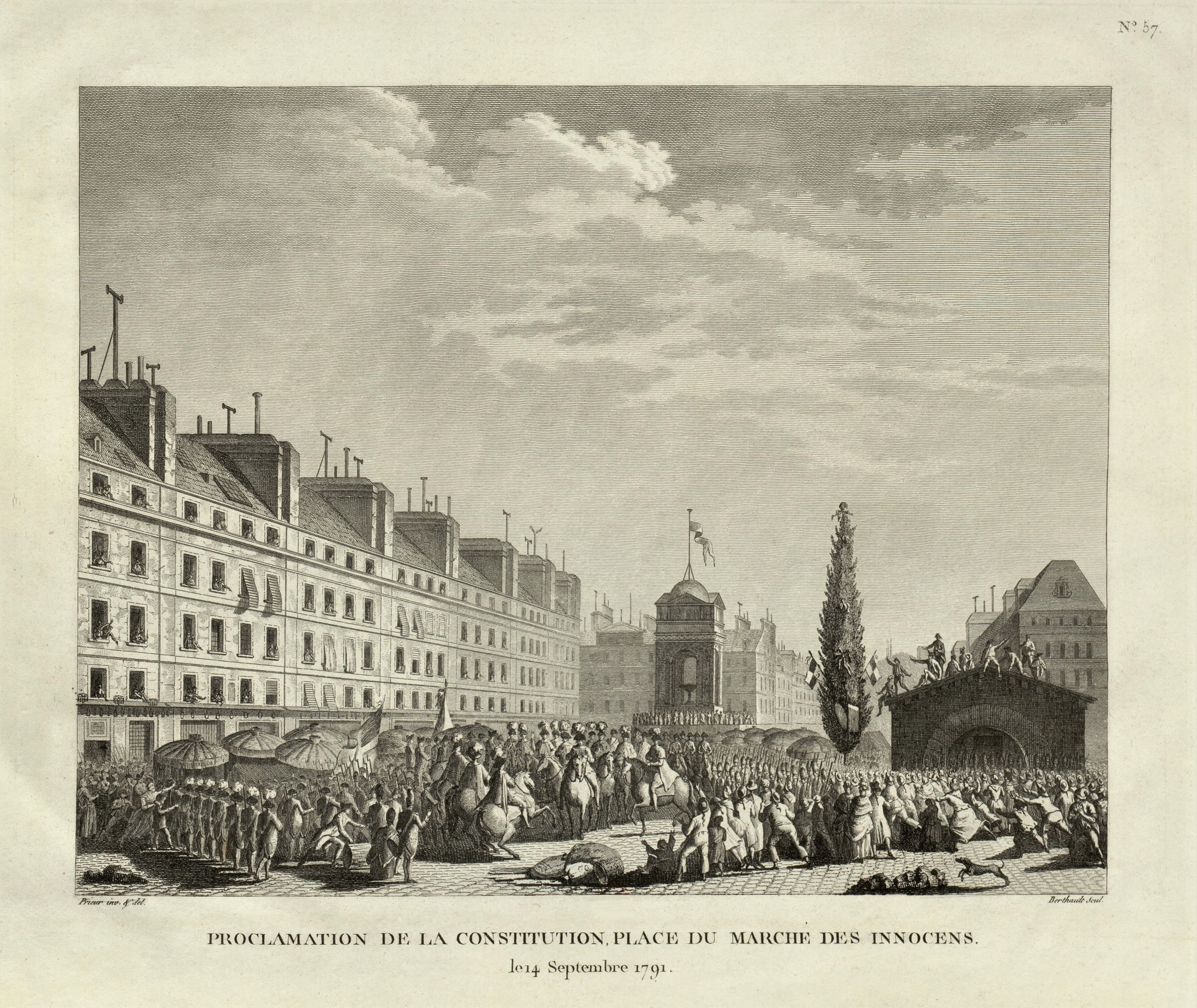
Proclamation de la Constitution sur la place du marché des Innocents, septembre 1791.

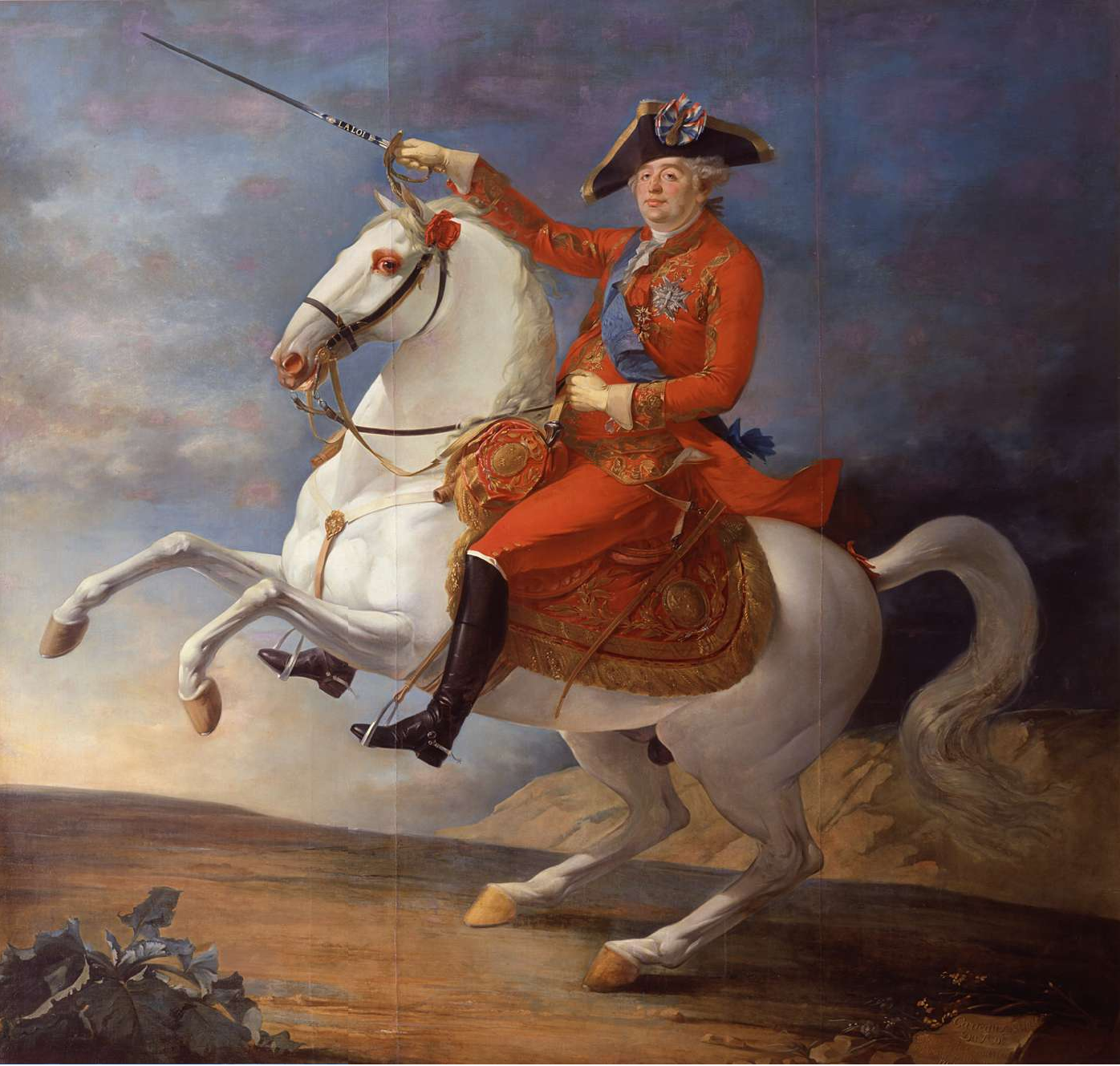
En 1791, Jean-François Carteaux peint un portrait équestre de Louis XVI en monarque constitutionnel, coiffé d'un tricorne orné d'une cocarde tricolore. Le roi tient une épée sur laquelle est gravée l'inscription « LA LOI. »

La Constitution de 1791, achevée le 3 septembre, est acceptée le 13 par le roi qui prête serment de fidélité le lendemain. Les Constituants reprennent les idées de Montesquieu, sur la séparation des pouvoirs, et de Rousseau sur la souveraineté populaire ainsi que sur la suprématie du pouvoir législatif. Mais leurs applications trop strictes consacrent une séparation trop rigide entre l’exécutif et le législatif ; ainsi, la Constitution ne prévoit rien pour régler les désaccords entre eux et, plus grave, avec le veto royal, les rédacteurs n’ont pas prévu le cas de guerre. Le roi possède le pouvoir exécutif et, même si son autorité directe est très limitée, il détient le titre de représentant de la Nation, est irresponsable et inviolable devant l’Assemblée, qui ne peut rien contre lui. Le roi dispose d’un veto suspensif sur tous les décrets — un décret rejeté ne peut être représenté pendant les deux législatures suivantes (en tout presque 6 ans). Il continue aussi de nommer les ministres, choisis hors de l’Assemblée, les ambassadeurs, les chefs de l’armée et les hauts fonctionnaires.

### Assemblée législative
Le pouvoir législatif, qui siège à partir du 1er octobre 1791, est confié à une assemblée unique de 745 députés élus au suffrage censitaire masculin à deux degrés, l’Assemblée nationale législative. La loi électorale adoptée par la Constituante le 4 décembre 1789 divise les citoyens en deux catégories : les citoyens « actifs » qui, payant le « cens », ont le droit de vote, et les citoyens « passifs » qui, ne le payant pas, ne votent pas. Ainsi, sur une population estimée à 24 millions d'habitants, la France compte environ 4,3 millions de « citoyens actifs » et 3 millions de citoyens « passifs ». Les députés, élus, sont des hommes nouveaux, les Constituants ayant décidé le 16 mai 1791 qu’aucun de leurs membres ne pourrait se représenter à la législature suivante. Ils sont aisés et plutôt jeunes. Ces nouveaux élus auront en charge la mise en œuvre de la nouvelle Constitution. La droite est désormais représentée par 250 membres des feuillants, partisans sincères de la monarchie constitutionnelle, dont le but est de terminer la Révolution ; le centre ou indépendants, que l’on nomme aussi « parti constitutionnel », avec 345 députés non inscrits, représente le groupe le plus important. La gauche est représentée par 136 membres inscrits au Club des jacobins, essentiellement des futurs girondins, et enfin l’extrême gauche, peu nombreuse, est représentée par les révolutionnaires les plus avancés. Les feuillants avaient définitivement rompu avec les jacobins le 25 septembre 1791, après que leurs leaders Barnave, les frères Lameth, Adrien Duport et Goupil de Prefeln, ont la veille fait révoquer dans les colonies les droits des hommes de couleur libres accordés le 15 mai 1791 à une partie d'entre eux. L'esclavage restait maintenu malgré le "périssent les colonies" de Maximilien Robespierre prononcé le 13 mai et le plan détaillé d'abolition, proposé le 11 mai par "un obscur député du Vermondois" Viefville des Essarts.

#### Agitation sociale et religieuse
Le prix du pain reste élevé et des troubles agitent sporadiquement les villes et les campagnes.
Les nouveaux évêques, élus dès janvier par les citoyens actifs, sont sacrés à partir de février et s'installent dans leur diocèse. Ils doivent recruter des curés et ordonnent des séminaristes qui n'ont qu'une formation rudimentaire. Les nouveaux curés s'installent à partir de février à Paris ; en province, les élections sont plus tardives et marquées par une forte abstention. Elles se déroulent pour certaines jusqu'en février 1792. Surtout, conformément aux décrets parus entre 1790 et 1792, les circonscriptions paroissiales sont remaniées et un très grand nombre supprimées, ce qui déclenche un flot de protestations. Si la fermeture de l'église est décidée, c'est l'émeute, comme à La Fosse-de-Tigné (Maine-et-Loire) où le curé constitutionnel qui doit y procéder est accueilli par des femmes qui le menacent de mort et lui lancent des pierres.

#### Déclaration de guerre

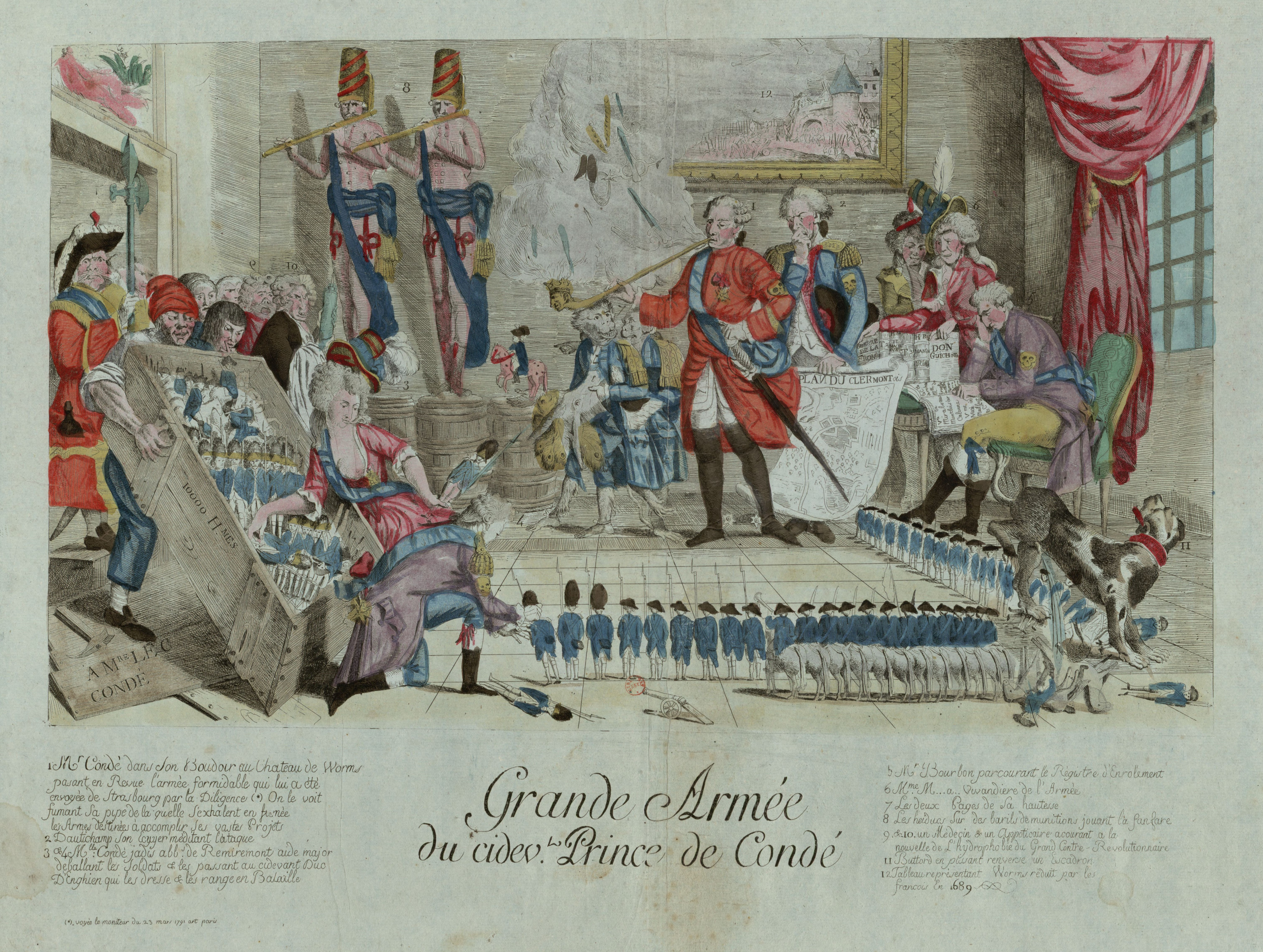
Estampe caricaturant le ci-devant prince de Condé et les émigrés à Coblence, en train de jouer avec des petits soldats en guise de grande armée (Paris, BnF, 1791).

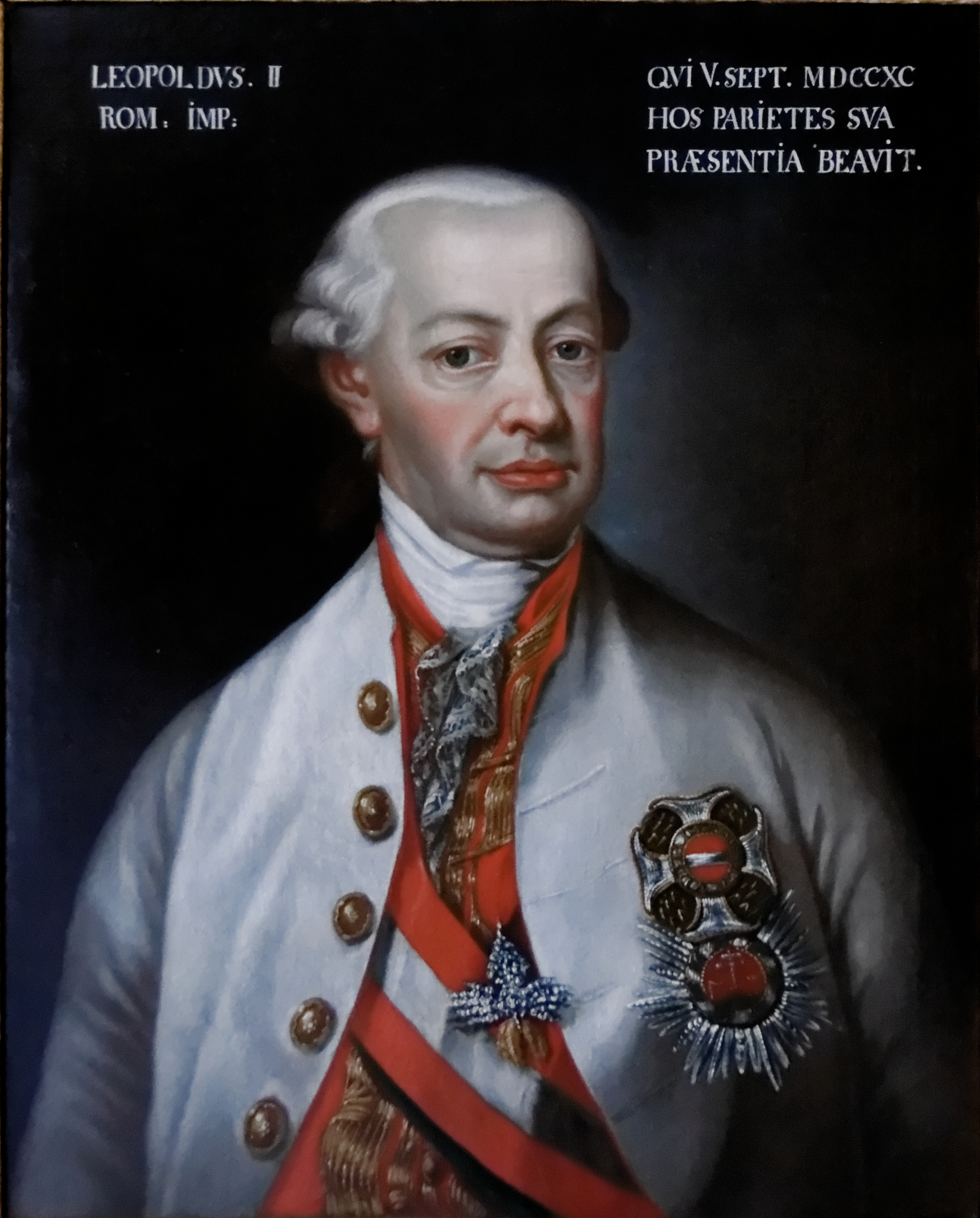
Léopold II (empereur du Saint-Empire), empereur du Saint-Empire.

Les émigrés, regroupés à Coblence autour du comte d'Artois, demandent instamment aux souverains étrangers d'intervenir dans les affaires françaises.
Le 31 octobre 1791, l'Assemblée nationale législative vote un décret qui exige des émigrés qu'ils reviennent en France dans un délai de deux mois sous peine de voir leurs propriétés confisquées ; le 29 novembre suivant, deux autres décrets sont votés : un premier concernant l'Électeur de Trèves qui doit disperser l'armée des émigrés, un second qui impose le serment civique aux prêtres réfractaires, sous peine de privation de pension ou même de déportation en cas de trouble à l'ordre public.
Contre l’avis de la droite modérée, le roi met son veto aux décrets qui frappent les émigrés et les prêtres réfractaires, mais accepte de sommer l’Électeur de Trèves, vassal de l’empereur du Saint-Empire, ce qui constitue un véritable casus belli.
Le vote et le décret qui suivent l'annexion, le 13 septembre 1791, d’Avignon et du Comtat Venaissin, jusque-là possessions pontificales, puis l’affaire des princes possessionnés, particulièrement ceux d'Alsace, qui s’estiment spoliés par l'abolition des droits féodaux dans leurs fiefs, répandent des alarmes dans toutes les cours d’Europe. Mais le souverain d’Autriche Léopold II qui, depuis le début de la Révolution, n'a fait qu'une déclaration commune, et prudente, avec le roi de Prusse, supprime, le 21 décembre 1791, le principal prétexte pouvant conduire à une déclaration de guerre. La France en cet automne de 1791 n’est menacée par aucune puissance étrangère.
Néanmoins, plusieurs partis intérieurs souhaitent la guerre : le roi tout d'abord, qui espère secrètement une défaite de la France afin de rétablir entièrement son trône ; une partie des feuillants au pouvoir, tels que Lafayette, en quête d'une certaine gloire militaire ; une partie des jacobins, menés par Brissot et Vergniaud, qui voient dans une guerre le moyen de canaliser l'agitation populaire, de consolider la Révolution, de propager les idées révolutionnaires en Europe, voire d'ouvrir des débouchés économiques.

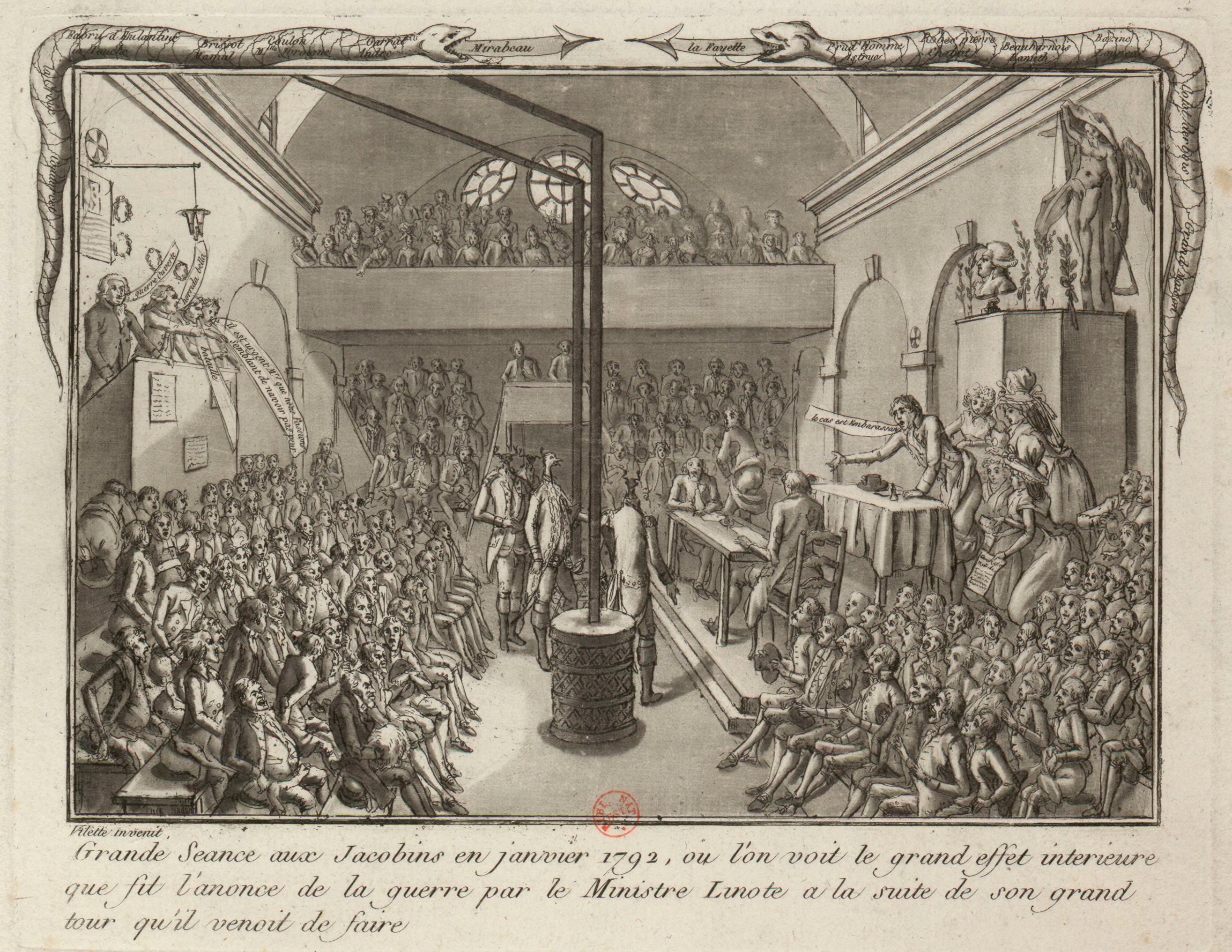
Estampe satirique monarchiste représentant le débat sur la guerre au club des Jacobins en janvier 1792 (Paris, BnF, 1792).

C'est à ce moment que s'esquisse la confrontation entre Girondins et Montagnards. À partir de décembre 1791, Robespierre, Billaud-Varenne, Camille Desmoulins, Georges Danton, François Nicolas Anthoine, Philibert Simond, François Amédée Doppet, Antoine Joseph Santerre, Étienne-Jean Panis, soutenus ou entraînés par les journaux, Le Père Duchesne d'Hébert, Les Révolutions de Paris de Louis Prudhomme et Sylvain Maréchal, L'Ami du peuple de Marat, L'Orateur du peuple de Fréron, La semaine politique et littéraire de Dusaulchoix et, plus modérément, Le Journal universel de Pierre-Jean Audouin, mènent campagne contre la guerre qu'ils jugent contraire à l'esprit pacifique de la Révolution, inscrit dans la constitution de 1791. Ils estiment également que les ennemis intérieurs de la Révolution sont plus dangereux que les émigrés et doivent donc être combattus en priorité.
Mais à l'assemblée législative, surtout après la mort de Léopold II, le 2 mars 1792, la solution de la guerre va s'imposer. Louis XVI renvoie ses ministres feuillants hostiles à la guerre et nomme des ministres girondins qui lui sont favorables.
Le 20 avril 1792, sur proposition de sa part et après un vote à une écrasante majorité de l’Assemblée législative, la guerre est déclarée au « roi de Bohême et de Hongrie », c'est-à-dire à l’Autriche seule et non à l’Empire.

#### Vetos royaux

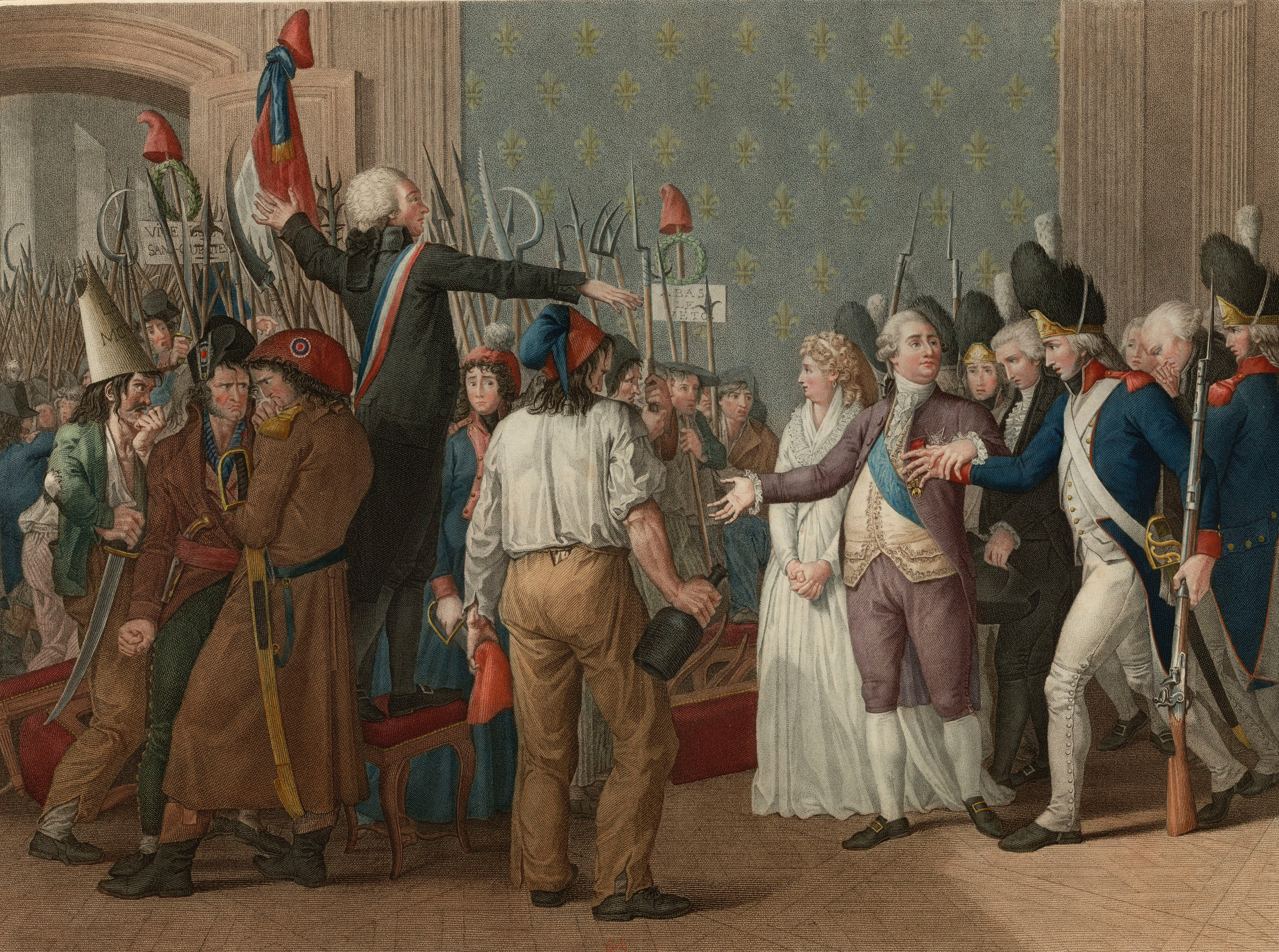
Confrontation entre les insurgés et Louis XVI aux Tuileries lors de la journée du 20 juin 1792.

Les débuts de la guerre sont catastrophiques : l'armée française, totalement désorganisée par l'émigration d'une partie des officiers nobles, subit ses premières défaites qui laissent les frontières nord et nord-est dégarnies.
Ces événements développent chez les patriotes un sentiment de trahison envers la Cour, les aristocrates et les prêtres réfractaires. Sous la poussée des Girondins, l’Assemblée vote alors trois décrets de précaution et de défense organisant la déportation des prêtres réfractaires (27 mai), le licenciement de la garde du roi (29 mai) et la constitution d’un camp de gardes nationaux (fédérés) pour défendre Paris (8 juin).
Le 12 juin, Louis XVI renvoie ses ministres girondins et, le 13, met son veto aux décrets sur les réfractaires et sur les fédérés. Cette situation vaut au Roi le surnom de « Monsieur Veto » et provoque le 20 juin 1792 une nouvelle journée révolutionnaire qui voit le peuple investir les Tuileries. Mais le roi, tout en acceptant l'humiliation de porter le bonnet phrygien devant les sans-culottes, refuse de revenir sur sa décision. L’entrée en guerre de la Prusse aux côtés de l’Autriche (6 juillet) oblige l'Assemblée législative à contourner le veto royal en proclamant « la patrie en danger » le 11 juillet 1792 et en demandant à tous les volontaires d'affluer vers Paris. En 1792, Louis XVI a seulement sanctionné le 4 avril le décret qui supprimait dans les colonies les discriminations entre les Blancs et les hommes de couleur libres. Les députés brissotins menaient campagne à l'assemblée législative d'octobre 1791 à mars 1792 firent même supprimer toutes les discriminations imposées par le décret du 15 mai, mais laissant cependant de côté la question du droit à la liberté des esclaves et pour lesquels seule une poignée de députés tels que Mathieu Blanc-Gilli, Merlin de Thionville, Jacques Brival, Condorcet appelaient à l'émancipation.

## Chute de la monarchie, le10 août 1792

Prise des Tuileries le 10 août 1792, huile sur toile de Jacques Bertaux, musée du château de Versailles.

Inspiré par Axel de Fersen, le manifeste de Brunswick, rédigé à Coblence le 25 juillet 1792, est connu à Paris le 1er août suivant ; ce texte promettant aux Parisiens « une exécution militaire et une subversion totale » s’il est fait la moindre violence à la famille royale, ne laisse plus aucun doute aux patriotes sur la trahison du roi. D’une rare maladresse, ce document, loin d’effrayer les sans-culottes, enflamme les sections parisiennes tout en leur donnant le prétexte recherché pour relancer la Révolution et faire chuter la monarchie. Louis XVI, bien qu'au courant de la future publication, manque à en limiter le ton et la portée.

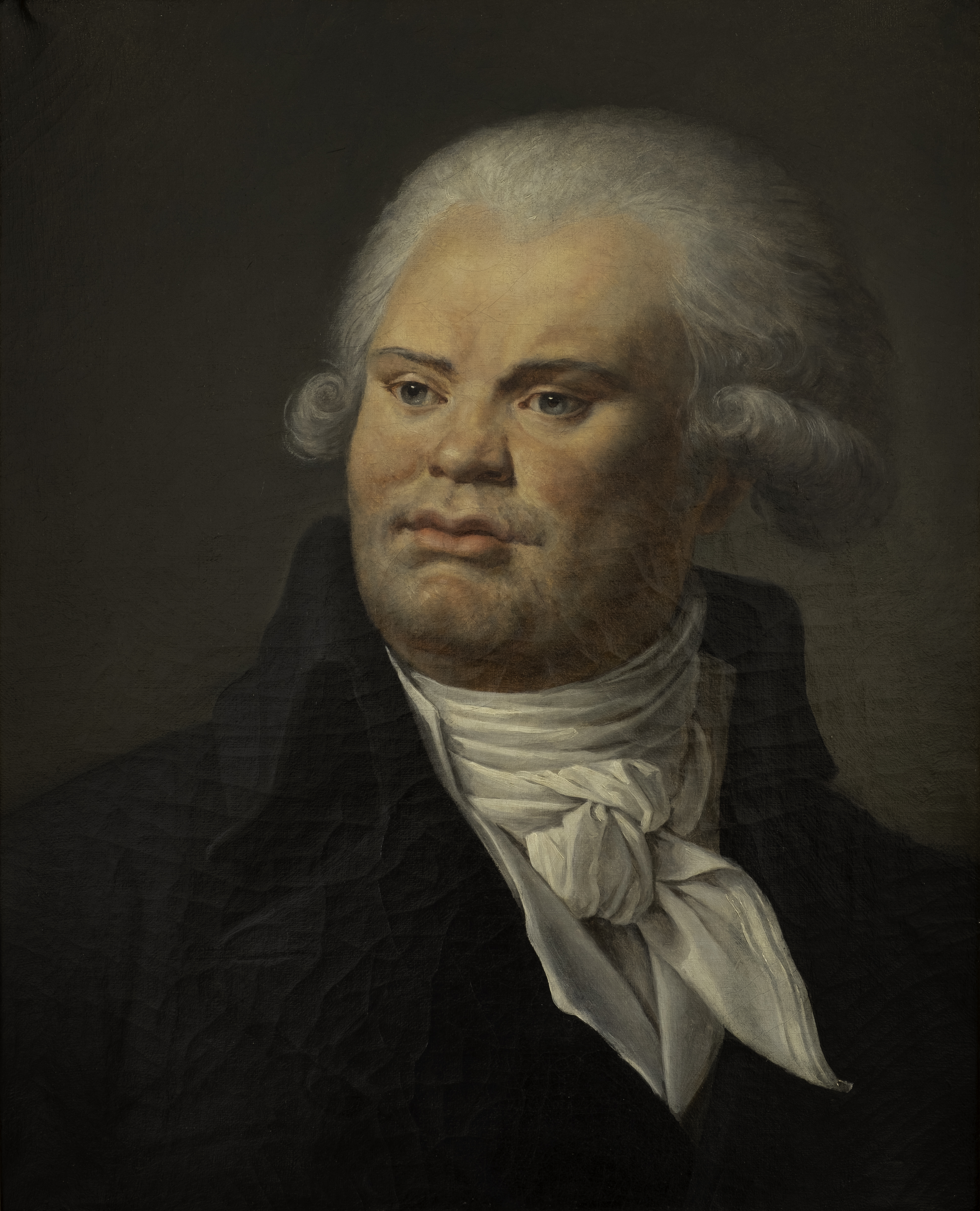
Danton.

Dirigée autant contre l'Assemblée que contre le roi, peu de journées révolutionnaires ont été préparées plus longuement et plus méthodiquement que cette journée du 10 août 1792. Ainsi, dans la nuit du 9 au 10 août, une Commune insurrectionnelle se forme à l’Hôtel de Ville et remplace la municipalité légalement établie. Au petit jour, les insurgés composés de gardes nationaux des faubourgs patriotes et des fédérés se présentent devant les Tuileries que défendent des volontaires nobles, la Garde suisse et une poignée de gardes nationaux. Contenus un temps, et malgré de lourdes pertes, les insurgés prennent d’assaut le palais qui est investi et pillé et dont une partie de la Garde suisse est massacrée. Cependant, avant l’attaque, le roi accompagné de la famille royale s’est réfugié dans l'enceinte de l'Assemblée législative qui le reçoit avec respect, mais le suspend de ses fonctions après le succès complet du mouvement insurrectionnel.
Dans le même temps est décrétée l'élection d'une Convention nationale qui, seule, pourra décider de la déchéance du souverain et aura la charge de rédiger une nouvelle constitution. Le soir du 10 août, l'Assemblée législative désigne par acclamation un conseil exécutif provisoire comprenant six ministres ; mais l'Assemblée législative est devenue une simple chambre d'enregistrement : c'est la nouvelle Commune de Paris qui cumule les pouvoirs.

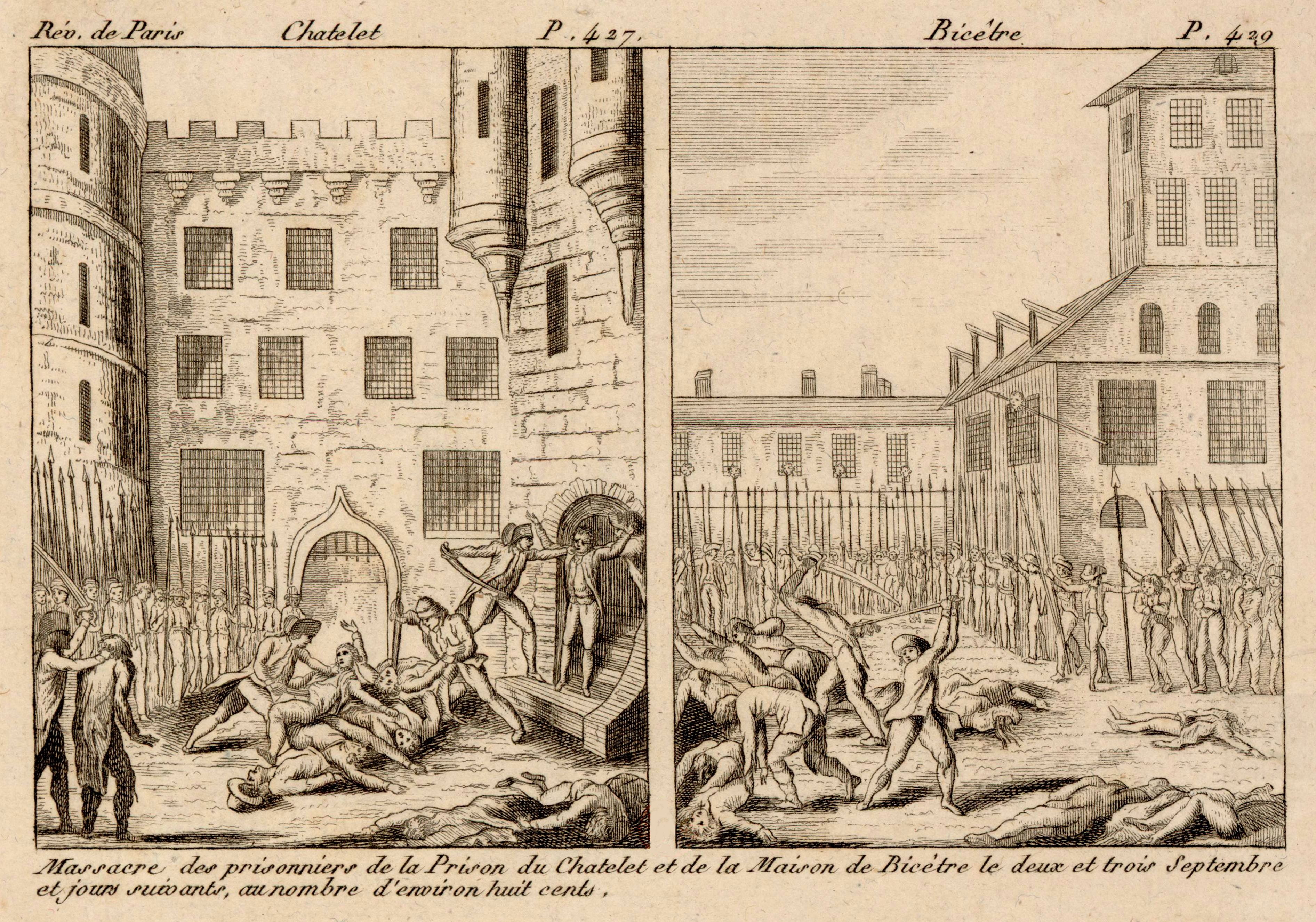
Les massacres de Septembre au Châtelet et à Bicêtre.
Gravure anonyme, Paris, BnF, département des estampes et de la photographie, 1792.

L'entrée en guerre de la Prusse aux côtés de l'Autriche est décidée par le roi Frédéric-Guillaume II contre l'avis de son oncle le prince Henri ; ce dernier avait personnellement discuté des propositions de réforme avec Necker pendant l'hiver 1788/1789 à Paris et était un sympathisant de la révolution constitutionnelle, tout comme Philippe Égalité. L'engagement de la Prusse précipite la reprise des opérations militaires et le 19 août, ayant fait leur jonction, les troupes ennemies pénètrent en France et font tomber les places fortes les unes après les autres.
Le danger est extrême et c’est dans ce contexte que Danton déclare le 2 septembre 1792 : « De l’audace, encore de l’audace, toujours de l’audace et la Patrie est sauvée ». Considérant que seuls les ennemis de l'intérieur sont responsables de la situation,, un groupe de 200 à 300 personnes se rend le 2 septembre 1792 dans les neuf prisons de Paris et y massacre la moitié de ceux qui s'y trouvent incarcérés : tous les prêtres réfractaires, les suspects d'activités contre-révolutionnaires, les faussaires d'assignats, tous les galériens, des détenus de droit commun et même 60 enfants,,. Les tueries, connues sous le nom de massacres de Septembre, dureront jusqu’au 6 septembre à Paris sans que les autorités administratives osent intervenir, et les députés ne les condamneront pas avant le 29 octobre.

### Forces en présence à la Convention

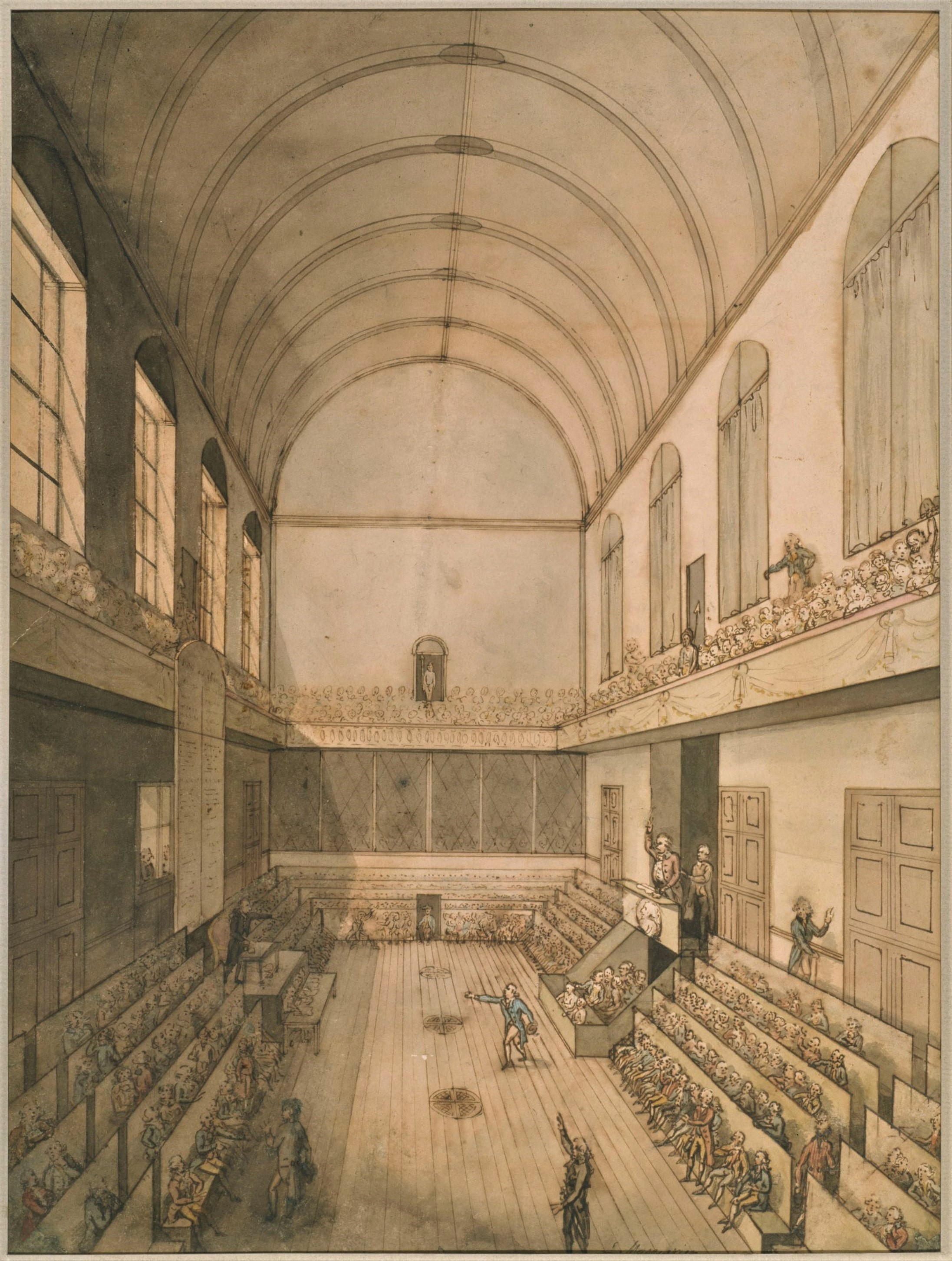
Salle du Manège des Tuileries où se réunit la Convention nationale.

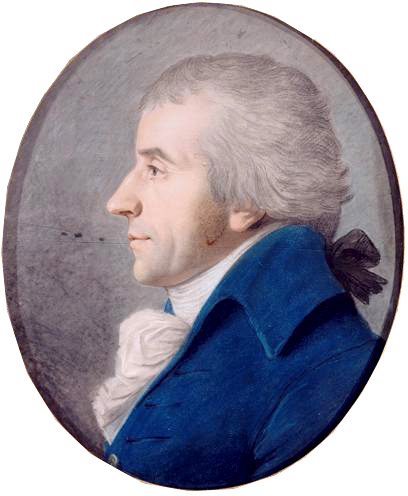
Jacques Pierre Brissot, figure de la Gironde.
Toile de Fouquet, châteaux de Versailles et de Trianon, 1792.

Les élections à la Convention débutent dans les assemblées primaires, et se déroulent pour la première fois le 2 septembre au scrutin universel (masculin) : la participation est très faible. On constate une forte progression des montagnards. Deux camps antagonistes s'opposent : les girondins qui se méfient des clubs, des sections parisiennes et de la Commune de Paris, trouvent leurs appuis en province et parmi la riche bourgeoisie du négoce et des manufactures. Ils sont très attachés aux libertés individuelles et économiques de 1789 et répugnent aux mesures d’exception. Ils sont dirigés par Brissot, Vergniaud, Pétion, Roland ou plus tard Buzot.
Les Montagnards qui siègent sur les bancs les plus hauts — d’où leur nom — s’identifient aux Jacobins ; leur électorat est essentiellement parisien et se situe chez les artisans ruraux et les petits exploitants. Ces défenseurs de la cause populaire sont, comme les girondins, des bourgeois provinciaux qui se méfient des extrêmes. Ayant compris que pour vaincre, la Révolution ne pouvait se passer du concours du peuple, ils réussissent à gagner à leur cause ce Paris populaire, fait d’ouvriers, d’artisans, de boutiquiers, et sont prêts à prendre des mesures d'exception pour sauver la Patrie. Leurs chefs sont, entre autres, Robespierre, Danton, Marat ou Saint-Just.
Au centre, siège une majorité de députés, les « indépendants » — appelés aussi le Marais ou la Plaine —, qui, bien qu'attachés à la Révolution, ne possèdent pas d'hommes marquants et dont les opinions sont fluctuantes. Tantôt, ils soutiennent les girondins pour défendre la propriété et la liberté, tantôt, les montagnards, quand il s’agit de secourir la nation. Mais il n'est pas possible d'établir un relevé précis pour définir tous ces groupes avec clarté, parce qu'aucun d'eux ne possède de lignes politiques limpides et qu'ils demeurent très instables.

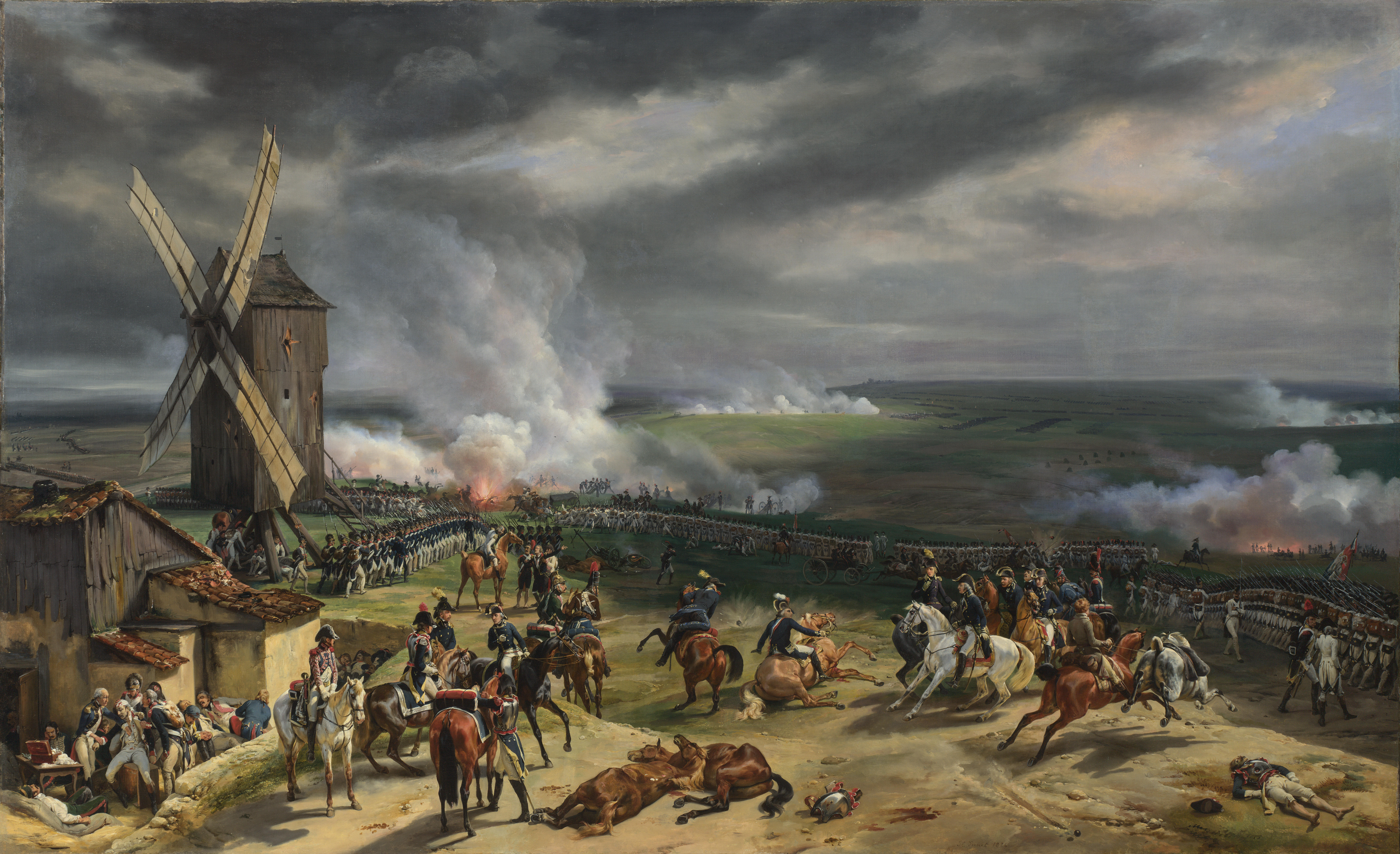
Bataille de Valmy, le 20 septembre 1792.
Peinture d'Horace Vernet, 1826.

Le 20 septembre 1792, la victoire de Valmy sur les Prussiens par l’armée française, commandée par le général Dumouriez, arrête l’invasion. Le 8 octobre, ce dernier pénètre en Belgique pour obliger les Autrichiens à lever le siège de Lille et les refouler hors des frontières. Le général Custine s’empare de Spire (30 septembre), de Worms (5 octobre), puis de Mayence et de Francfort (les 21 et 22 octobre), ce qui lui permet de tenir la rive gauche du Rhin alors que Dumouriez, en remportant la victoire décisive de Jemmapes le 6 novembre 1792, se rend maître de la Belgique. À cette période les troupes françaises occupent aussi la Savoie, possession de la maison de Savoie. Partout les Français propagent leur idéal révolutionnaire et on commence à parler des frontières naturelles ; mais ce sont surtout les rapports de force militaire et diplomatique qui se trouvent modifiés.
Avant de se séparer, le 20 septembre 1792, l’Assemblée législative décide de laïciser l'état civil — qui devra désormais être tenu par les communes — d’autoriser le divorce et décrète le renouvellement complet de la Commune insurrectionnelle de Paris. Le lendemain, 21 septembre, la Convention nationale tient officiellement sa première séance : disposant provisoirement des pouvoirs législatif et exécutif, celle-ci proclame d’emblée l'abolition de la royauté, l'avènement de la République en France et décide que la nouvelle constitution sera ratifiée au suffrage universel. Le lendemain, elle décrète qu’à partir de cette date, tous les actes publics devront débuter de l’an I de la République : pour la France, c’est le début d'une ère nouvelle.

## Première République

### Girondins et montagnards

#### Procès et mort du roi

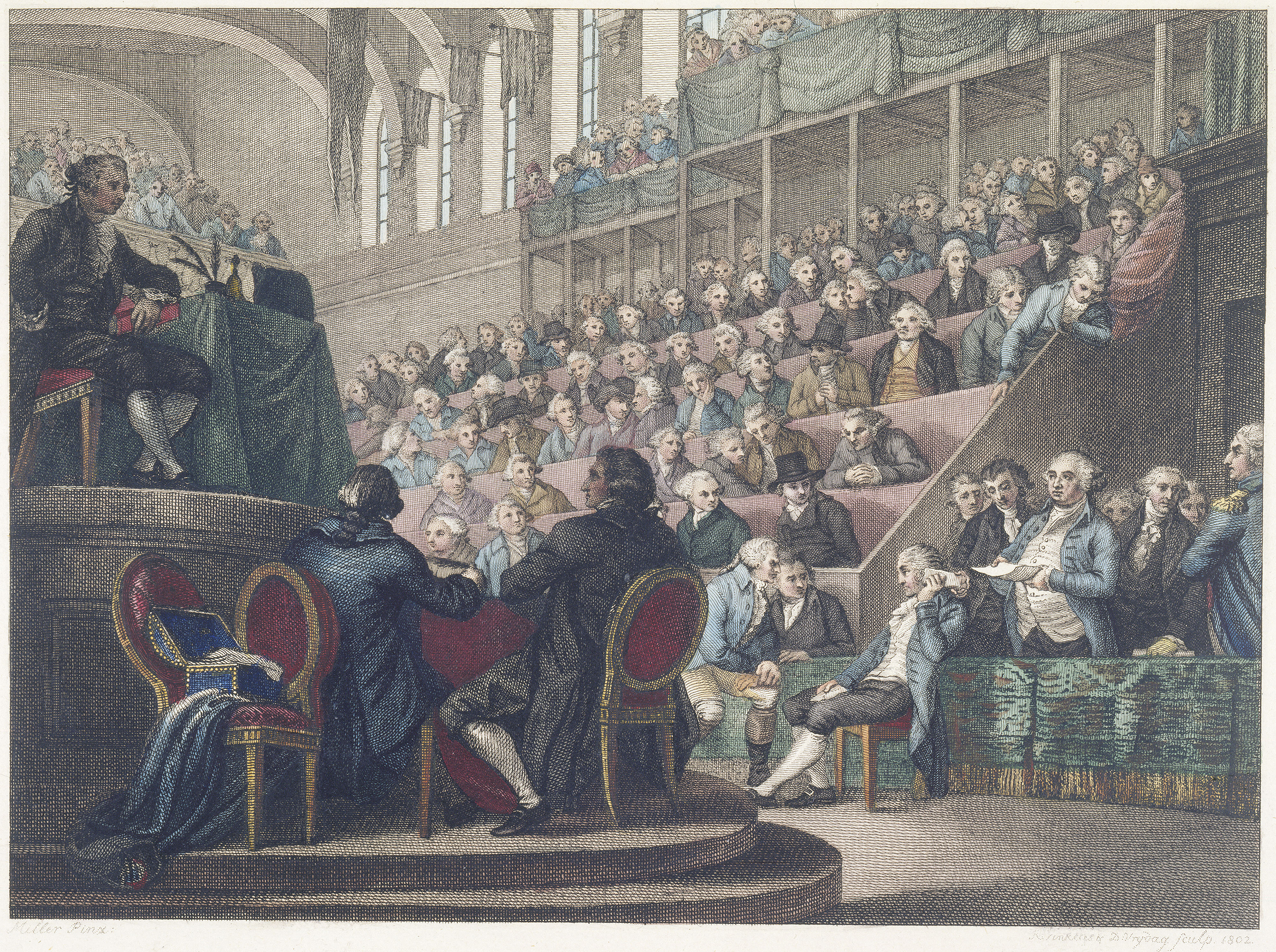
Procès de Louis XVI à la Convention nationale, le 26 décembre 1792.
Gravure, Paris, BnF, vers 1793.

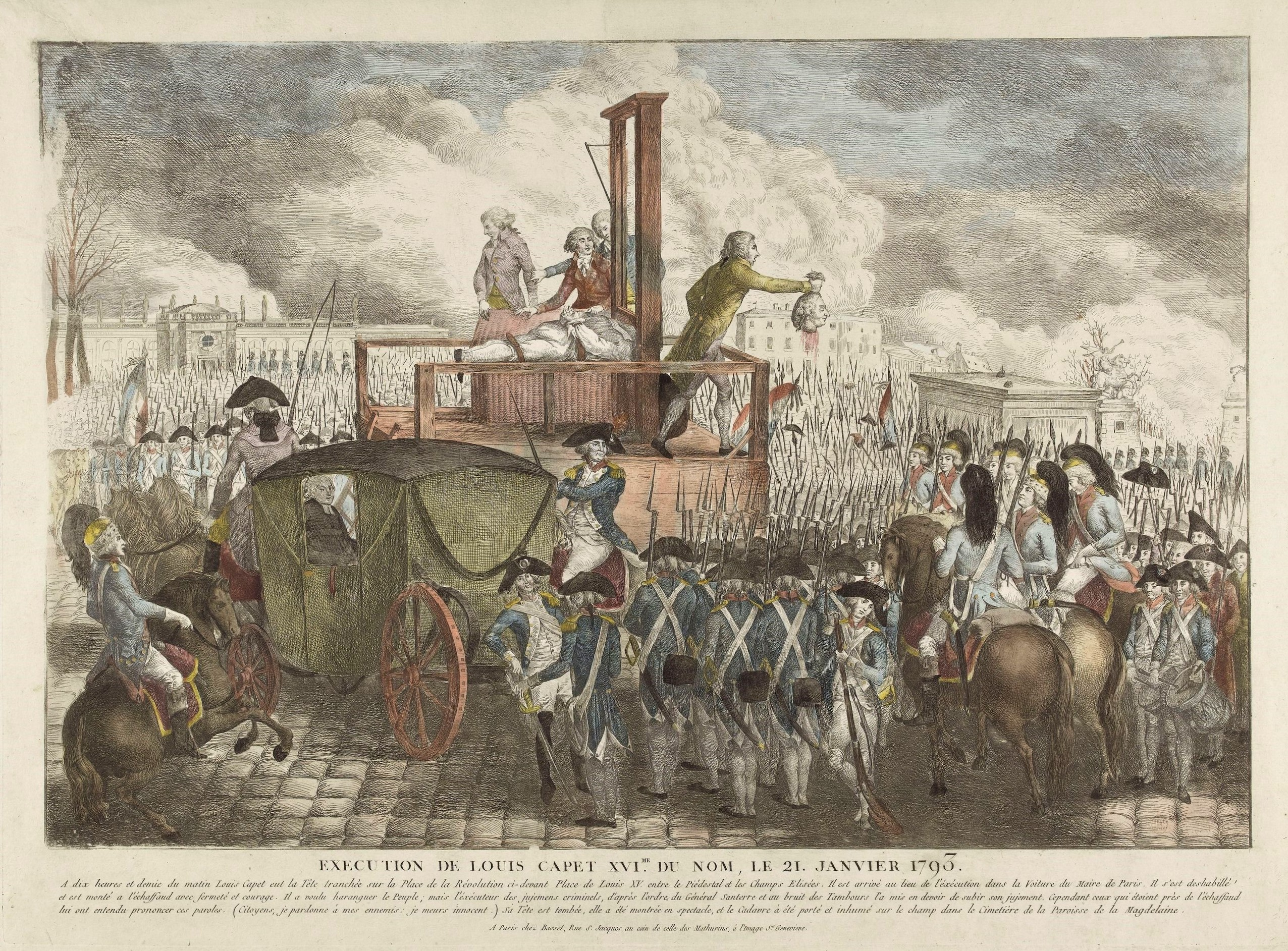
Exécution de Louis XVI, le 21 janvier 1793.
Gravure, Paris, musée Carnavalet, 1793.

Après le 10 août, puis l'abolition de la monarchie, le sort du roi déchu, prisonnier au Temple, est en question. À cette période, la Convention est dominée par les girondins, car la plupart des élus du Centre leur sont favorables ; ils sont ainsi majoritaires au conseil exécutif. L’ouverture prochaine du procès du roi les divise. Dès lors, ils cherchent à en retarder le jugement qu’ils trouvent inopportun, alors que les montagnards, plus radicaux, veulent une rupture définitive avec l’ancien régime pour asseoir la République. Mais, déjouant tous les calculs, la découverte — le 20 novembre 1792, aux Tuileries, dans « l'armoire de fer » — de documents accablants pour le roi rend le procès inévitable : dès lors, ne pas statuer sur son sort pourrait provoquer une nouvelle flambée révolutionnaire. Malgré le principe de la séparation des pouvoirs, c’est la Convention qui va juger le roi. C'est ainsi que le procès qui commence le 11 décembre 1792 marque le début d’une lutte à mort entre girondins et montagnards pour le contrôle de l’Assemblée et de la Révolution.
Le roi est pris au dépourvu par la découverte de l’armoire de fer et de ses papiers compromettants ; il se défend mal et nie même l’évidence. Cependant, dans ce procès, les fautes du roi, même prouvées, comptent peu devant l’utilisation politique de la sanction, alors même que Marat a arraché à l’Assemblée « que la mort du tyran » soit votée par appel nominal, à haute voix, des députés sous les yeux de la population. Ainsi, le régicide va devenir une preuve de la sincérité républicaine. Le 15 janvier, à l'issue des débats, le roi est reconnu coupable à une écrasante majorité, 693 voix contre 13, et le 17 janvier, il est condamné à mort par une majorité plus étroite, 387 voix contre 334. Philippe-Égalité, duc d'Orléans et cousin du roi, va lui aussi voter la mort, marquant ainsi le point de départ de la lutte entre orléanistes et légitimistes qui prendra place le siècle suivant. Le 20 janvier, le sursis et l'appel au peuple demandés par les girondins sont repoussés et le 21 janvier 1793, Louis XVI est guillotiné place de la Révolution.
Son exécution fait une impression profonde dans la population française et frappe de stupeur les souverains d'Europe : elle est aussi un défi à l'Europe monarchique. La déclaration de guerre à la Grande-Bretagne et aux Provinces-Unies, le 1er février 1793, entraîne la formation de la Première Coalition des puissances européennes contre la France révolutionnaire.

#### Vendée

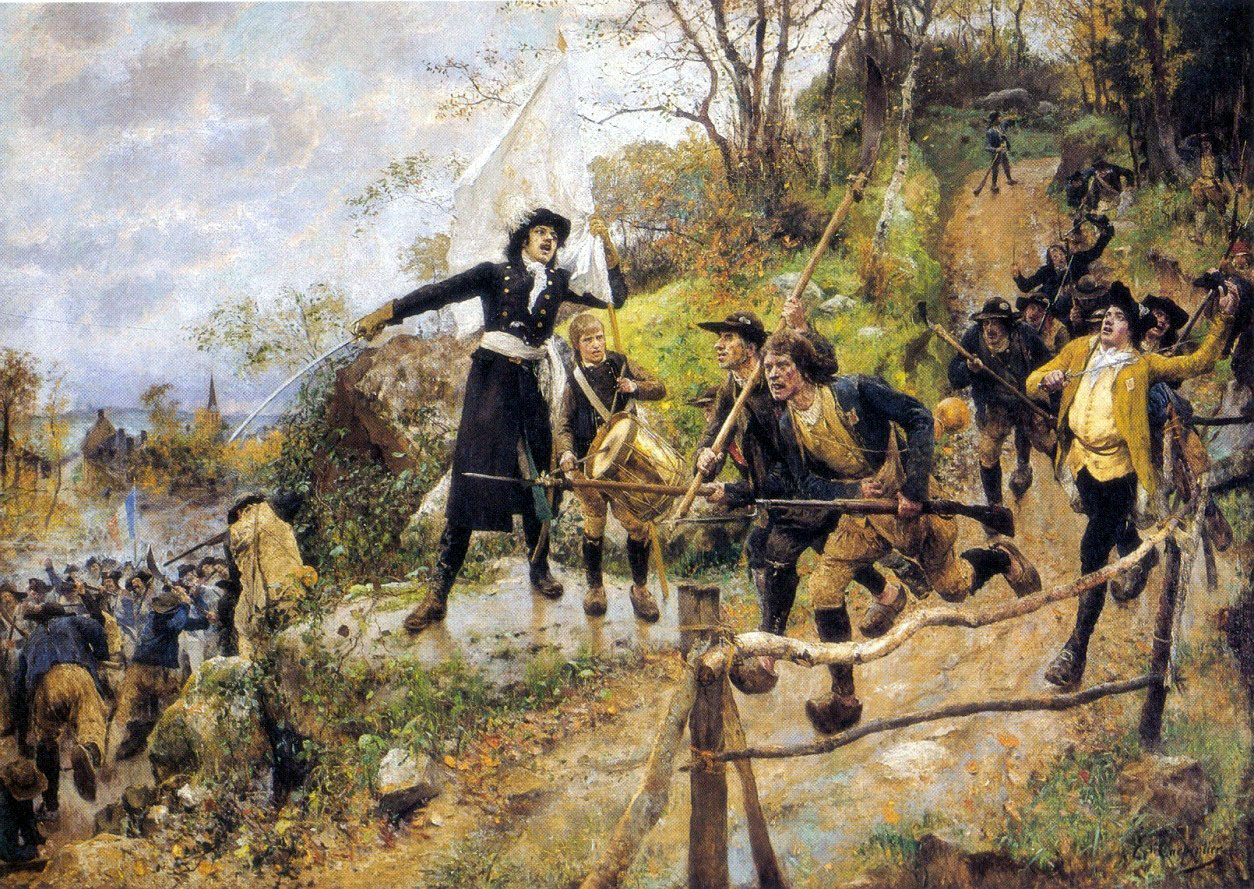
Émeute en Vendée.
Huile sur toile d'Évariste Carpentier, XIXe siècle, mairie de Kuurne.

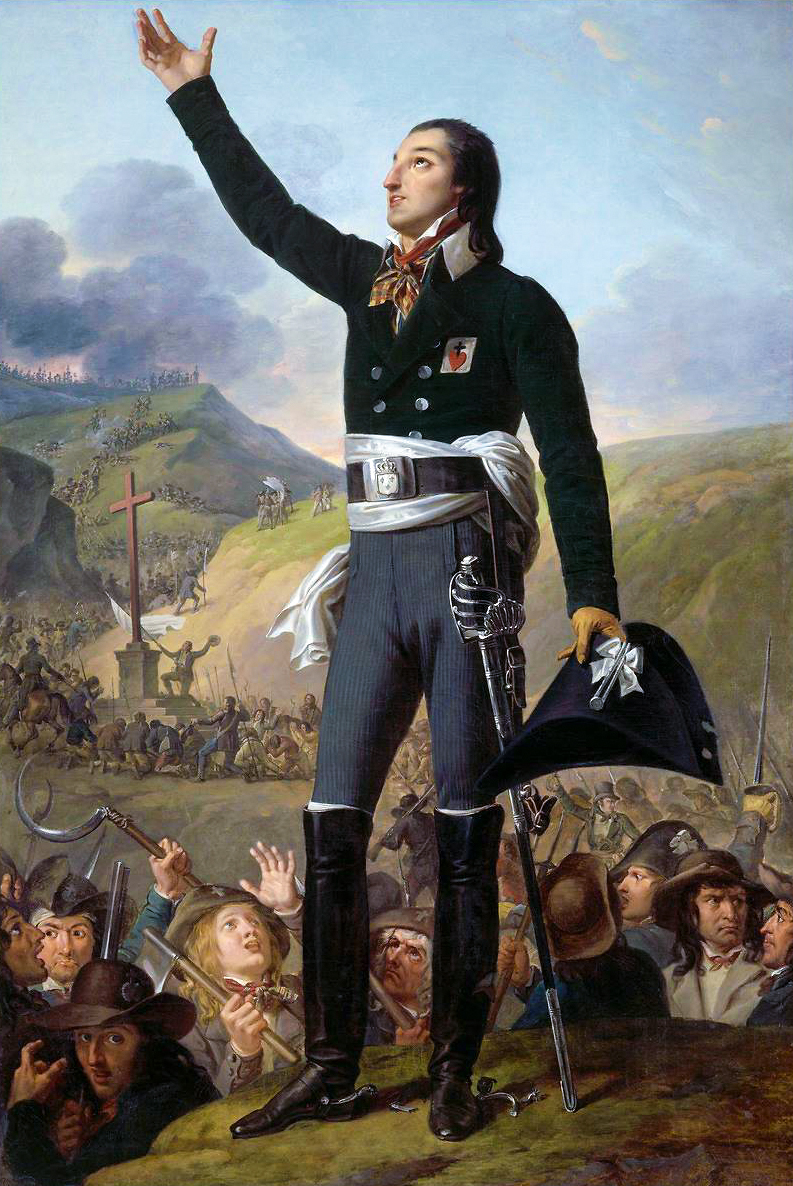
Portrait posthume du marquis de Lescure, général vendéen.
Huile sur toile de Lefèvre, 1818, Cholet, Musée d'art et d'histoire.

Pour faire face et remplacer les volontaires de 1792, qui ont légalement quitté l’armée, la Convention décrète une levée de 300 000 hommes le 24 février. Cette levée doit se faire par tirage au sort, ce qui spontanément provoque une vaste protestation dans tout le pays, et particulièrement au sein de la paysannerie, en Alsace, en Bretagne, dans tout le Massif central et les Pyrénées. Dans la plupart de ces régions, les soulèvements armés retombent, ou sont vite étouffés, mais en Anjou et dans le Poitou, la rébellion s’organise et prend de l’ampleur.
L'insurrection vendéenne, qui débute à Cholet le 3 mars 1793, est la manifestation intérieure la plus grave que rencontre la Révolution. Le nombre des victimes varie, suivant les historiens, de 117 000 à plus de 250 000.
Son déclenchement est directement lié à l’effort de guerre décidé à l’Assemblée par le décret du 24 février. Les causes en sont toutefois plus complexes. Dans un premier temps, les Vendéens avaient rédigé des cahiers de doléances et avaient accueilli favorablement les événements de 1789. Mais au cours des années qui ont suivi, les frustrations se sont accumulées. En effet, les paysans vendéens ne profitent pas de la vente des biens nationaux, et sont profondément blessés dans leurs convictions par la tournure anticléricale que prend la Révolution, en particulier après la Constitution civile du clergé. L'exécution de Louis XVI ne sera pas comprise par une population assez proche de la petite noblesse locale. Aussi, lorsqu'arrivent les représentants chargés du tirage au sort, les jeunes gens refusent d'aller se battre loin de leurs villages pour un régime qui heurte leurs convictions et dont ils se sentent délaissés. C'est l'insurrection.
Cette insurrection prend très vite de l’importance quand la Vendée se soulève d’un bloc. Pour tenter d’arrêter ces émeutes, la Convention vote, le 19 mars 1793, une loi d'exception : tous les insurgés pris les armes à la main ou convaincus d’avoir participé aux attroupements seront exécutés. À la Convention, les insurgés sont très vite traités de « brigands », et Paris donne le nom de « guerre de Vendée » à leurs soulèvements. Pour réprimer les ennemis de l’intérieur et de l’extérieur, la Convention crée le Tribunal révolutionnaire le 10 mars et, pour mener à bien cette politique, le Comité de défense générale est transformé en Comité de salut public le 6 avril.

#### Fin des girondins

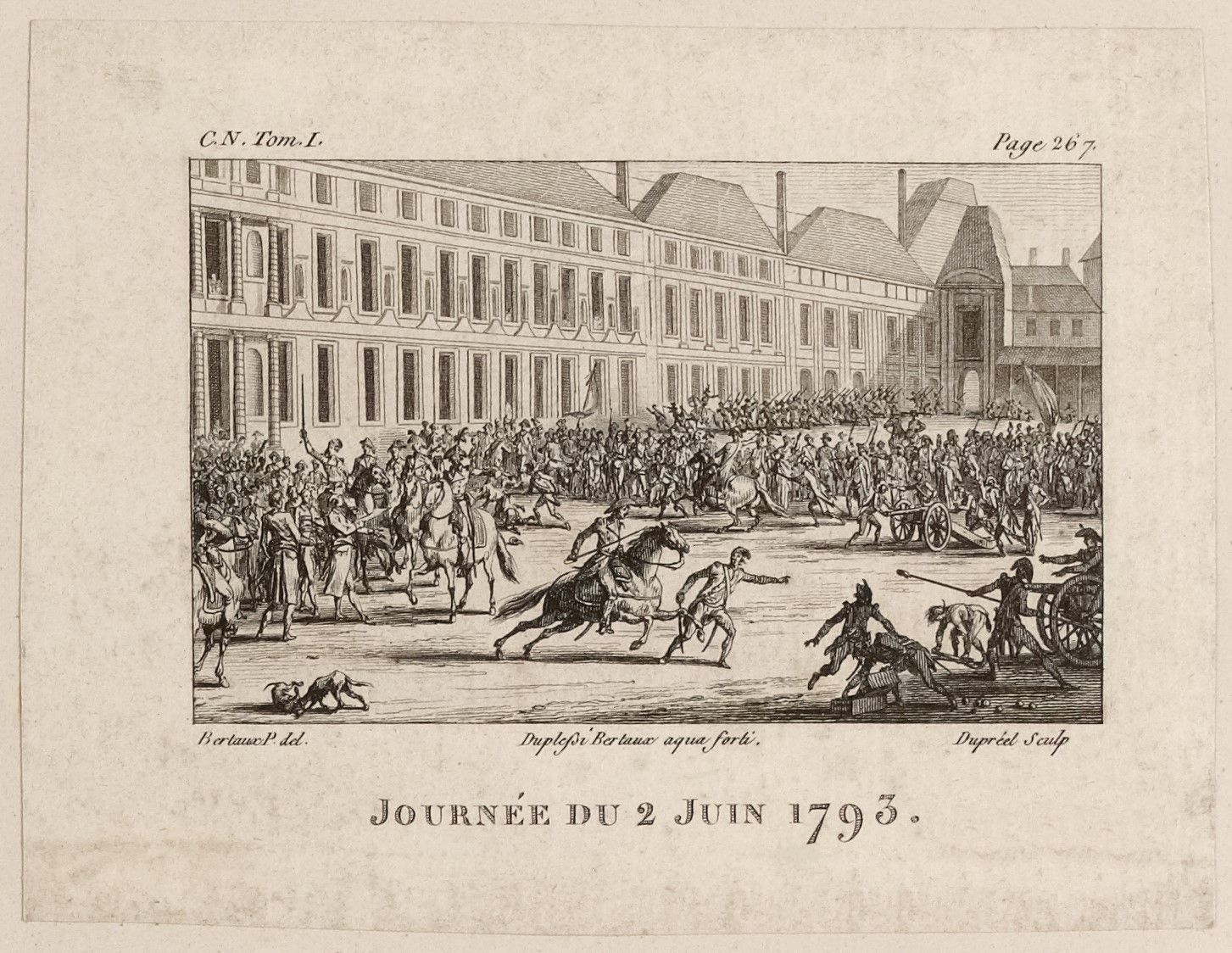
Journée du 2 juin 1793.
Estampe de Pierre-Gabriel Berthault représentant la Garde nationale devant la Convention
(musée Carnavalet).

Les mois qui suivent l’avènement de la République résonnent des affrontements entre montagnards et girondins. Les divergences apparues au printemps de 1792 sur les nécessités de la guerre ont laissé des traces. C'est ainsi que le 10 août 1792, après la victoire de la Commune insurrectionnelle et des sans-culottes, les rivalités entre les deux groupes apparaissent très vite comme un conflit de classe : c’est donc deux façons de concevoir le contenu à donner à la République qui provoque l’affrontement, même si ces différences politiques ne sont pas propres au seul camp des girondins et reflètent aussi l’état d’esprit de la province.
Quoi qu'il en soit, la Gironde disparaît de la scène de la Révolution à la suite de ses incohérences politiques et principalement, pour avoir voulu la guerre sans s’être donné les moyens de la mener, pour avoir tenté de sauver la monarchie, pour avoir, au nom du libéralisme, renforcé la crise sans trouver les solutions pour y remédier ou encore, pour avoir relancé le mouvement révolutionnaire et avoir ensuite cherché à freiner son élan. Les journées révolutionnaires des 31 mai et 2 juin 1793, avec l’arrestation des principaux chefs girondins, mettent fin à leur prépondérance politique.

### La République en danger (1793)

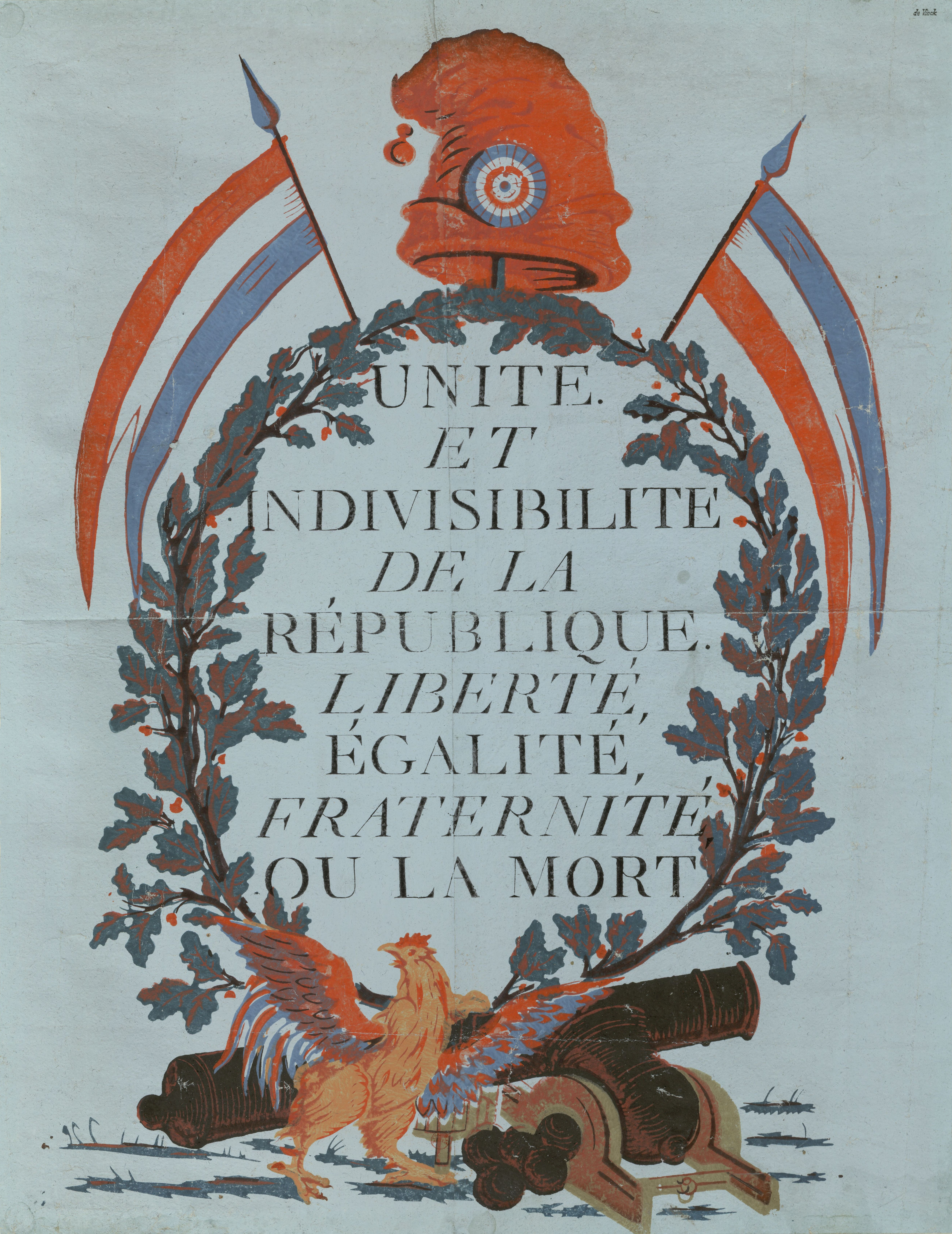
La devise républicaine dans une couronne de chêne et de drapeaux tricolores, appuyée sur un faisceau de licteur et surmontée d'un bonnet phrygien. Au premier plan, un coq gaulois, un canon et un obusier. Estampe anonyme, Paris, BnF, 1793.

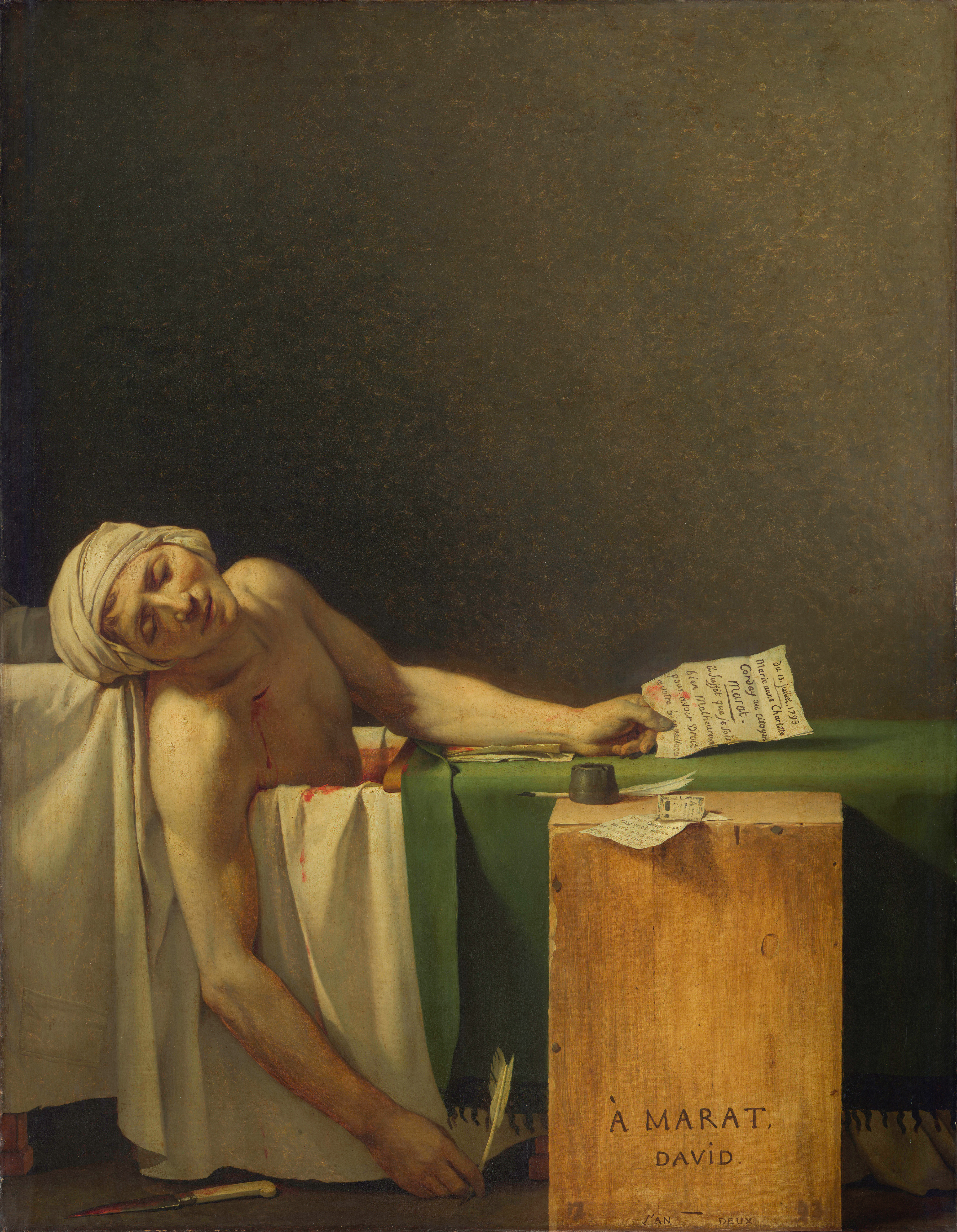
L'assassinat de Marat, par David, 1793.

L’exécution du roi le 21 janvier 1793, la politique de conquête et d’annexion de la Convention, l’agitation des révolutionnaires dans divers pays d’Europe ainsi que les révoltes vendéennes puis « fédéralistes », font rebondir la guerre à l’extérieur et la provoquent à l’intérieur, plaçant la République dans une situation mortelle. Avec la Première Coalition, c’est toute l’Europe absolutiste qui s’est liguée contre la France. Au printemps, avec l’offensive des coalisés, toutes les conquêtes qui ont suivi la victoire de Valmy sont perdues et la République se retrouve dans une situation militaire pire qu’en 1792 : très vite, les frontières sont franchies par les Autrichiens, les Prussiens, et les Anglais au nord et à l'est, les Espagnols au sud-ouest, les Piémontais au sud-est. À l’intérieur, l'insurrection vendéenne, devenue royaliste après sa reprise en main par les nobles, a pris de l’ampleur et s'étend sur plusieurs départements de l'Ouest de la France ; Saumur et Angers tombent (9 et 18 juin 1793), mais Nantes résiste (28 juin). Des révoltes royalistes se développent également en Lozère et dans la vallée du Rhône. La Convention prescrit alors, par décrets des 26 février et 12 août 1793, l'amalgame des deux armées françaises composées des régiments d'Ancien Régime et des bataillons de volontaires nationaux et que ces corps prendraient à l'avenir le nom de demi-brigades.
Après le coup de force qui met fin à l’hégémonie girondine, les montagnards se retrouvent seuls au pouvoir et dominent la Convention : avec les jacobins ils ont désormais la charge de conduire la guerre et de régler les problèmes politiques et sociaux engendrés par les circonstances. Après l'insurrection du 2 juin des sections parisiennes contre l’Assemblée, les députés girondins qui ont pu échapper à la répression parisienne appellent à la révolte contre Paris et sont soutenus par les autorités départementales dans de nombreuses régions de France. L’assassinat de Jean-Paul Marat le 13 juillet par Charlotte Corday, une jeune Normande, augmente les tensions politiques. La situation explique la radicalisation des mesures admises entre juin et septembre 1793.
Le 24 juin 1793, la Convention adopte une constitution très démocratique et décentralisée, ratifiée par référendum, la Constitution de l'an I. Le nouveau texte cherche à établir une véritable souveraineté populaire grâce à des élections fréquentes au suffrage universel, accorde aux citoyens la possibilité d'intervenir dans le processus législatif et reconnaît le droit à l’insurrection (ce qui légitime après coup les journées du 10 août et du 2 juin). Mais cette constitution n'entrera jamais en vigueur, car la Convention suspend son application le 10 août 1793. Saint-Just justifie cette décision en expliquant que « dans les circonstances où se trouve la République, la constitution ne peut être établie, on l'immolerait par elle-même. Elle deviendrait la garantie des attentats contre la liberté, parce qu'elle manquerait de la volonté nécessaire pour les réprimer ».

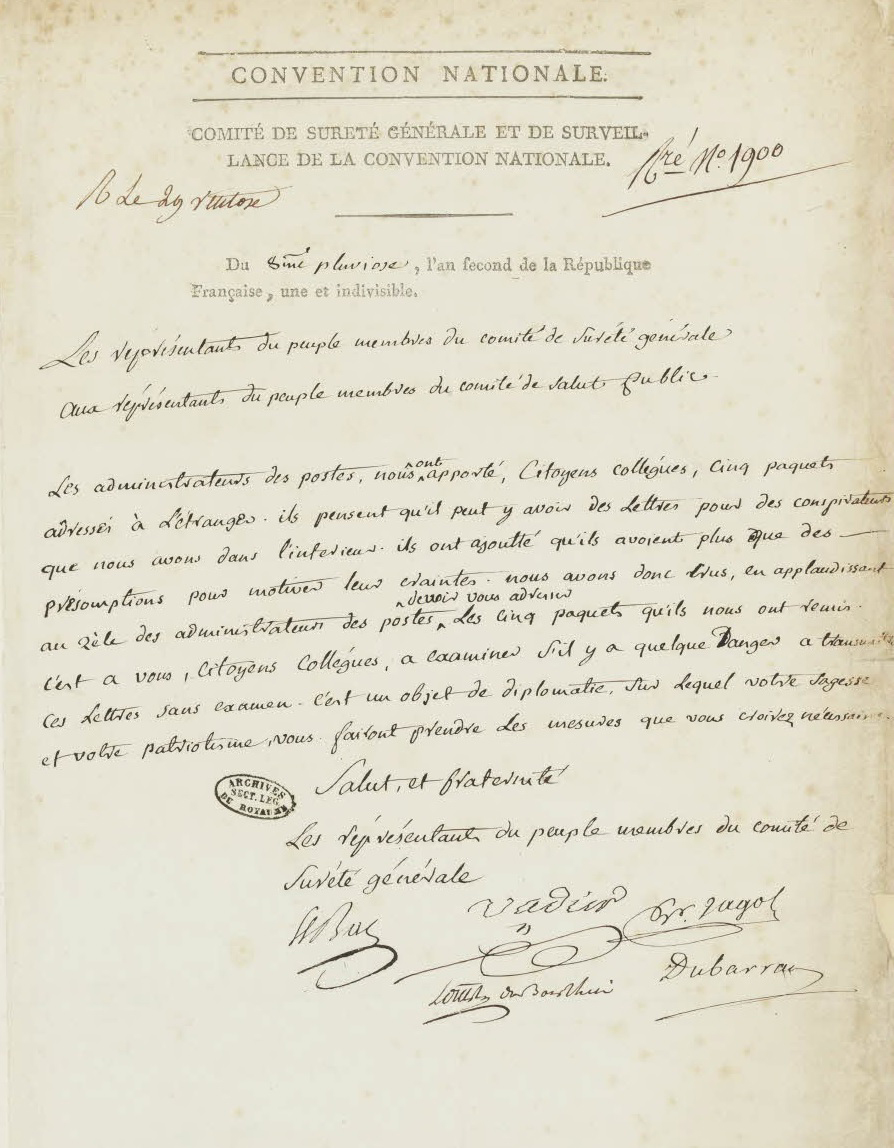
Lettre autographe adressée par le Comité de sûreté générale au Comité de salut public, signalant la présence suspecte de cinq paquets de lettres adressées à l'étranger, 27 janvier 1794 (Archives nationales de France).

Principal organe de gouvernement, le Comité de salut public est créé le 6 avril 1793 en remplacement du Comité de défense générale. La nouvelle instance est composée de neuf membres élus, issus de l’Assemblée, parmi lesquels figurent Danton et Barère. Le 10 juillet suivant, une crise interne et la gravité des évènements imposent son renouvellement : Danton, jugé trop modéré, est écarté ; le 27 juillet, le Comité est complété avec la nomination de Robespierre et les 14 août et 6 septembre 1793, par les autres membres. Le « Grand Comité de l'an II », qui doit gouverner la France jusqu’à la victoire, est né : il est créé pour agir et pour vaincre. Ses membres, au nombre de douze, sont réélus tous les mois par la Convention ; il a l'initiative des lois, le pouvoir exécutif, nomme les fonctionnaires et centralise le pouvoir ; il est dominé par la personnalité de Robespierre, qui impose la politique du Comité à la Convention et aux jacobins. Chaque membre du Comité se spécialise dans un domaine particulier, comme Carnot aux armées,.
Le Comité de sûreté générale est le second comité de gouvernement. Il est créé le 2 octobre 1792, et renouvelé le 12 septembre 1793. Les douze députés qui le composent, tous montagnards, sont aussi issus de la Convention. Parmi eux, Vadier, Amar ou Voulland s’y montrent inexorables. Le pouvoir du Comité est considérable : il dispose de droits particuliers sur les enquêtes, sur les arrestations, sur les prisons, ainsi que sur la justice révolutionnaire. Son autorité repose sur la Terreur qu’il cherche à étendre et à perpétuer. Une rivalité de compétences oppose cette instance au Comité de salut public. Pour appliquer les mesures adoptées, la Convention décrète (9 mars 1793) l’envoi systématique, dans les départements et aux armées, de certains de ses membres : les représentants en mission. Ceux-ci disposent de pouvoirs très étendus pour prendre les mesures qui leur paraissent nécessaires : rétablir l’ordre partout où il est perturbé et mettre en arrestation ceux qu’ils jugent suspects. Ces représentants procèdent deux par deux, prennent leurs arrêtés en commun et doivent rendre des comptes à la Convention.

### Redressement

#### Lois, mouvements populaires et renforcement gouvernemental

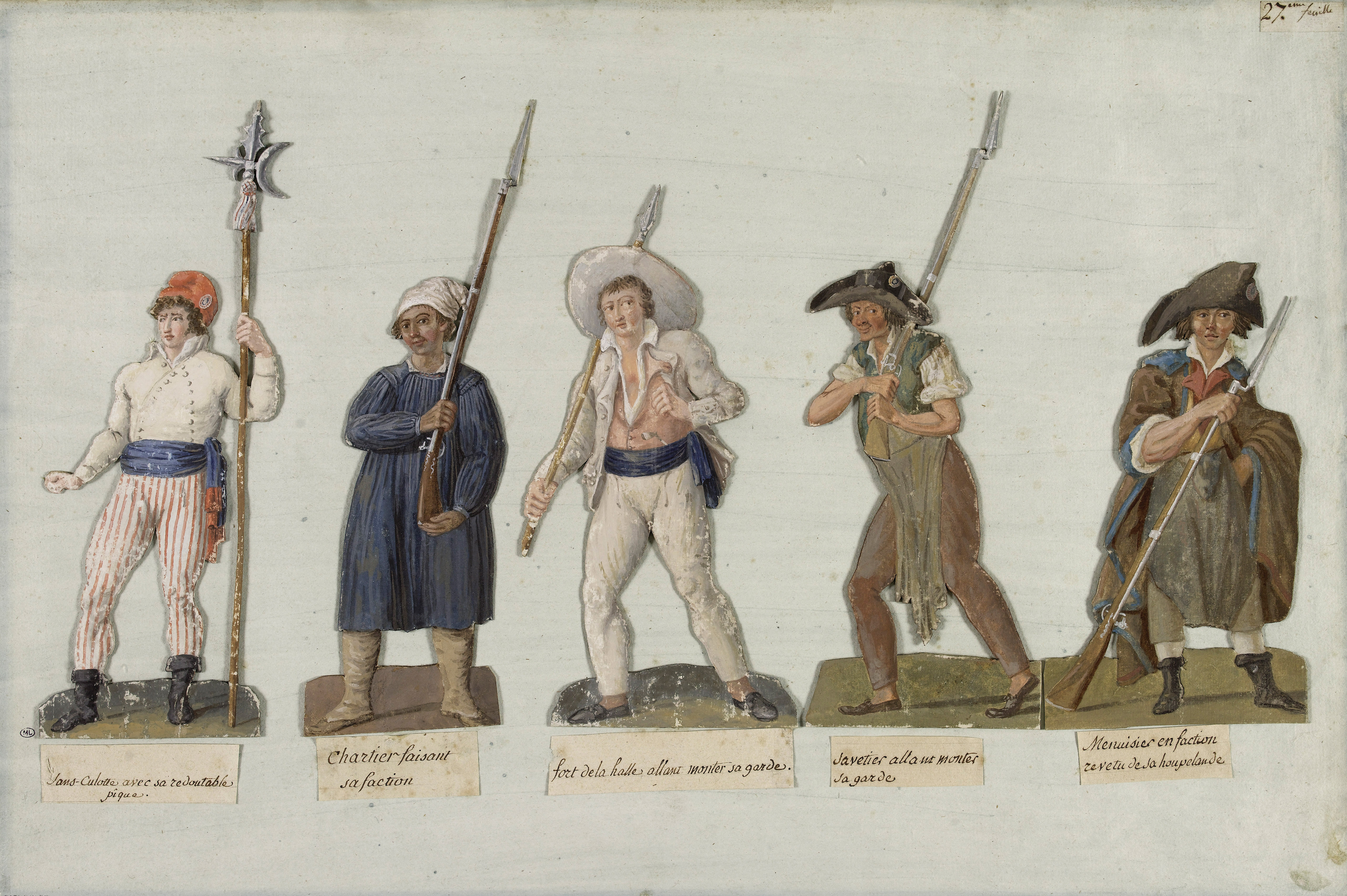
Sans-culottes en armes, gouache de Jean-Baptiste Lesueur, 1793-1794, musée Carnavalet.

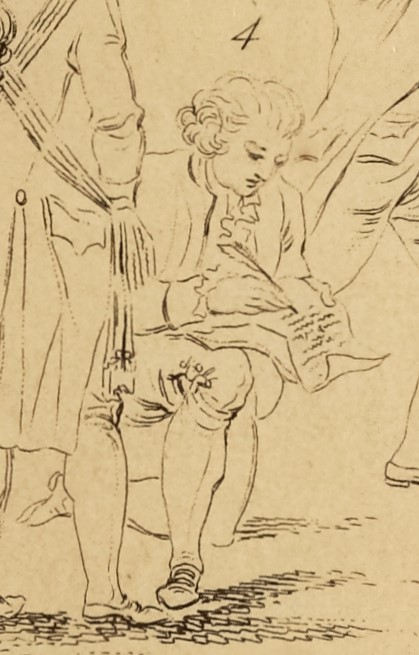
Jacques Roux, détail d'une estampe anonyme, fin du XVIIIe siècle, musée Carnavalet.

| |  |  |
| Représentation du Père Duchesne (à gauche), personnage type populaire dont le nom est repris par Jacques-René Hébert (à droite) comme titre de son journal. |  |  |

Après le 2 juin et l’arrestation des principaux chefs girondins, les montagnards pour gouverner doivent tenir compte des sans-culottes et de leurs représentants extrémistes, sur lesquels ils se sont appuyés pour vaincre leurs adversaires girondins, mais ils n'ont pas l'intention de partager le pouvoir avec ces derniers, ni accéder à leurs revendications. Les montagnards tentent au contraire de les contrôler au travers des jacobins, pour parvenir à couper court aux menaces d’insurrection que ces terroristes — que sont les Enragés — propagent régulièrement dans Paris et dont ils craignent d’être finalement les victimes. À leur arrivée au pouvoir, et comme leurs prédécesseurs, les montagnards se refusent à toucher à la liberté économique. Ils ne veulent pas prendre le risque d’être débordés en affrontant le mouvement populaire — dont ils reconnaissent le bien-fondé des revendications — et essayent plutôt d’en dénigrer les meneurs.
Néanmoins, le petit peuple des sans-culottes se préoccupe d’abord de la cherté et de la rareté des denrées. Les Enragés, qui se considèrent comme leurs représentants les plus authentiques, luttent depuis des mois — soutenus par le mécontentement populaire, — pour obtenir des améliorations sociales. La mort de Marat, le 13 juillet, permet au journaliste Jacques-René Hébert de se présenter comme son héritier, tout en reprenant à son compte le programme des Enragés. Hébert se trouve ainsi en concurrence avec ces derniers pour la succession politique de L’Ami du peuple. Dès lors, afin d’attirer à lui les sans-culottes parisiens, il lutte pour évincer l'ancien prêtre, Jacques Roux — surnommé le « prêtre rouge », l'un des chefs des Enragés —, qu’il accable et dénonce aux jacobins comme responsable des mesures de violences du 31 mai. À partir du 1er août 1793, Hébert, candidat au pouvoir, s’éloigne des montagnards et profite de l’instabilité sociale pour attaquer le gouvernement.
Toutefois, malgré leurs excès, le « prêtre rouge » et son groupe ne représentent pas en eux-mêmes un véritable danger pour le gouvernement, car malgré le soutien du peuple, ils ne jouissent d’aucun appui pour atteindre la sphère où se dispute le pouvoir. En revanche, le Club des cordeliers, dont Jacques-René Hébert est un des membres éminents, est autrement redoutable. En effet, le Club soutient Hébert, qui bénéficie déjà d’appuis multiples, même en province, et qui est entouré de nombreux partisans, les « hébertistes ». Hébert est également le fondateur du Père Duchesne, seul grand journal populaire — aux propos souvent démagogiques, et parfois orduriers — lequel, grâce à Vincent et à Bouchotte, est également diffusé dans les armées de la République. Enfin les « hébertistes » ont une grande influence sur la Commune de Paris. Après les journées de septembre et la disparition des « Enragés », Hébert et ses amis s’attaquent ouvertement aux montagnards, les identifiant à des « nouveaux brissotins » et cherchent à les éliminer en demandant l’épuration de la Convention.
Pour éviter d’offrir un terrain de propagande aux meneurs des sans-culottes, tout en calmant le mécontentement du peuple urbain touché par les difficultés d'approvisionnement, par la hausse du prix des denrées alimentaires et par la dévaluation du cours de l'assignat, le Comité de salut public se résout à prendre des mesures économiques. Dès le 26 juillet 1793, la Convention vote la peine de mort contre les accapareurs, c'est-à-dire contre ceux qui stockent les denrées alimentaires au lieu de les vendre. Cependant, si les montagnards doivent faire des concessions, ils résistent encore à la pression des sans-culottes en refusant de s’engager davantage dans l’économie dirigée, pour ne pas s’aliéner la bourgeoisie et la paysannerie : un refus formel est opposé aux autres exigences des extrémistes.

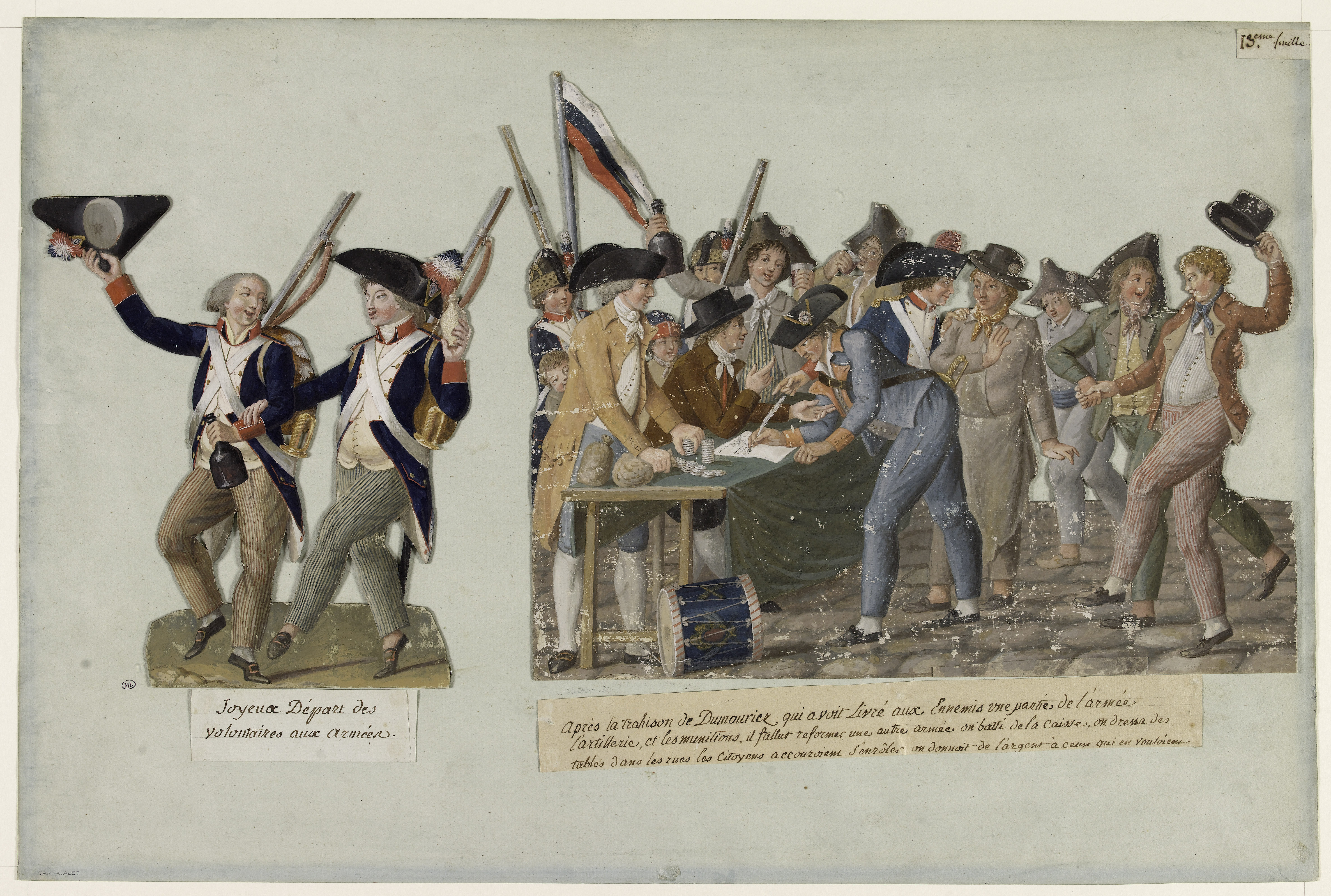
Joyeux départ des volontaires aux armées, gouache de Jean-Baptiste Lesueur, 1793, musée Carnavalet.

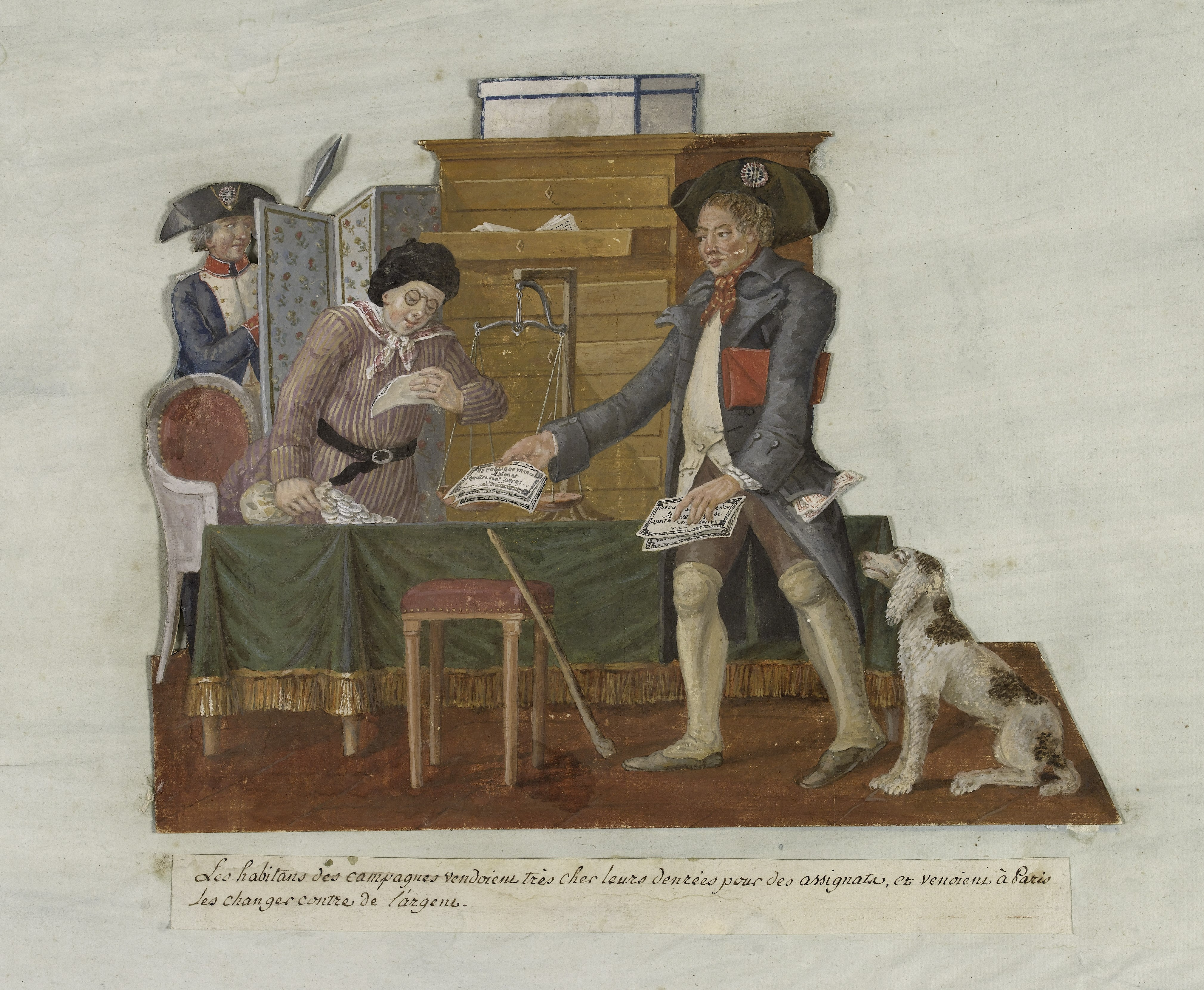
Paysan vendant ses denrées contre des assignats auprès d'un changeur. Gouache de Lesueur, musée Carnavalet.

Pourtant, le 23 août 1793, sous la pression populaire, la Convention cède, et après de longs débats, décrète la levée en masse. Celle-ci permet d'envoyer sous les drapeaux tous les jeunes gens de 18 à 25 ans, célibataires ou veufs, et sans enfants. Tous les Français doivent participer à l'effort et toute l'économie de la nation est tournée vers la guerre. De septembre 1793 au printemps 1794, la levée en masse fournit près de 400 000 hommes, portant l’armée à 750 000 soldats. La République se donne les moyens de vaincre en opposant à l’ennemi des forces supérieures sur toutes les frontières,. Onze armées sont ainsi créées.
La perte de Toulon (29 août 1793) affaiblit considérablement la position gouvernementale et sert de prétexte aux groupes radicaux pour provoquer les journées des 4 et 5 septembre 1793. La Convention est envahie et doit céder sur une série de mesures réclamées depuis longtemps, notamment : la levée d'une armée révolutionnaire parisienne pour la réquisition des grains et leur transport sur Paris, la rétribution des sans-culottes qui siègent dans les sections, puis, le 11 septembre, le maximum national des grains et des farines. Cependant, l’inertie du gouvernement provoque une nouvelle émeute le 22 septembre, l’obligeant à décréter, le 29 suivant, la loi du Maximum général, laquelle bloque les prix au niveau de ceux de 1790, augmentés de 30 %, et fixe le maximum des salaires. Enfin, le cours forcé de l'assignat est instauré. Mais ces mesures ne permettent pas de mettre fin aux difficultés de ravitaillement des villes. Le pouvoir d'achat des salariés, payés en assignats, ne cesse de s'éroder.

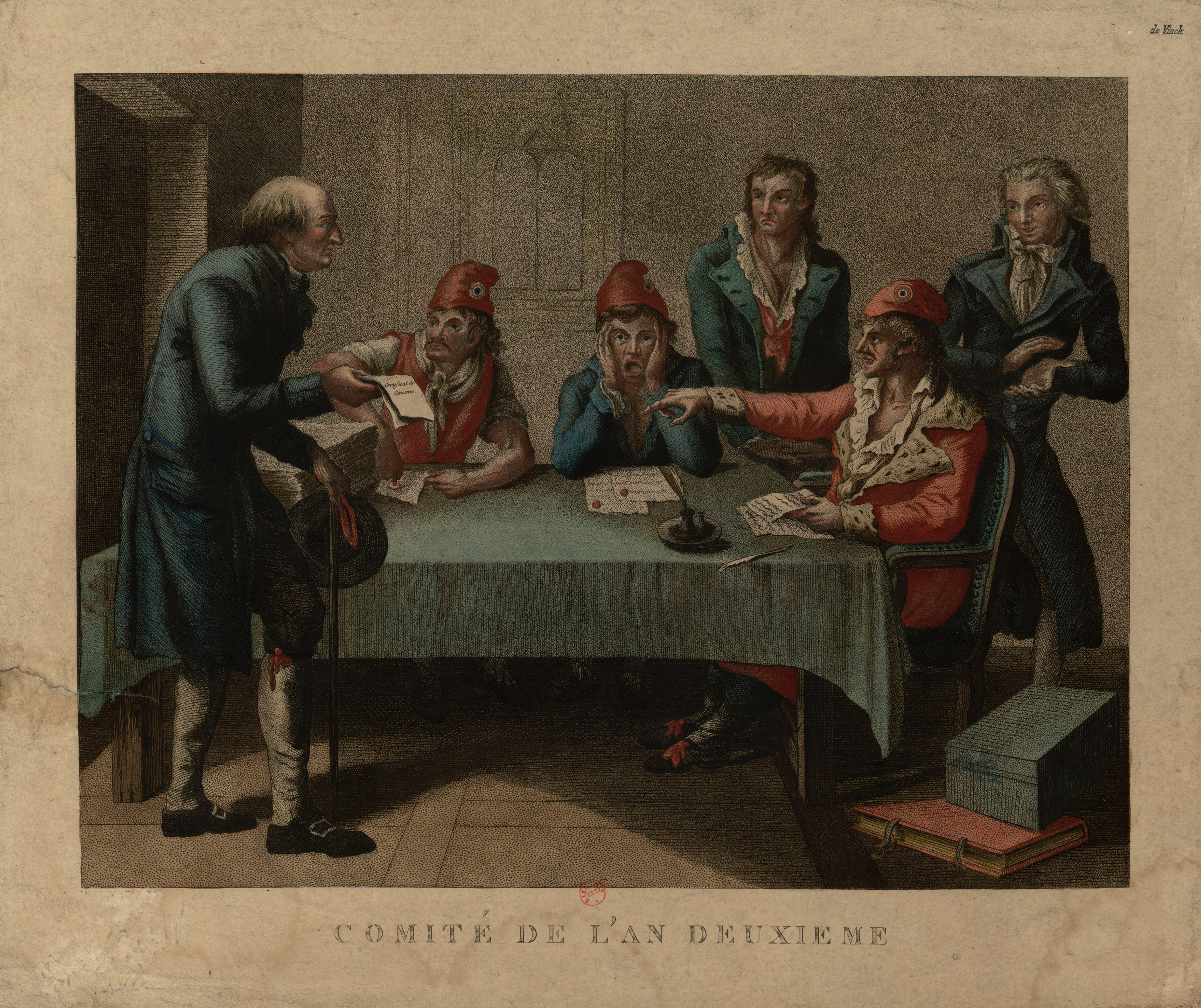
Un comité de surveillance révolutionnaire vérifie un certificat de civisme.
Paris, BnF, département des estampes, vers 1793-1794.

Imposée par la rue à la suite de ces journées révolutionnaires, la Terreur est « mise à l'ordre du jour » le 5 septembre 1793 : avec la dictature, cet état d'exception se trouve affermi par le renforcement de la centralisation. Le 17 septembre 1793, la Terreur est légalement instaurée avec la Loi des suspects. Le texte donne une définition très large des « suspects », ce qui permet de toucher tous les « ennemis de la Révolution » : entrent dans cette catégorie, les aristocrates, les émigrés, les prêtres réfractaires, les fédéralistes, les agioteurs, ainsi que leurs familles. Ces « ennemis » doivent être emprisonnés jusqu'au retour de la paix. Les sociétés populaires, contrôlées par les sans-culottes, reçoivent des pouvoirs de surveillance et de police. Cependant, l’effervescence de ces journées de septembre n’empêche pas le gouvernement de reprendre la situation en main.
Si les journées des 4 et 5 septembre 1793 sont une victoire des organisations populaires les plus combatives, elles sont aussi — non sans ambiguïtés — un succès des instances dirigeantes qui ont contourné les demandes des groupes radicaux à l’Assemblée, tout en poussant les plus extrémistes dans l’illégalité, : leur autorité en sort renforcée, mais elles ont dû se renouveler (13 septembre) et admettre des représentants des sans-culottes ; les Enragés évincés, les violences contre l’organisation révolutionnaire du Comité de salut public ont pris fin. C’est une nouvelle avancée vers un affermissement du gouvernement révolutionnaire. À partir de l’automne, les organisations populaires portent ombrage aux autorités et marquent le divorce naissant entre le gouvernement révolutionnaire et le mouvement populaire. C’est à cette période que la France change de forme de gouvernement.

#### Victoires et répressions

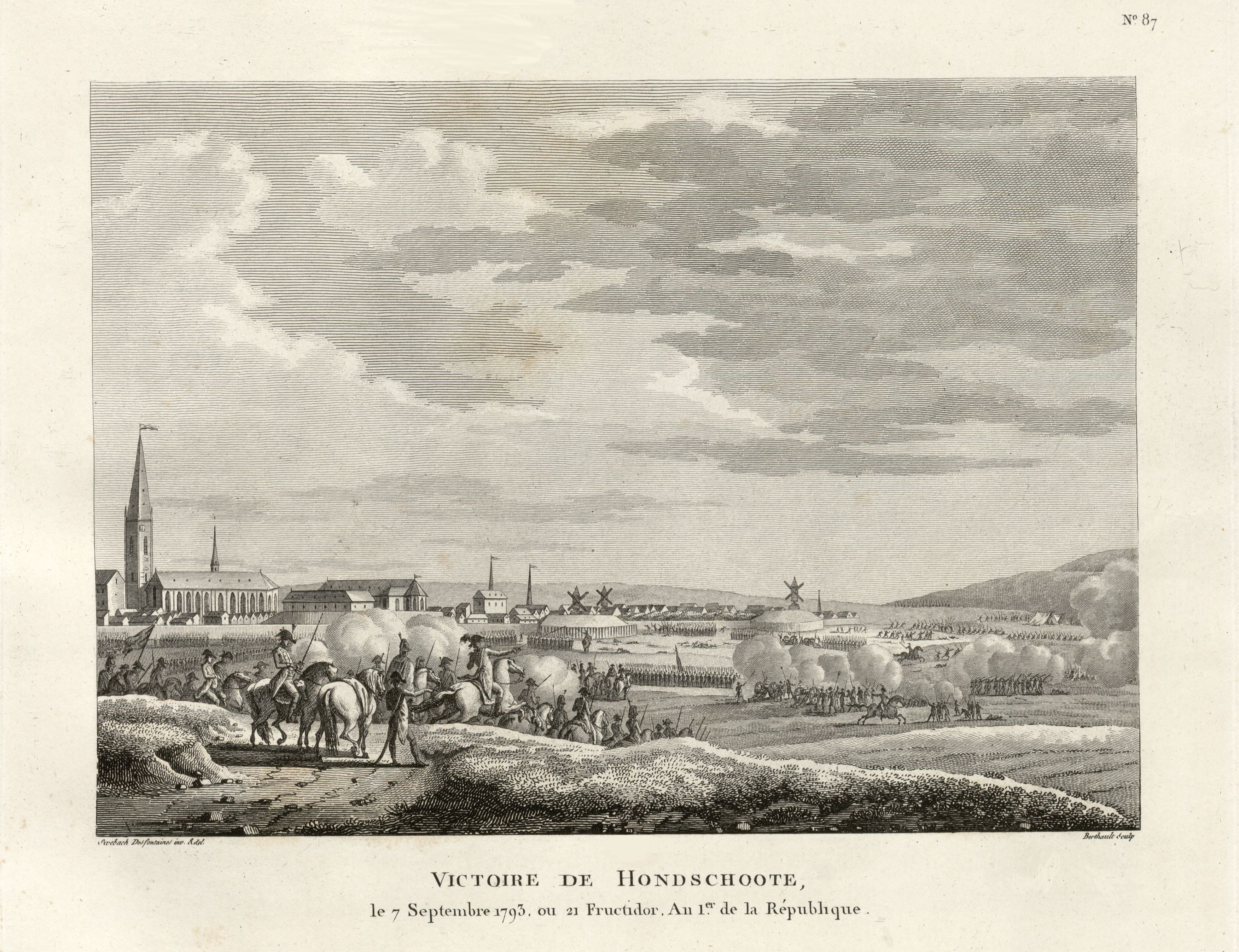
Bataille de Hondschoote, le 8 septembre 1793.

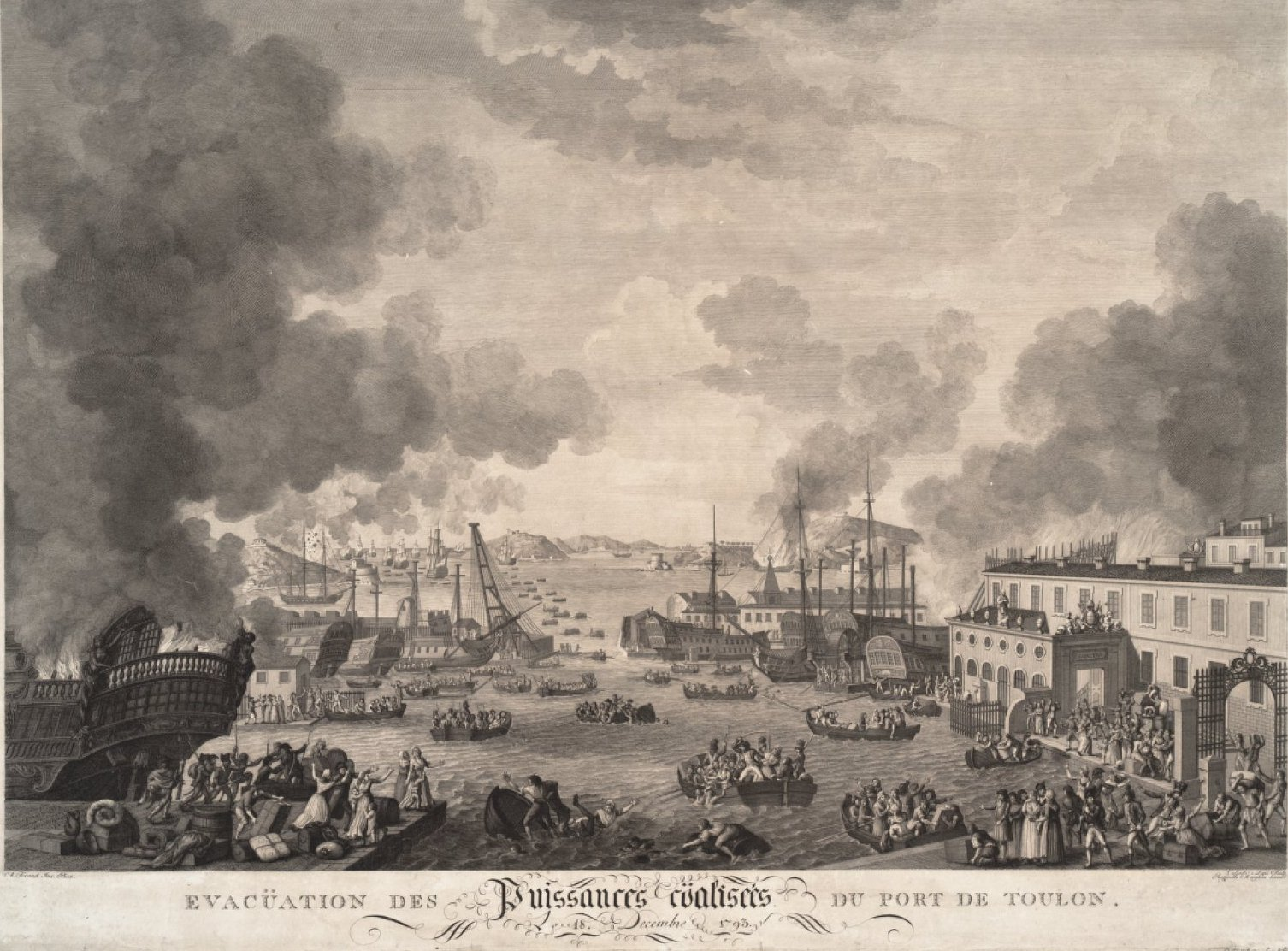
Évacuation de Toulon par les armées coalisées en décembre 1793.

La politique volontariste impulsée par le Comité de salut public permet de faire face et de redresser la situation, tant à l’intérieur qu’à l’extérieur : les premières mesures — favorisées par la mésentente des coalisés — sauvent la République et la Révolution. Dès le 8 septembre 1793, les armées républicaines remportent leurs premiers succès à Hondschoote, puis le 16 octobre suivant, à Wattignies : succès qui, sans être décisifs, permettent de ralentir l’invasion et justifient le redressement militaire français.
Les victoires de décembre (Wissembourg le 26 et Landau le 28) contre les Austro-Prussiens et les Saxons — et ceci, malgré l’échec à Collioure et Port-Vendres contre les Espagnols (décembre) —, mettent les coalisés, contenus sur l’ensemble des fronts, sur la défensive. Ainsi, l’entrée en guerre des Anglais, des Hanovriens et des Hollandais n’est pas parvenue à modifier les rapports de force en Europe. Mais sur le fond, pour la République, la situation militaire ne changera pas avant que les grandes mesures et l’effort de guerre décidés lors de la levée en masse ne se fassent pleinement sentir avec la grande offensive et les victoires du printemps 1794, lesquelles rejetteront l’ennemi au-delà des frontières et permettront à la France de se retrouver dans une situation proche de celle qui était la sienne à la fin de l'année 1792.
Sur le plan intérieur, la révolte « fédéraliste » s’essouffle. Par chance pour la Convention, les départements frontaliers lui sont restés fidèles et, comme le soulèvement est plus développé en surface qu’en profondeur, le pouvoir parisien ne tarde pas à recommencer de s’imposer dans les grandes villes : Marseille est reprise le 25 août 1793, Bordeaux, le 18 septembre, Lyon, le 9 octobre, alors que Toulon, livrée aux Anglais le 27 août, ne sera reconquise que le 19 décembre. Dans la plupart des villes reconquises, une répression brutale s’organise. Toutefois, à la suite du soulèvement provoqué par Pasquale Paoli dès le mois de mai, la Corse est perdue : hormis quelques ports, les Français n’y possèdent plus que Bastia, et le 19 janvier 1794, les Anglais, appelés par Paoli, commencent à occuper l’île.

#### Fin de la Vendée

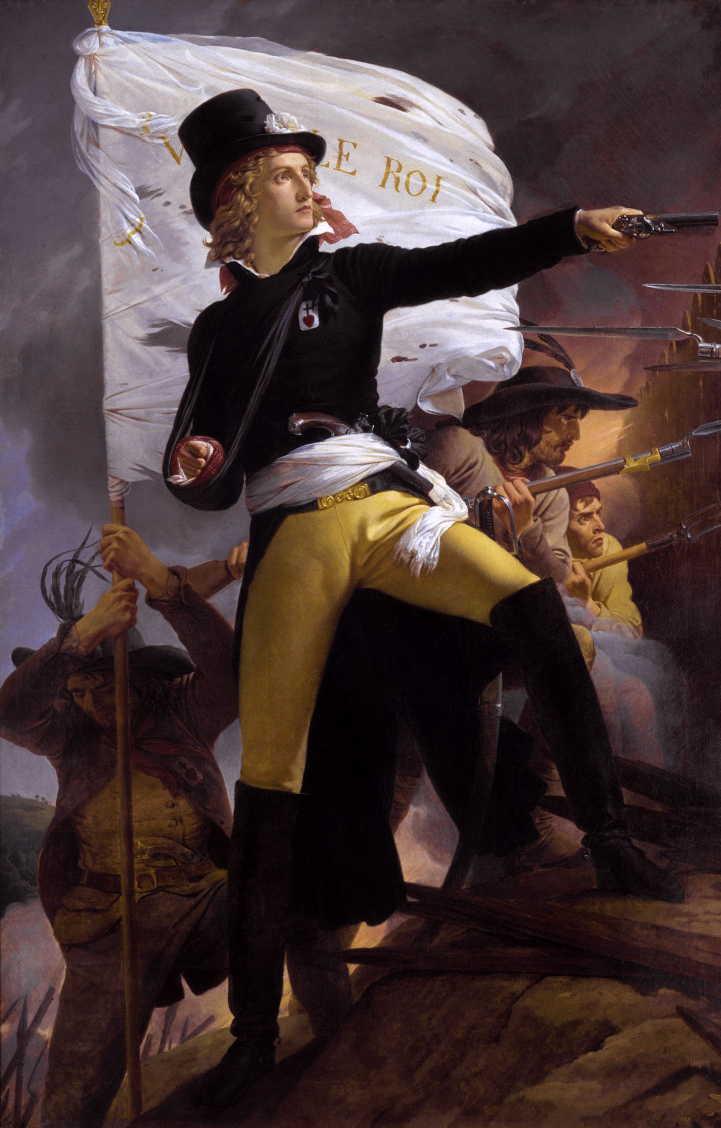
Henri de La Rochejaquelein, toile de Guérin, vers 1816.

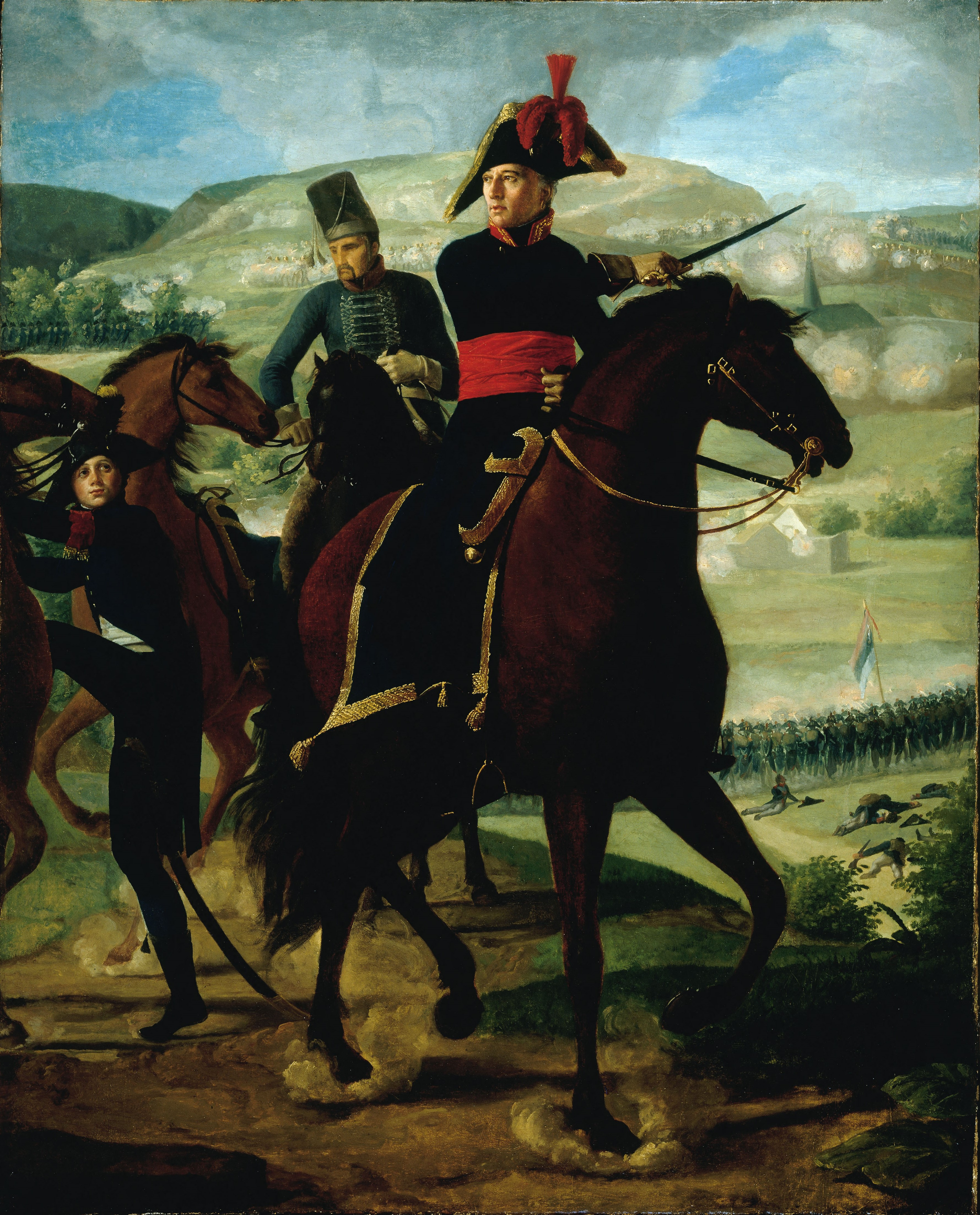
Louis Marie Turreau, toile de Louis Hersent, 1800, Paris, musée Carnavalet.

Après les revers du printemps et de l’été 1793, les troupes républicaines reprennent le dessus en automne et infligent une première défaite à l'Armée catholique et royale lors de la bataille de Cholet du 17 octobre. Toutefois, l'armée royaliste n'est pas détruite, ce qui permet à son nouveau chef, Henri de La Rochejacquelein, de tenter de prendre le port de Granville, dans le Cotentin, pour réaliser une jonction avec les Anglais et les émigrés qui doivent y débarquer. Cette expédition, connue sous le nom de virée de Galerne, se solde par un échec (14 novembre 1793). Après ce revers, les rescapés de l’armée royale se dirigent vers Le Mans, où ils sont écrasés (16-19 décembre). Le reliquat des troupes est ensuite massacré à Savenay (22-23 décembre 1793), : la grande Armée catholique et royale n’existe plus.
Les républicains reprennent le contrôle de la Vendée et des départements voisins insurgés et y mettent en place une répression terrible : les décrets des 1er août et 1er octobre 1793 organisent la destruction de la Vendée militaire. Entre décembre 1793 et février 1794, avec une extrême barbarie, le représentant en mission Jean-Baptiste Carrier fait exécuter plusieurs milliers de personnes à Nantes, où les noyades et les fusillades collectives sont restées sinistrement célèbres, À Angers, près de 2 000 femmes sont exécutées. La répression s’abat aussi sur Saumur. Le 17 janvier 1794, sont organisées les colonnes infernales commandées par le général Louis Marie Turreau. Dans le Bocage vendéen, ces colonnes brûlent les villages, massacrent la population sans faire de différence entre patriotes et rebelles, et en plus des meurtres, multiplient les viols et les infanticides.
Ces répressions d’une grande sauvagerie nourrissent une réaction hostile des Vendéens à l'égard du pouvoir révolutionnaire et produisent une nouvelle forme de lutte — une guérilla — qui permet encore au printemps de 1794 aux insurgés, sous le commandement de Stofflet ou de Charette, de remporter quelques succès ponctuels. Néanmoins, pour la plupart, ces combats prendront fin en 1795 et 1796, après l'arrestation et l'exécution de ces deux chefs. Il faudra pourtant attendre le concordat de 1801 pour que la Vendée soit plus durablement pacifiée.

### Stabilisation gouvernementale et crise populaire

#### Gouvernement révolutionnaire

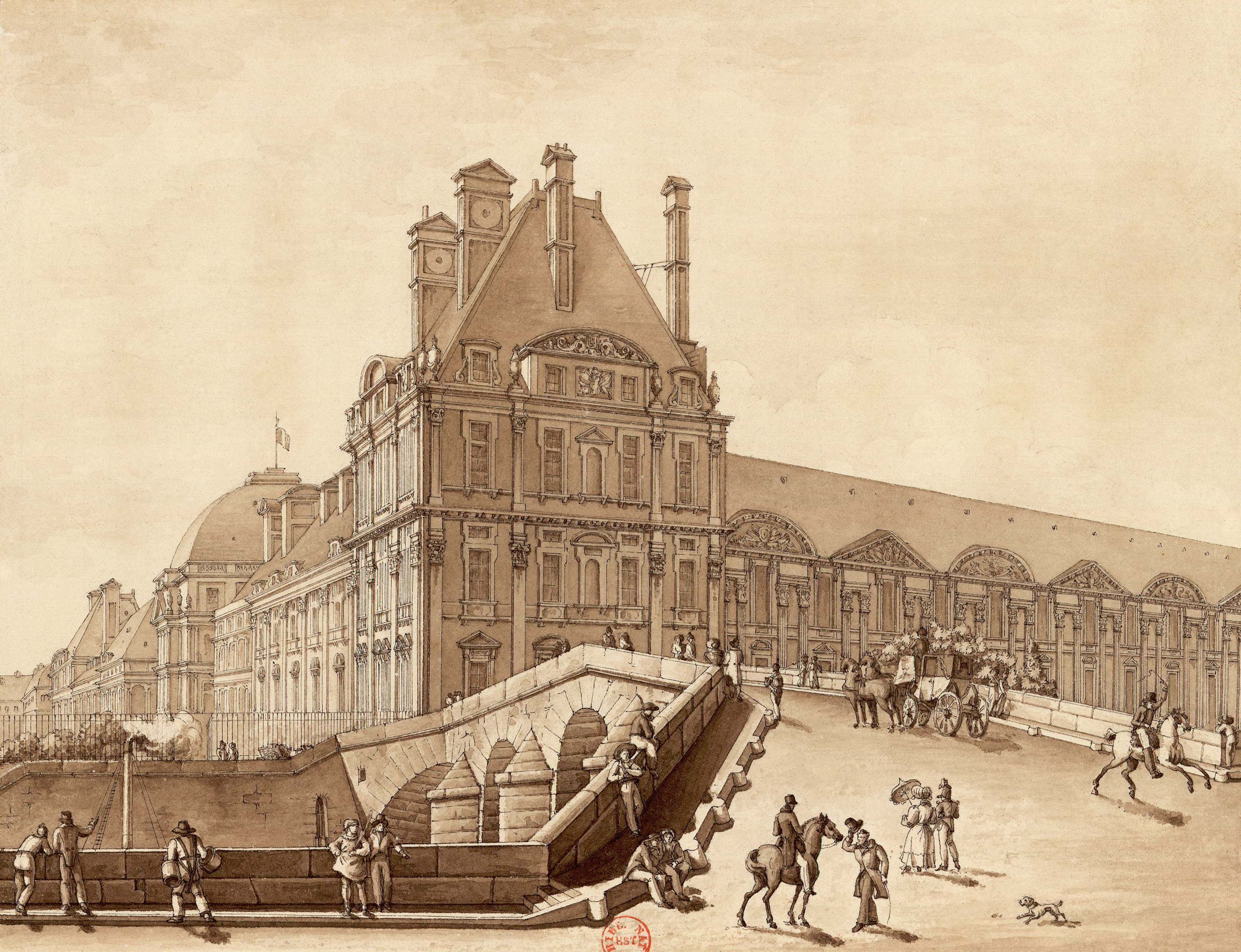
Vue, depuis le pont Royal, du pavillon de Flore, rebaptisé « pavillon de l'Égalité » sous la Révolution. Le Comité de salut public siège au rez-de-chaussée sur le jardin, dans l'ancien appartement de la reine.
Dessin à la plume et lavis à l'encre brune, 1814.

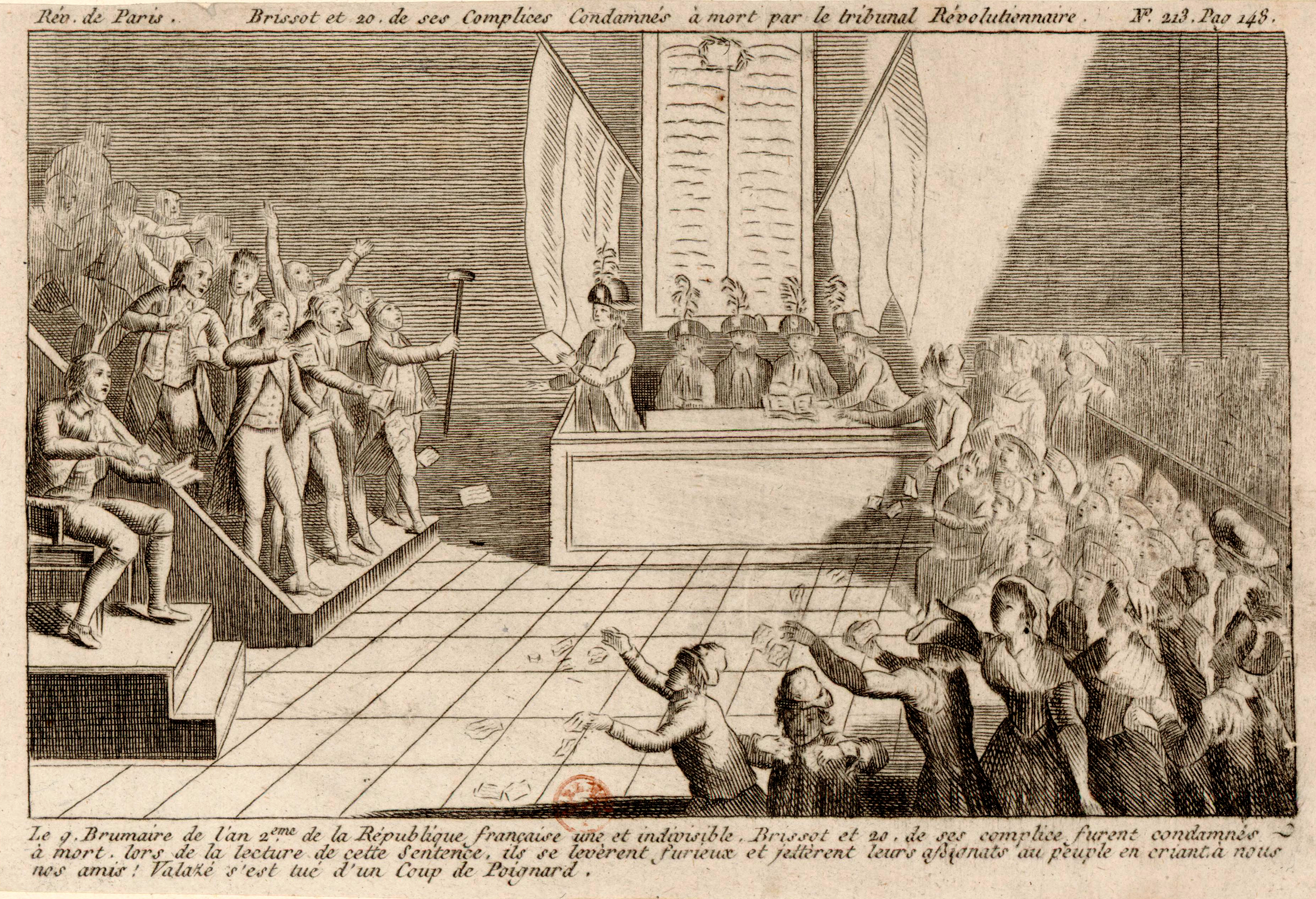
Brissot et vingt autres conventionnels girondins condamnés à mort par le Tribunal révolutionnaire, fin octobre 1793.
Estampe anonyme, Paris, BnF, 1793.

Dès avril 1793, l'exercice du pouvoir de la Convention est fixé dans ses grandes lignes. Sa charte, basée sur le rapport de Saint-Just du 10 octobre 1793 — qui déclare « le gouvernement révolutionnaire jusqu’à la paix » —, est nettement renforcée par le décret du 4 décembre 1793 (14 frimaire de l'an II). Ce gouvernement — le plus révolutionnaire et le plus républicain de la Révolution — sera le seul dont les statuts lui permettront de faire exécuter ses volontés. C’est un gouvernement de guerre, qui doit revenir à un régime constitutionnel (« régime de la liberté victorieuse et paisible »), dès que ses ennemis seront vaincus.
Pour le pouvoir constitué, il s'agit principalement de contrôler le processus anarchisant vers lequel tendent les sans-culottes parisiens. C'est ainsi que le décret du 14 frimaire an II constitue le premier effort pour coordonner les mesures révolutionnaires prises afin de bloquer les décisions des comités et des sections parisiennes. En conséquence, une constitution provisoire est mise en place pour la durée du gouvernement révolutionnaire. Ce décret en organise les moindres détails : il s’agit de mettre un terme aux initiatives désordonnées des représentants en mission, de renforcer la centralisation, de supprimer aussi les « armées révolutionnaires départementales », ainsi que les tribunaux révolutionnaires locaux : désormais, le seul Tribunal révolutionnaire se tiendra à Paris. La Convention devient le « centre unique de l’impulsion du Gouvernement », puisque c'est elle qui élit les deux comités de gouvernement — Comité de salut public et Comité de sûreté générale, dont la loi fixe les compétences, ainsi que celles des autres institutions de la République.

#### Déchristianisation

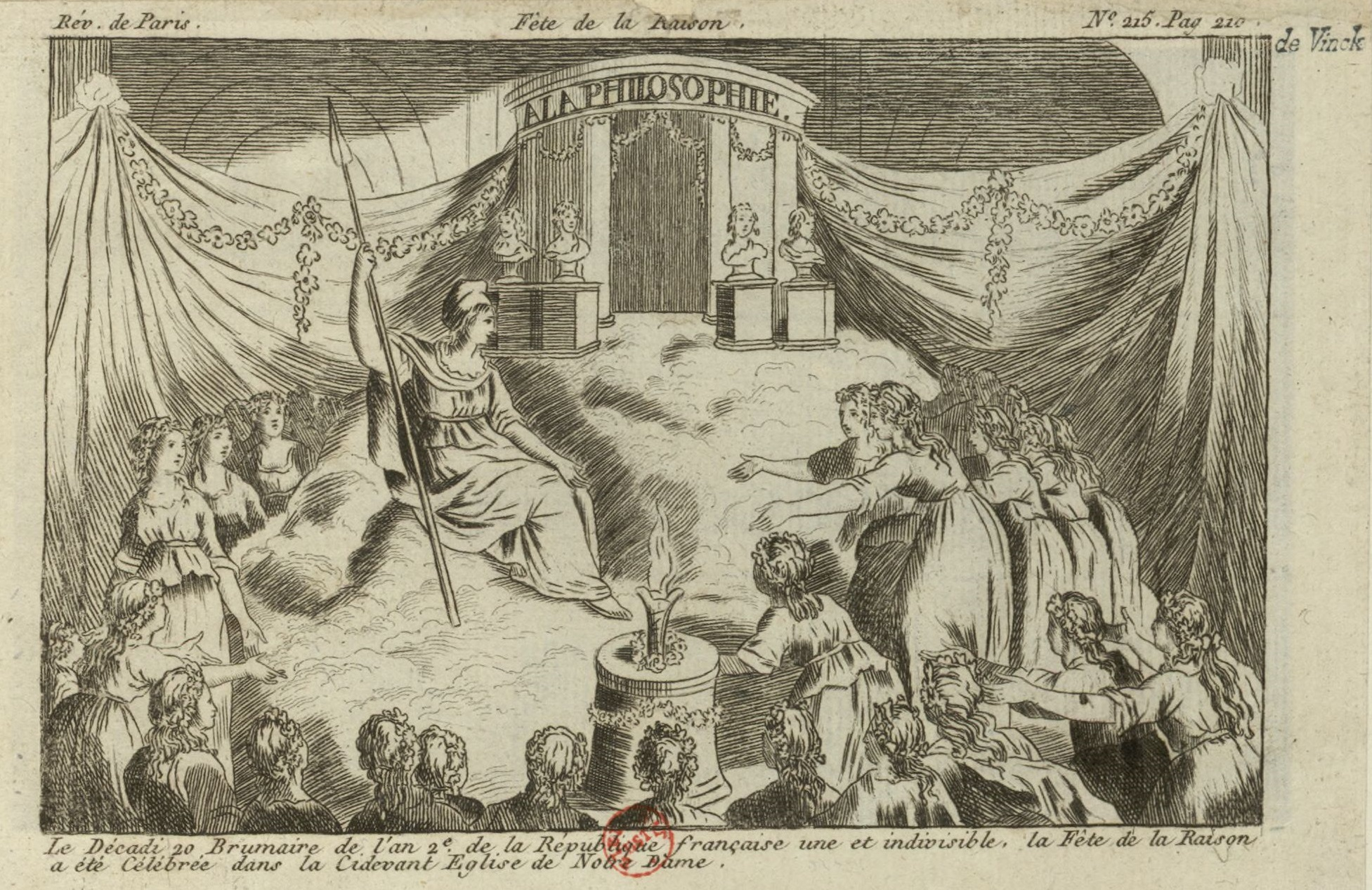
Fête de la Raison à Notre-Dame de Paris le 10 novembre 1793. Une montagne est édifiée dans le chœur, une actrice personnifie la Liberté. La Convention vient assister à la cérémonie.
Estampe, Paris, BnF, 1793.

Dès le début de la Révolution, les multiples fractures apparues entre le clergé et les révolutionnaires créent une dynamique de crise qui s'envenime progressivement avec la radicalisation des évènements : c'est ainsi que la déchristianisation précède la Terreur et finit par se confondre avec elle. Née en province, où les premières manifestations se développent visiblement en août 1793, la déchristianisation connaît un démarrage relativement tardif à Paris. Organisé, mais non imposé, ce mouvement s'étend dans de nombreux départements. Iconoclasme, vandalisme et blasphèmes anti-chrétiens vont être officiellement encouragés par les représentants en mission et par les sociétés populaires, accélérant ainsi l’écroulement de l'Église constitutionnelle, patiemment mise en place depuis 1791.
Les hébertistes utilisent ce mouvement pour déstabiliser le gouvernement et développent le culte des martyrs de la Révolution, alors que la Convention adopte le calendrier républicain le 5 octobre 1793. Le 10 novembre suivant, la fête de la Raison est célébrée dans la cathédrale Notre-Dame de Paris, transformée en temple de la Raison pour l’occasion : l’hébertisme semble alors maître de la ville et de la Révolution. Le 23 novembre, la Commune ordonne la fermeture des églises. Mais le Comité de salut public, autant que les robespierristes, sont hostiles à la déchristianisation et redoutent les dangers que fait courir ce mouvement à la République, tant à l’intérieur qu’à l’extérieur.
L’intervention de Danton, appuyé par Robespierre, donne à réfléchir aux dirigeants de la Commune et, dès lors, le mouvement reflue. Mais le Comité de salut public, s’il rappelle le principe de la liberté de culte (6 décembre 1793), n'est pas en mesure faire respecter celle-ci normalement, et n’obtient là qu’un succès de principe . Contenu à Paris, le mouvement balaiera le pays pendant des mois encore.

#### La lutte des factions
| |  |  |
| Camille Desmoulins et la une du troisième numéro de son journal Le Vieux Cordelier (15 décembre 1793). |  |  |

Si en décembre 1793 la situation militaire commence à s’améliorer, celle du « petit peuple » n’a guère progressé et le mécontentement des sans-culottes demeure. Avec la disparition des enragés, Hébert et les cordeliers se retrouvent au premier plan des républicains « exagérés » et profitent de la situation sociale pour demander des mesures toujours plus radicales,.
Cette surenchère des ultra-révolutionnaires indispose les « indulgents » qui supportent mal les discours enflammés des partisans de la Terreur. Pour eux, en effet, une fois la guerre intérieure terminée et l’invasion contrôlée, la Terreur et son cortège de contraintes économiques et sociales n’ont plus de raison d’être. Dès lors, ils se lancent dans une campagne pour l’indulgence, et Danton réclame « l’économie du sang des hommes » (2 frimaire-22 novembre 1793) alors que, de son côté, son ami Desmoulins, dans son nouveau journal Le Vieux Cordelier (15 frimaire-5 décembre), s’attaque aux exagérés et demande la mise en place d'un comité de clémence. C'est ainsi que s’est formée la faction des indulgents (ou dantonistes ou modérés ou citras), face à celle des ultras (ou hébertistes ou exagérés).

#### Drame de germinal
En luttant contre les factions des ultra-révolutionnaires et des indulgents, le Comité de salut public poursuit son objectif de stabilisation de la Révolution. Lors de la lutte contre la déchristianisation, le Comité impose son point de vue au mouvement populaire et donne des garanties aux indulgents tout en faisant croire aux uns et aux autres qu’il est favorable à leurs revendications , Robespierre, pour sa part, s’étant un temps rapproché des indulgents. Or, il n’en est rien, car pour le gouvernement, il ne s’agit pas seulement de vaincre, mais d’anéantir l’ennemi — le coalisé, comme le royaliste —, et pour imposer la paix, la Terreur est l'outil qui lui paraît indispensable. L’hiver 1793-1794, extrêmement dur pour le peuple, touché par le froid et la faim, est l’allié des extrémistes. Une nouvelle fois, Hébert en profite pour pousser les sans-culottes dans la voie de la violence : on pouvait craindre alors un nouveau 31 mai, ainsi qu’un renouvellement des massacres de Septembre.

##### Abolition de l'esclavage dans les colonies

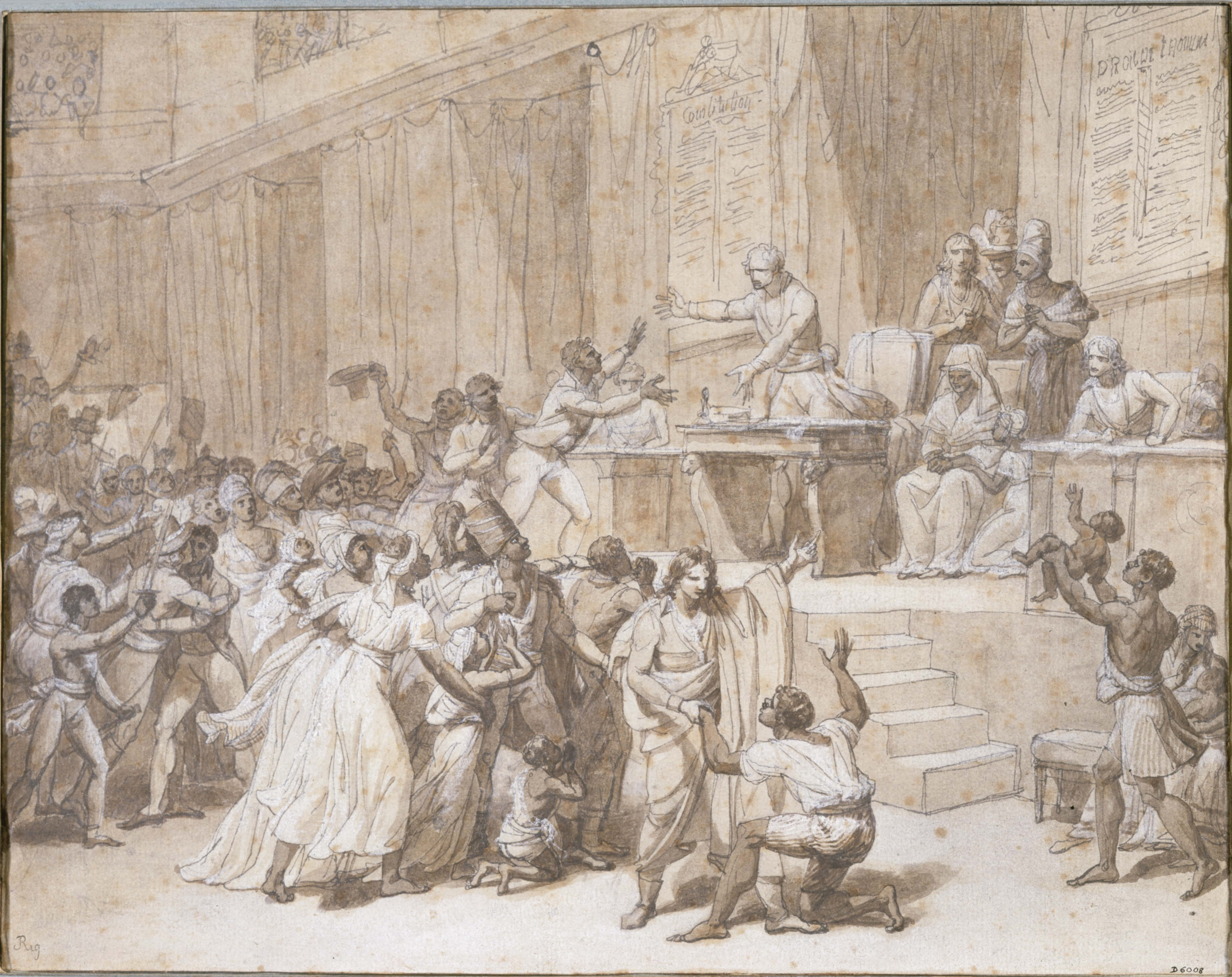
Proclamation du décret d'abolition de l'esclavage du à la Convention nationale. Dessin, Paris, musée Carnavalet.

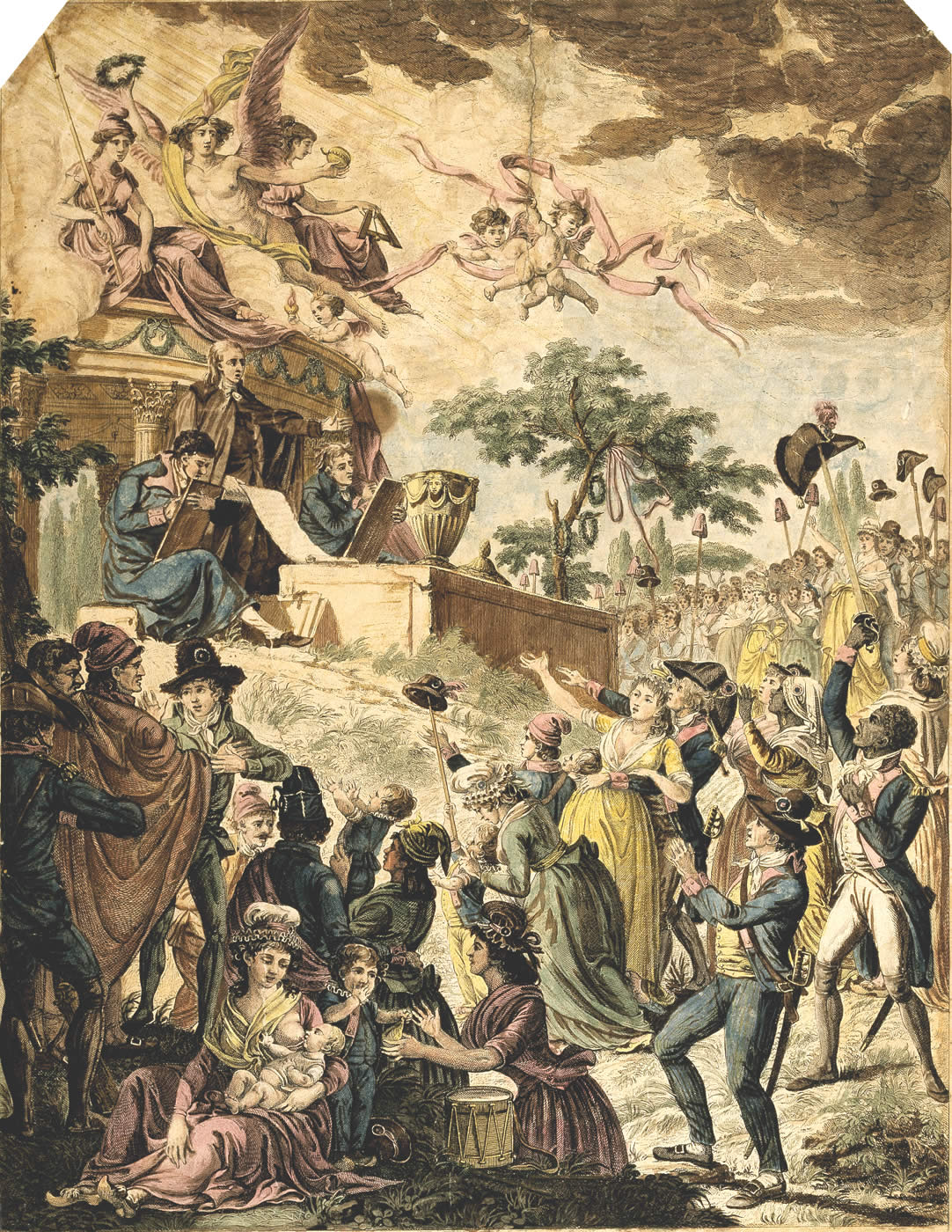
Discours de Chaumette lors de la fête de l'abolition le 18 février 1794 dans Notre-Dame, devenue Temple de la Raison.

Les divers groupes de la Montagne et de la Commune s'entendent provisoirement pour proclamer, au nom de l'égalité et du genre humain, l'émancipation des Noirs dans les colonies : le 15 pluviôse an II (3 février 1794), trois nouveaux députés de Saint-Domingue — Dufay (Blanc), Mills (métis) et Belley (Noir) — sont admis à l'Assemblée nationale. Le lendemain, 16 pluviôse (4 février), l'esclavage colonial est aboli après interventions de Levasseur, Lacroix, l'abbé Grégoire, Cambon, Danton, Bourdon de l'Oise. Dans toutes les parties de la République, les gens de couleur sont désormais libres et égaux : les esclaves sont non seulement libérés de leurs chaînes, mais ils sont également pleinement citoyens et peuvent participer aux élections. Le soir même, les trois députés de Saint-Domingue sont chaleureusement accueillis au Club des jacobins par Simond, Momoro, Maure… La mesure abolitionniste est également saluée par La Feuille du salut public, organe officieux du Comité de salut public. Enfin, le 30 pluviôse (18 février), le décret fait l'objet d'une cérémonie au temple de la Raison (Notre-Dame de Paris) sous la houlette de Chaumette, qui suscitera quelques jours après chez Hébert « la grande joie » du Père Duchesne.
Les décrets de ventôse (26 février et 3 mars 1794) — manœuvre du gouvernement pour couper les sans-culottes de leurs chefs ultra-révolutionnaires, — légalisent la séquestration des biens appartenant aux personnes reconnues comme ennemies de la République, ces biens devant servir à soulager les malheureux. Mais ces mesures ne suffisent pas à calmer l’agitation sans-culottes et Jacques-René Hébert a beau jeu de dénoncer la faction des « endormeurs » de la Convention, ceux qui veulent mettre sur un même pied les « vrais patriotes » et les indulgents, « qui veulent détruire les échafauds parce qu’ils craignent d’y monter ».
La situation étant explosive, le pouvoir révolutionnaire redoute le pire. Des révélations concernant les factions confirment les appréhensions de Robespierre et Saint-Just. En effet, à l’automne 1793, la « faction hébertiste » est dénoncée auprès des comités par deux montagnards (Fabre d'Églantine le 27 septembre et François Chabot le 14 novembre), soupçonnée de tremper dans une vaste « conspiration avec l’étranger »,. Le pouvoir cependant ne veut pas ébruiter cette affaire, de crainte de discréditer la Montagne et de rompre son unité. En effet, durant cette période, Robespierre n'est pas en mesure de s’attaquer à la Commune de Paris, forteresse sans-culottes, soutenue par certains membres des comités de gouvernement soucieux de protéger Hébert.

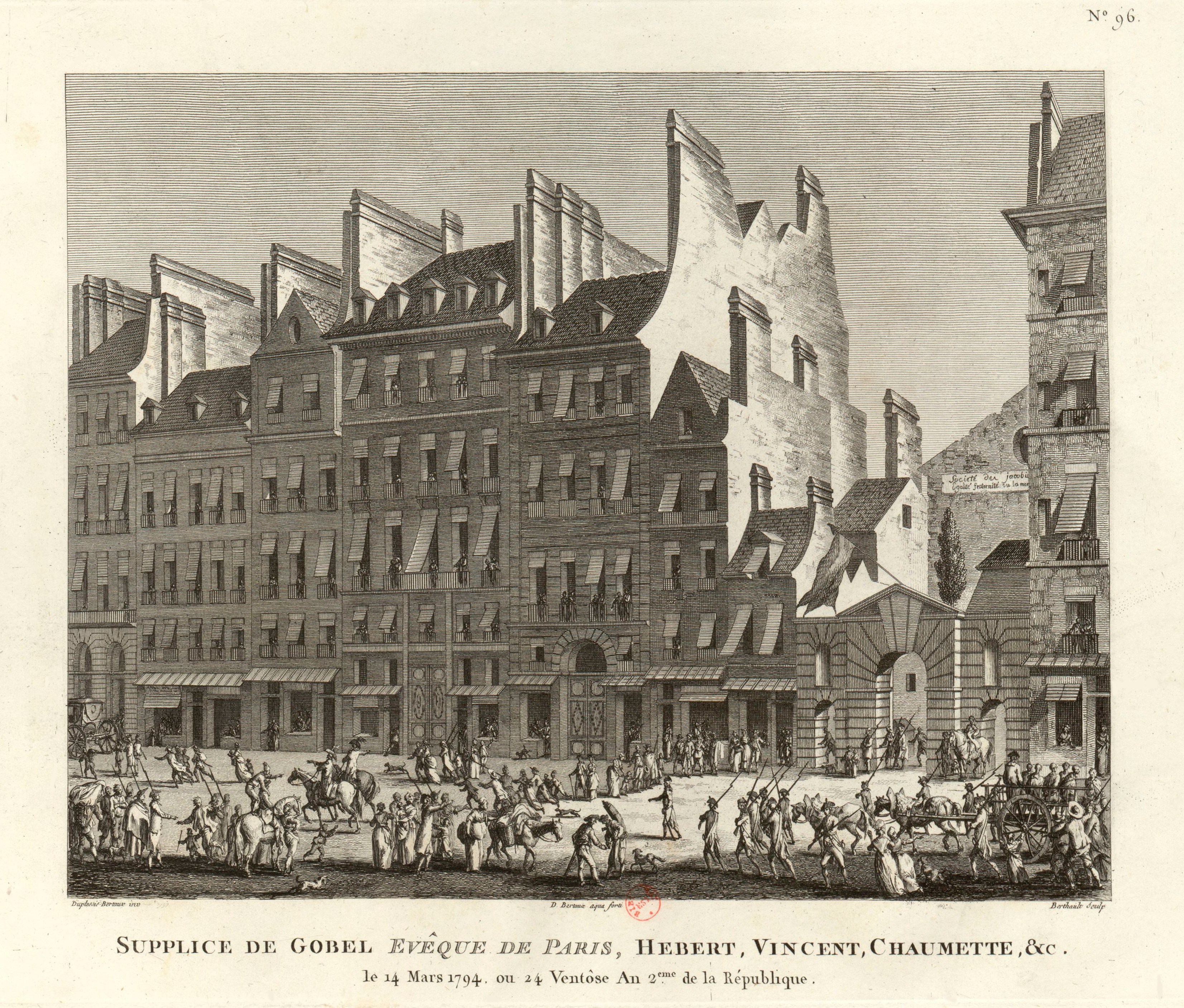
Hébert, Vincent, De Kock, Clootz et Ronsin sur la charrette les menant à la guillotine. La légende est incorrecte : Hébert et Vincent ont été exécutés le 4 germinal an II, Chaumette et Gobel le 24 germinal.
Tableaux historiques de la Révolution française, BnF, département des estampes, 1802.

Pourtant, au printemps suivant, le renforcement du gouvernement, l’affaiblissement des factions rivales ainsi que l’entente entre les deux comités modifient la situation et permettent à l'assemblée d’agir, d’autant que les ultras, qui recommencent à s’agiter, en fournissent l’occasion. Un plan d’insurrection contre la Convention, imprudemment proclamé par Ronsin, puis repris par Vincent et Hébert (4 mars 1794), précipite la décision. Après une vaine tentative de conciliation de Collot d’Herbois, sous l’impulsion de Robespierre — qui veut abattre la faction qu’il juge la plus dangereuse —, le rapport de Saint-Just du 10 mars suivant à la Convention conduit à l’arrestation des principaux chefs hébertistes (Jacques-René Hébert, Momoro, Ronsin et Vincent) dans la nuit du 23 au 24 ventôse an II. Quelques jours plus tard, ils sont traduits devant le Tribunal révolutionnaire. Amalgamés à des agents du « complot de l’étranger », à la suite d’un procès truqué, ils sont condamnés à mort et exécutés le 24 mars 1794 (4 germinal de l'an II).
Après s’être débarrassés des hébertistes, Robespierre et Saint-Just — sous la pression de Vadier et ses alliés du Comité de sûreté générale —, épaulés par Collot d’Herbois et Billaud-Varenne, reprennent à leur compte le combat contre les indulgents. Cependant, l’Incorruptible hésite à se joindre à ceux qui demandent la mise en accusation de Danton, mais cède finalement après l’échec des entrevues de la fin de ventôse et de début germinal.

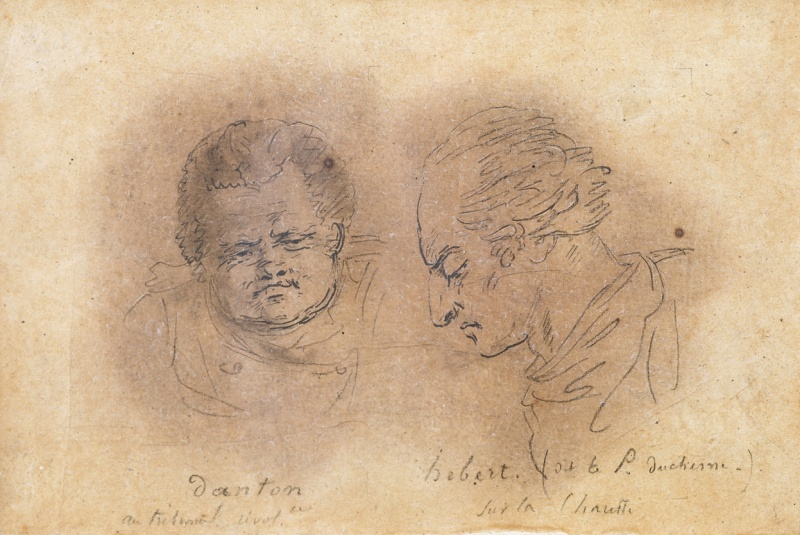
Hébert conduit à la guillotine (à droite), et Danton durant son procès (à gauche). Croquis pris sur le vif par Dominique Vivant Denon (collection particulière).

Le rapport du 23 mars 1794 (3 germinal de l'an II) de Saint-Just sur « les factions de l’étranger » est présenté le lendemain à la Convention, qui donne son accord à cette requête présentée comme une ultime purge parlementaire, alors que Vadier, grand ennemi du Tribun, emporte la décision de faire arrêter les modérés avant le vote du décret d’accusation. Danton, qui a refusé de fuir (« On n’emporte pas la patrie à la semelle de ses souliers ! »), est arrêté dans la nuit du 9 au 10 germinal an II avec ses amis : Camille Desmoulins, pourtant proche de Robespierre, Fabre d'Églantine, compromis dans l’affaire de la Compagnie des Indes, ainsi que treize autres dantonistes ou suspects. Jugés le 2 avril (13 germinal) suivant, ils sont mis dans le même sac que des affairistes accusés de spéculation, puis sont condamnés à mort et guillotinés le 5 avril suivant (16 germinal), après un procès tout aussi truqué que celui des hébertistes. L'aile droite des montagnards n’existe plus.
Le 4 avril 1794 (15 germinal de l'an II), au cours du procès des indulgents, éclate la « Conspiration des prisons » — appelée également « conspiration du Luxembourg » —, révélée par un prisonnier, Alexandre de Laflotte. Le but de l'opération — faire évader les indulgents inculpés à la faveur d’un soulèvement des prisons — paraît plausible à Robespierre et à Saint-Just. Ce complot serait tramé par le général Arthur de Dillon et un autre détenu, le député du Bas-Rhin Philibert Simond. Accusée de financer l’opération, Lucile Desmoulins est incarcérée à Sainte-Pélagie. Le 12 avril (23 germinal) suivant, sous le motif d’avoir voulu « … massacrer les représentants du peuple et replacer sur le trône le fils du tyran… », les accusés, après un jugement sommaire, sont condamnés à mort. Amalgamés à Pierre-Gaspard Chaumette, oublié du procès hébertiste, à Gobel, évêque abdicataire de Paris, à la veuve Hébert, ainsi qu’à vingt-trois autres accusés, cette nouvelle fournée, de vingt-neuf condamnés, est amenée à l’échafaud dès le lendemain. Les trois phases de la purge de germinal auront fait près de soixante victimes, dont onze députés.

##### Aboutissement et conséquences
Le dénouement et les suites des événements de germinal sont d’une grande importance, car ils signifient que le pouvoir a la volonté de refermer la période de « guerre civile » qu’entretenaient les factions, et de se lancer dans la fondation de la nouvelle société attendue depuis les débuts de la Révolution. Mais, dans l’immédiat, en ce printemps 1794, si le contrôle de la vie politique marque une victoire tactique du Comité de salut public et de Robespierre, l'antagonisme croissant de ces élus avec les mouvements populaires scelle le divorce avec les masses , car, au lendemain de l’exécution des principaux fondateurs de la Terreur, le désarroi de nombreux sans-culottes est manifeste, alors que les liens de « fraternité républicaine » qui les associaient aux autorités, se distendent et se rompent : la Révolution se trouve à l’arrêt. Ainsi, de germinal à thermidor, les relations entre le gouvernement révolutionnaire et le mouvement populaire ne cesseront de se dégrader.

### Robespierre et la Terreur

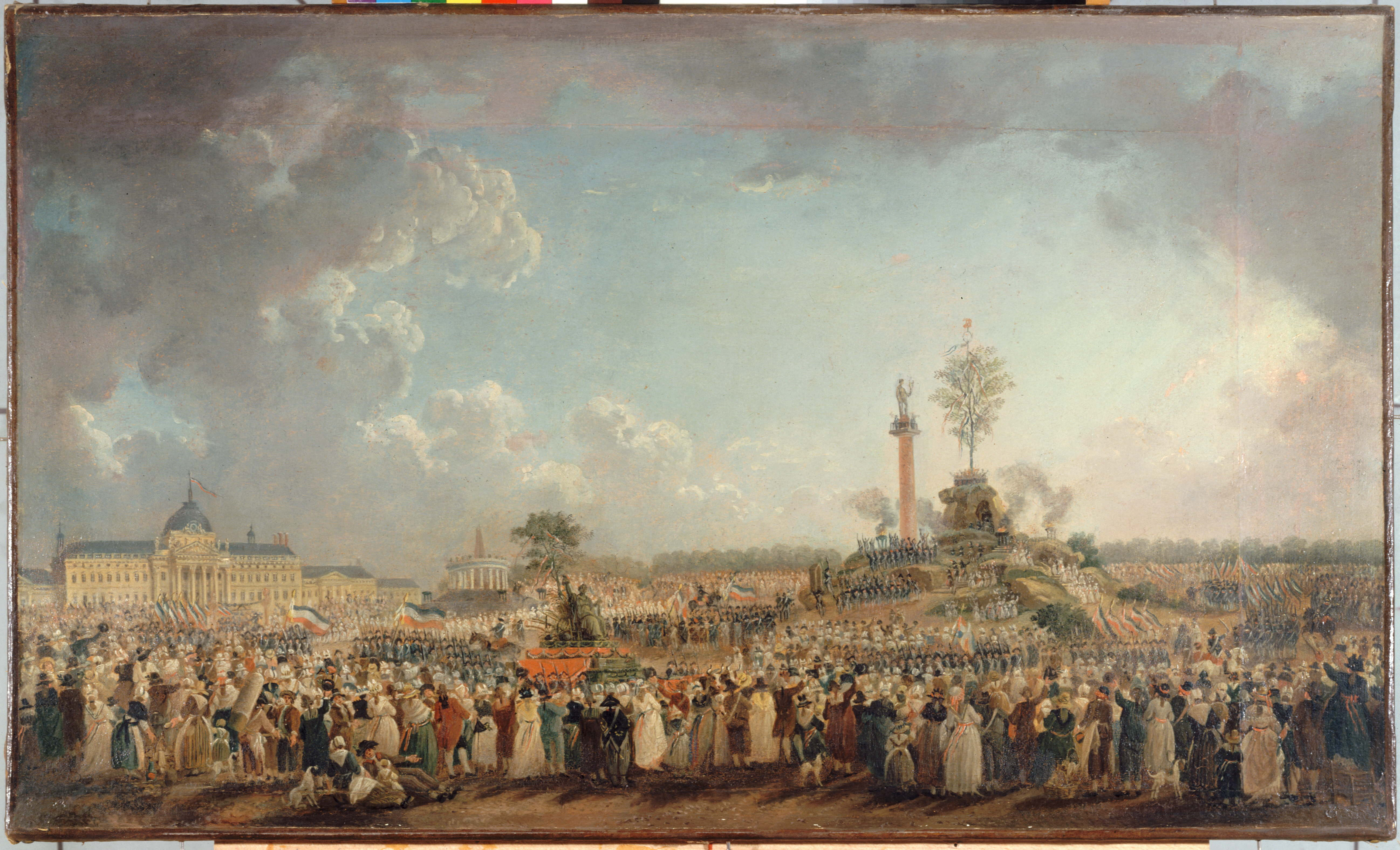
Fête de l'Être suprême, 1794. Paris, musée Carnavalet.

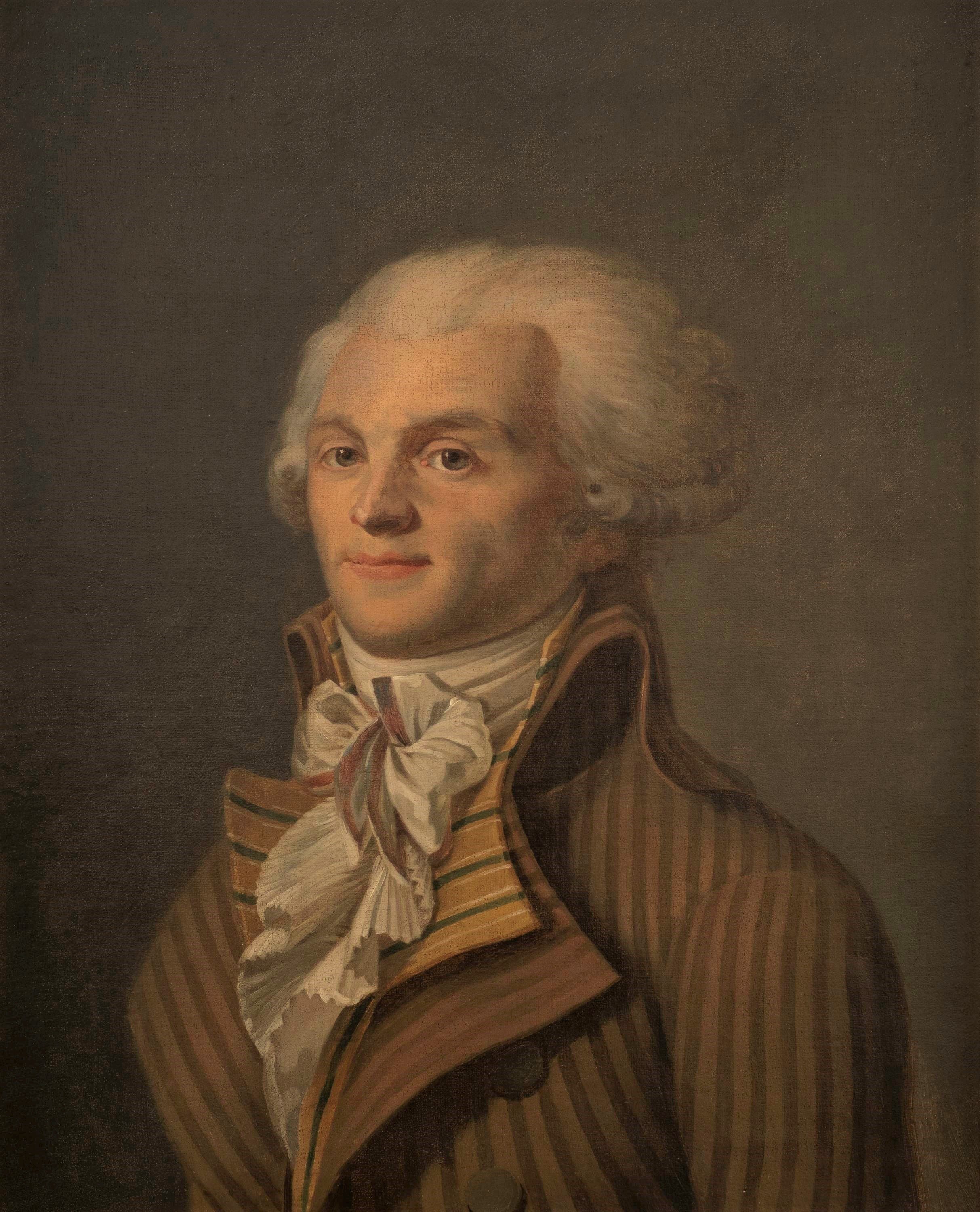
Portrait de Robespierre vers 1790.

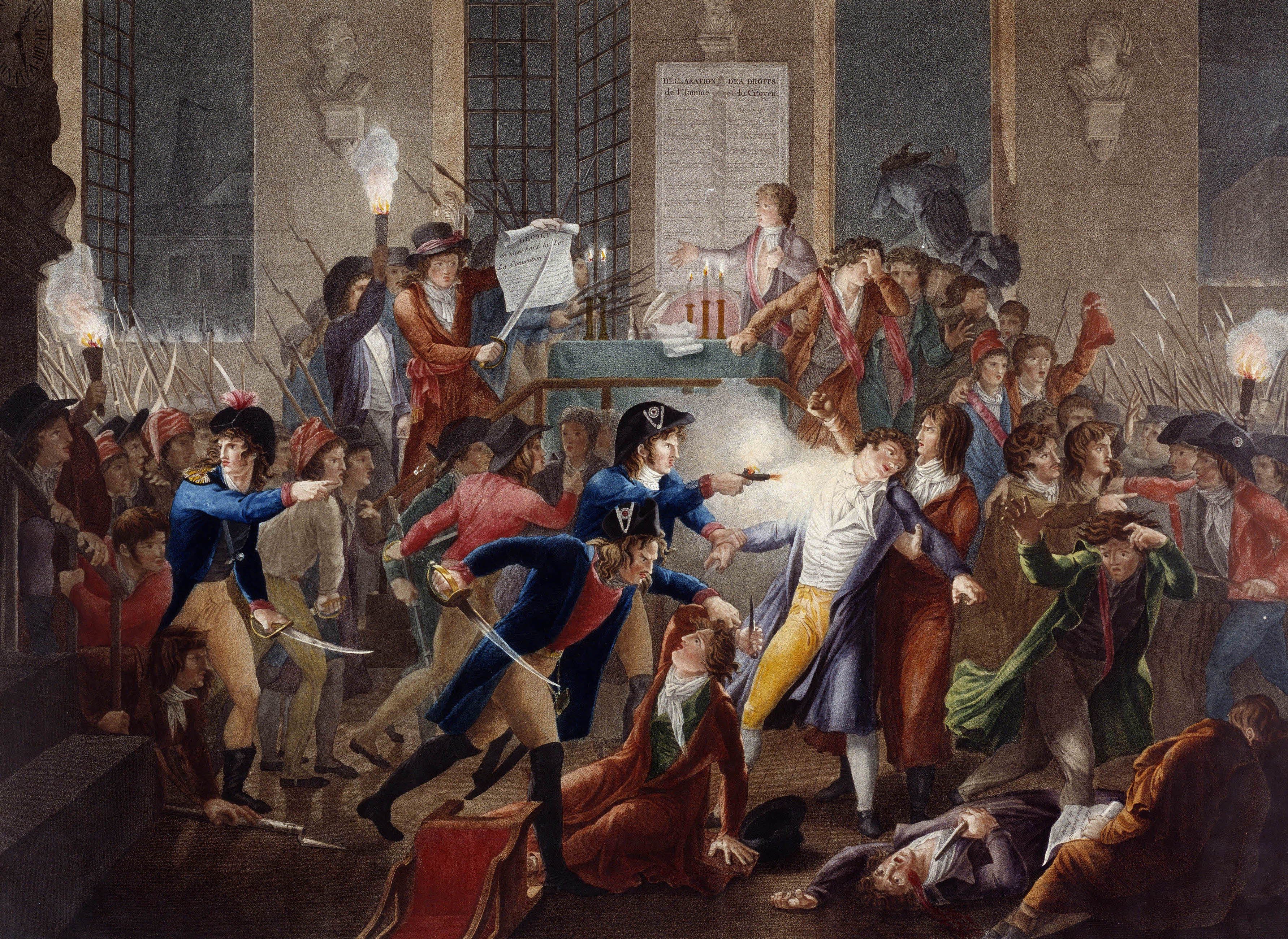
La nuit du 9 au, gravure coloriée de Jean-Joseph-François Tassaert d'après Fulchran-Jean Harriet, musée Carnavalet, vers 1796.

Alors que la Terreur ralentit en province, elle s'accentue à Paris après le vote de la loi du 22 prairial an II (10 juin 1794). Le Tribunal révolutionnaire peut seul juger des crimes politiques. La définition d'« ennemi de la Révolution » est élargie et devient floue. Cette évolution ouvre la voie de la Grande Terreur : dans les semaines qui suivent, plus de 1 400 personnes sont guillotinées à Paris.
Au début de l'été 1794, l'effort de guerre consenti par la nation porte enfin ses fruits. Le 26 juin 1794, la victoire de Fleurus permet aux troupes françaises de reprendre la Belgique. Des vivres commencent à être réquisitionnés dans les régions occupées pour être envoyés en France.
En luttant contre les factions et en faisant revenir au pouvoir les terroristes les plus zélés, Robespierre s'est fait beaucoup d'ennemis. Il est devenu l'homme politique le plus influent. Le 8 juin 1794, lorsqu'il préside la Fête de l'Être suprême, ses adversaires murmurent qu'« il veut accaparer le pouvoir ». Son retrait temporaire de la scène politique permet la constitution d'un groupe d'opposants autour du Comité de sûreté générale et d'anciens représentants en mission, comme Tallien ou Fouché.
Quand Robespierre se décide enfin à réapparaître à la Convention, il brandit la menace d'une nouvelle épuration, y compris contre certains députés qu'il a la maladresse de ne pas nommer. Le complot se noue avec le soutien du Marais. Le 9 thermidor an II (27 juillet 1794), il est accusé par l'Assemblée et arrêté. Une action de la Commune de Paris le délivre contre son gré et l'emmène à l'Hôtel de Ville. Mais les sans-culottes, démoralisés par la mise au pas des sections après l'élimination des hébertistes, et mécontents de la stricte application du maximum des salaires, ne se joignent pas aux soutiens de Robespierre. La Convention, qui l'a immédiatement mis hors la loi, envoie les troupes qui prennent d'assaut le bâtiment. Il est guillotiné le lendemain, le 28 juillet 1794, avec Georges Couthon, Saint-Just et ses principaux partisans. Les conventionnels thermidoriens rappellent les députés girondins et mettent fin à la Terreur.
Peu de temps après, le 11 octobre 1794, les cendres de Jean-Jacques Rousseau sont transférées au Panthéon, au cours d'une cérémonie grandiose. Une autre panthéonisation révèle mieux encore la complexité des mois qui suivent le 9 thermidor : en effet, le 1er septembre 1794, Marat entre à  son tour au Panthéon, pour en sortir cependant le 26 février suivant. Entre ces deux dates, les équilibres politiques ont changé à la Convention.

### La Convention thermidorienne
Après la mort de Robespierre, le système gouvernemental mis en place s'effondre rapidement avec, dès le 11 thermidor, la décision de renouveler mensuellement, et par quart, les comités de gouvernement. La loi de Prairial est supprimée le 14 thermidor. Fouquier-Tinville est emprisonné et le Tribunal révolutionnaire cesse de fonctionner, avant d'être réorganisé le 23 . De nombreux prisonniers sont libérés.

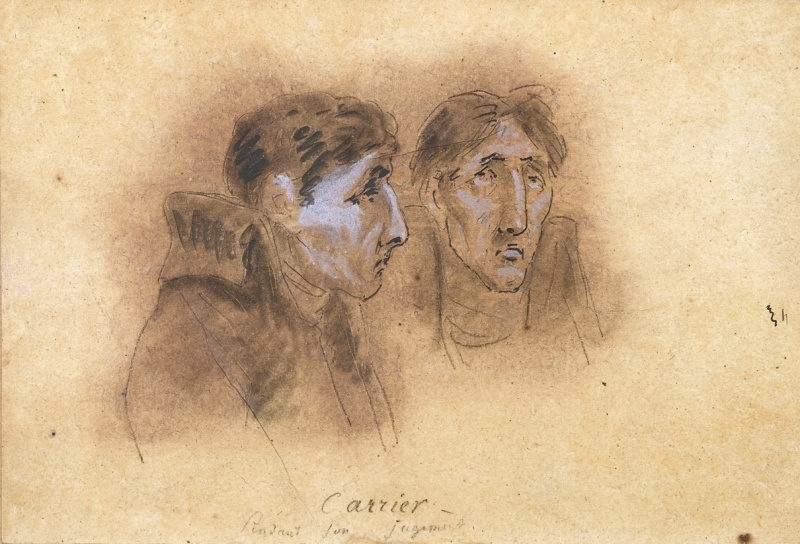
Portrait de Carrier lors de son procès, par Vivant Denon.

Trois tendances s'affrontent jusqu'en octobre 1794 : les modérés qui souhaitent un retour à 1791, les néo-hébertistes et les jacobins. Le 25 vendémiaire an III, les modérés de la Convention mettent à mal l'organisation des jacobins en parvenant à faire interdire l'affiliation des clubs entre eux. Le club électoral des néo-hébertistes ferme, pour sa part, au début de frimaire an III. Après avoir réussi le démantèlement des organisations politiques de leurs opposants, les modérés s'emploient à éliminer leurs représentants les plus célèbres. Jean-Baptiste Carrier est ainsi guillotiné le 26 décembre. Les muscadins prônent le remplacement de La Marseillaise par Le réveil du peuple contre les terroristes. Les restes de Marat sont retirés du Panthéon, et d'anciens montagnards détenus dans des prisons sont massacrés (Lyon, Nîmes, Marseille…) Pour autant, la « réaction thermidorienne » ne doit pas être confondue avec le royalisme. Les thermidoriens, dont certains ont participé à la Terreur, cherchent à imposer une ligne médiane au pouvoir, entre le populisme néo-hébertiste, toujours actif (Babeuf et son journal Le tribun du peuple, par exemple), et la dérive royaliste qui menace.

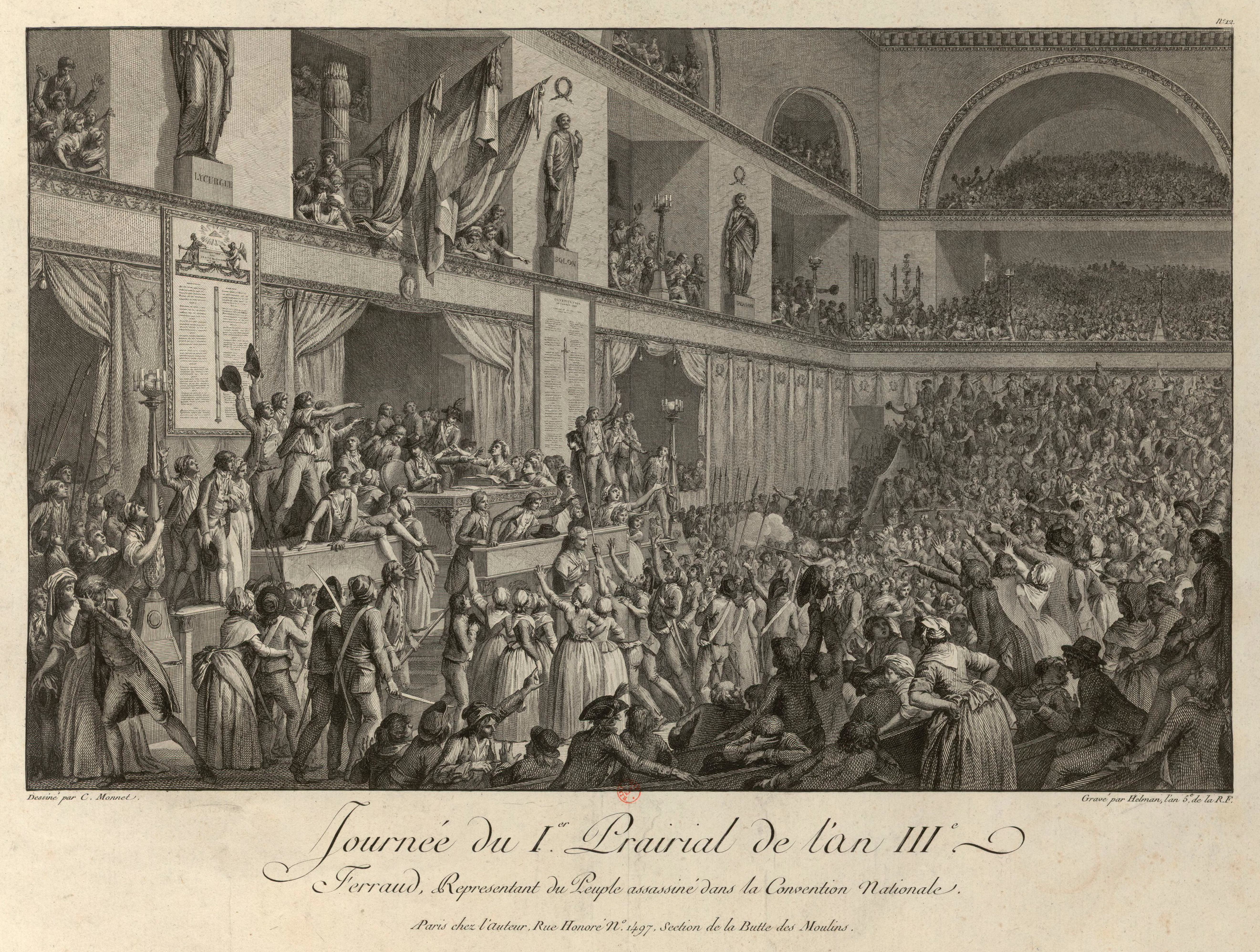
Journée du, estampe gravée par Helman d'après Monnet, Paris, BnF, 1796.

Les moissons de 1794, en lien avec un été très orageux comme en 1788, sont très en dessous de celles de 1793. L'hiver 1794-1795 est aussi froid que celui de 1788-1789, et la misère envahit les rues des grandes villes. Le 24 décembre 1794, la loi du Maximum général, sur les denrées de première nécessité, est supprimée dans l'espoir d'enrayer le marché noir. La mesure provoque l’effondrement de l’assignat : la crise agricole se double d’une crise économique. Des émeutes populaires se déclenchent pour réclamer du pain. Les plus fameuses sont celle du 12 germinal an III et surtout celle du 1er prairial (20 mai 1795). Cette dernière coûte la vie au député Jean-Bertrand Féraud qui a voulu s'interposer : sa tête est alors promenée au bout d'une pique. La répression s'abat sur les manifestants et ceux qui sont accusés d'en être les instigateurs, notamment six députés montagnards, les crêtois, condamnés à mort et exécutés. L'historien Albert Soboul, spécialiste de la Révolution française, écrit à propos de ces journées de prairial : « Son ressort, le mouvement populaire, ayant été brisé, la Révolution était terminée  ».
Le 29 messidor (17 juillet 1795), la Convention vote la nouvelle Constitution de l’an III, qui acte la fin de la révolution populaire avec le rétablissement du vote censitaire. Le nouveau texte est ratifié par plébiscite en septembre. En revanche, le vote sur le décret des deux tiers, qui n'autorise le renouvellement que d'un tiers des sièges (ce qui empêche les royalistes d'avoir la majorité), n'est approuvé qu'à une courte majorité. À la suite de ce vote, le 13 vendémiaire an IV, les royalistes tentent un coup d'État. À la demande de Barras, le général Bonaparte est chargé de protéger l'Assemblée, ce qu'il fait avec l'appui du chef d'escadron, Joachim Murat. Le 4 brumaire an IV, la Convention laisse la place au Directoire.

### Directoire (26 octobre 1795-9 novembre 1799)

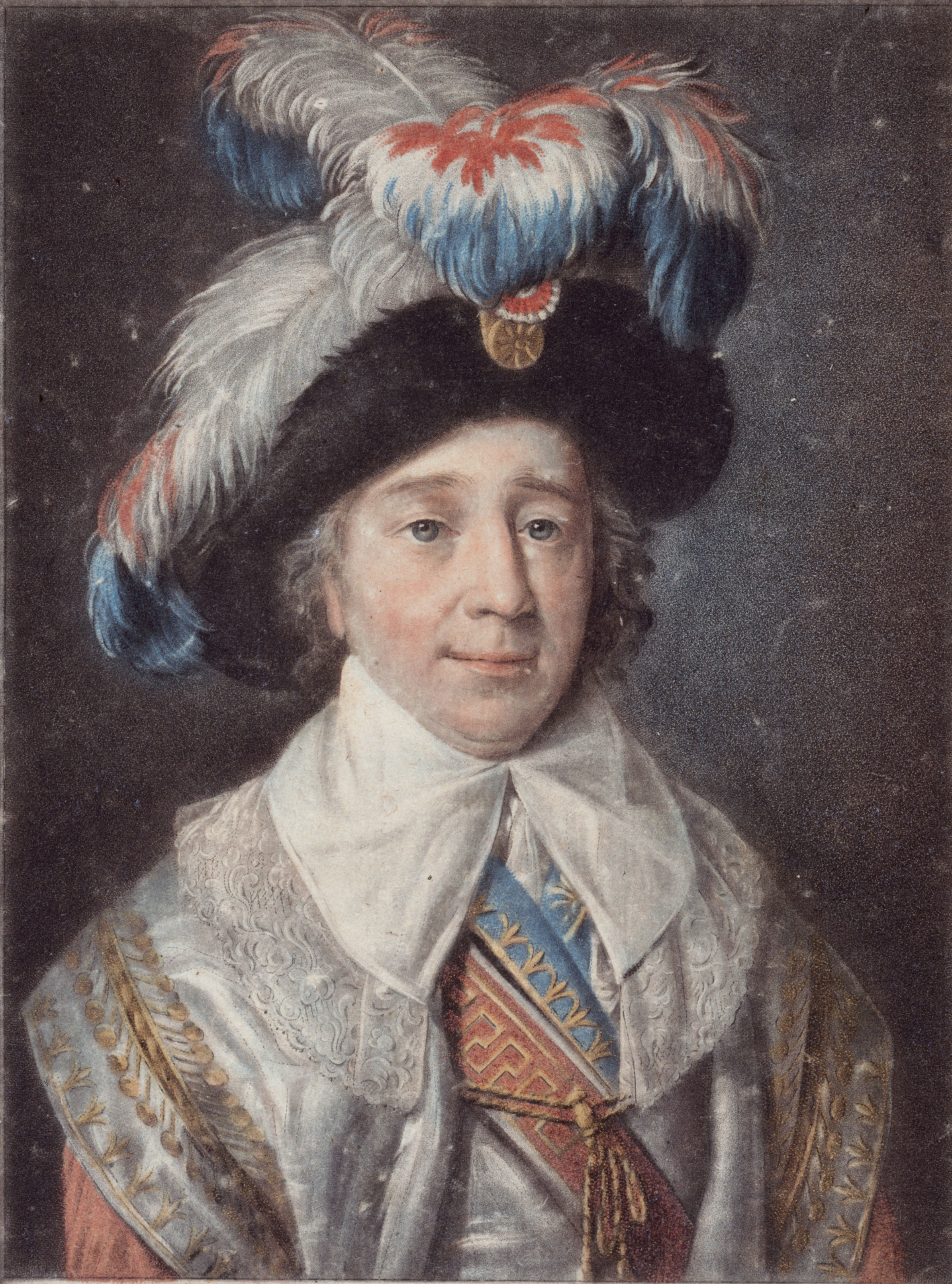
Paul Barras portant son costume d'apparat de Directeur.

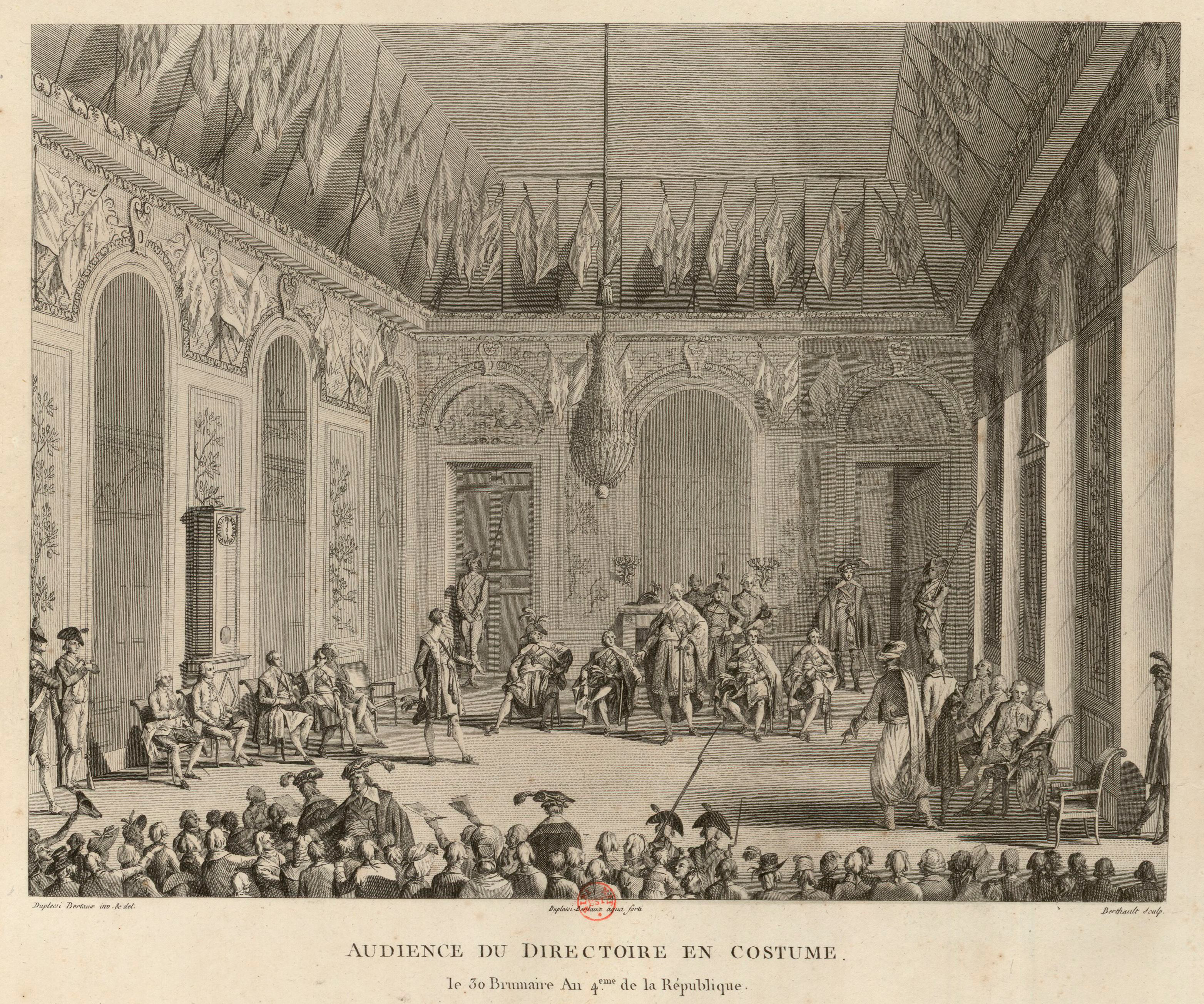
Audience du Directoire en costume, le.

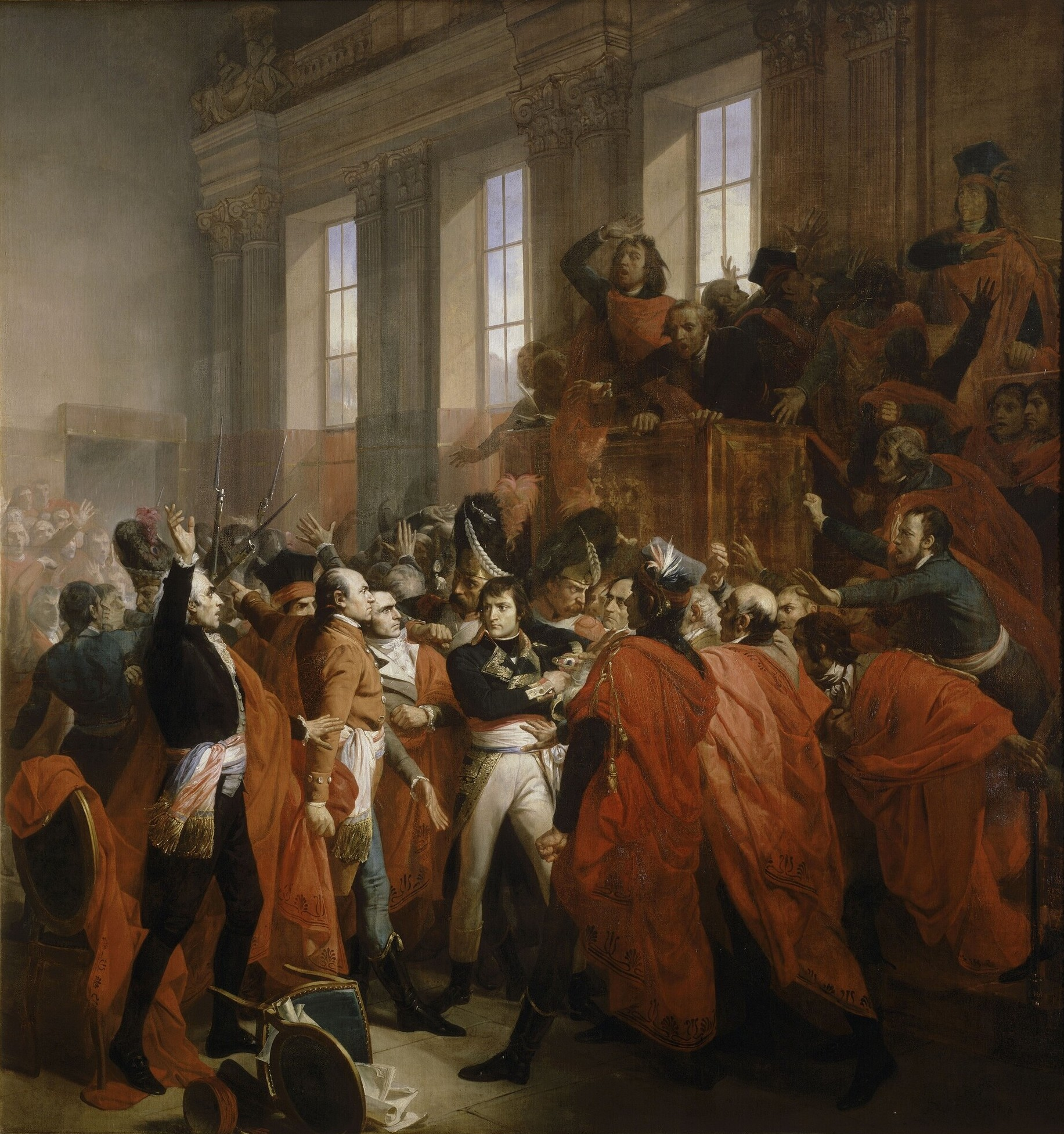
Napoléon Bonaparte face au Conseil des Cinq-Cents lors du coup d'État du 18 Brumaire conduisant à la fin du Directoire.
Toile de Bouchot, 1840.

Le Directoire dure du 4 brumaire an IV au 18 brumaire an VIII, selon le calendrier révolutionnaire. Il s'agit de la seconde tentative pour créer un régime stable reposant sur une base constitutionnelle. La pacification de l'Ouest et la fin de la Première Coalition permettent l'établissement d'une nouvelle constitution. Pour la première fois en France, le pouvoir législatif repose sur un parlement bicaméral : le Conseil des Cinq-Cents (500 membres) et le Conseil des Anciens (250 membres). Le pouvoir exécutif est un directoire de cinq personnes nommées par le conseil des Anciens sur une liste fournie par le Conseil des Cinq-Cents. Les ministres et les cinq directeurs ne sont pas responsables devant les assemblées, mais ils ne peuvent non plus dissoudre ces dernières. Comme en 1791, aucune procédure ne permet de résoudre les conflits.
Les thermidoriens ont imposé que les deux tiers des élus soient issus de la Convention. Les régions de l'Ouest, de la vallée du Rhône et de l'Est du Massif central élisent des députés royalistes. Pendant toute la durée du Directoire, l'instabilité politique est incessante. Les « réseaux de correspondance », royalistes, mêlent le renseignement, la propagande et l'action politique. Ils quadrillent le pays avec le soutien des frères de Louis XVI et de puissances étrangères. Les partisans du retour à la monarchie remportent les élections de mars 1797. Au cours du mois de septembre suivant, les républicains modérés organisent un coup d'État qui chasse deux des cinq directeurs et destitue ou invalide l'élection de 177 députés. En 1798, les élections semblent donner la faveur aux jacobins. Les conseils s'octroient alors le droit de désigner les députés dans la moitié des circonscriptions. Les thermidoriens se maintiennent au pouvoir, mais sont totalement discrédités.
La situation économique contribue aussi à détourner les Français du régime. Les impôts ne rentrent plus. L'assignat, qui a perdu toute sa valeur, est remplacé par un autre papier monnaie, le mandat territorial, qui subit en un an le même sort que l'assignat. À partir de 1797, l'État demande aux contribuables de payer les impôts en numéraire. Or, avec la crise financière, la monnaie métallique s'est raréfiée. Après les années d'inflation liées à l'assignat, la France connaît une période de baisse des prix qui touche principalement le monde rural. Incapable de faire face à l'énorme dette accumulée par la monarchie absolue et huit années de révolution, les assemblées se résignent à la banqueroute des « deux tiers » : la France renonce à payer les deux tiers de sa dette publique, mais consolide le dernier tiers en l'inscrivant dans le Grand-livre de la dette publique. Pour paraître crédible aux yeux des créanciers, un nouvel impôt sur les portes et fenêtres est créé en 1798. Les gendarmes sont réquisitionnés pour le recouvrer.
Grâce aux efforts du gouvernement de salut public, les armées françaises sont passées à l'offensive. Au printemps 1796, la France lance une grande offensive à travers l'Allemagne pour contraindre l'Autriche à la paix. Mais c'est l'armée d'Italie, commandée par le jeune général Napoléon Bonaparte, qui crée la surprise en volant de victoire en victoire et en forçant l'Autriche à signer la paix par le traité de Campo Formio du 17 avril 1797. Entre 1797 et 1799, presque toute la péninsule italienne est transformée en un ensemble de républiques sœurs, avec des régimes et des institutions calquées sur celles de la France. Si les victoires soulagent les finances du Directoire, elles rendent le pouvoir de plus en plus dépendant de l'armée. Bonaparte devient l'arbitre des dissensions politiques intérieures. L'expédition en Égypte a comme objectif de couper la route des Indes au Royaume-Uni, mais les directeurs ne sont pas mécontents d'éloigner l'encombrant soutien du Corse, qui ne cache pas son appétit de pouvoir. Par ailleurs, la multiplication des républiques sœurs inquiète les grandes puissances, Russie et Royaume-Uni en tête, qui craignent la contagion révolutionnaire et une trop forte domination de la France sur l'Europe. Ces deux États sont à l'origine de la formation de la Deuxième Coalition en 1798. Les offensives anglaises, russes et autrichiennes sont repoussées par les armées françaises dirigées par Brune et Masséna.
Le Directoire prend fin par le 18 brumaire an VIII (9 novembre 1799) de Napoléon Bonaparte, qui déclare : « Citoyens, la révolution est fixée aux principes qui l'ont commencée, elle est finie ». Le Consulat est mis en place. Il s'agit d'un régime autoritaire dirigé par trois consuls, dont seul le premier détient réellement le pouvoir : la France entame une nouvelle période de son histoire en s'apprêtant à confier son destin à un empereur.